# Église Saint-Romain de Wy-dit-Joli-Village
L'église Saint-Romain est une église catholique paroissiale située à Wy-dit-Joli-Village, dans le département du Val-d'Oise, en France. Selon la tradition, elle aurait été fondée vers 625 par saint Romain, qui est peut-être natif des environs. Les parties les plus anciennes de l'église actuelle ne sont pas antérieures à la fin du XIe ou au début du XIIe siècle ; il s'agit des murs ouest et nord de la nef, ainsi que des piles de l'ancien clocher, qui s'élevait au-dessus de la première travée du chœur. L'église est reconstruite à partir de la fin de la période romane, vers le milieu du XIIe siècle, en commençant par le chœur, et en terminant par le voûtement d'ogives de la nef. Après l'adjonction d'une chapelle du côté sud, qui devait être de style gothique rayonnant, l'église est consacrée par Eudes Rigaud en 1255. Bien plus tard, après la fin de la guerre de Cent Ans, une autre chapelle est bâtie du côté nord. Elle est de style gothique flamboyant, et constitue l'unique partie stylistiquement homogène de l'édifice : tout le reste a subi en effet des remaniements, avec, au moins, le repercement des fenêtres. En 1682, le clocher roman s'effondre, et la chapelle du sud est presque entièrement détruite. À partir de 1695, un nouveau clocher est édifié au-dessus de l'angle sud-est de la chapelle, qui est rebâti sans style réel. Dans ce cadre, ou seulement au XIXe siècle, le versant sud de la nef est également refait. Avec sa silhouette atypique et sa juxtaposition de différents volumes, l'église Notre-Dame-et-Saint-Romain offre un aspect pittoresque. Dans l'intérieur, c'est surtout la qualité du voûtement de la nef et du chœur, avec leurs faisceaux de colonnettes et leurs chapiteaux de bon niveau, qui retiennent l'attention. Tenant compte de ses dimensions modestes, l'église de Wy surprend à la fois par sa complexité et la qualité de nombreux éléments de son architecture. Elle a été classée monument historique en 1981. Wy n'est depuis longtemps plus une paroisse indépendante, et est aujourd'hui affilié à la paroisse Avernes et Marines. Des messes dominicales y sont célébrées trois fois par an.

## Localisation

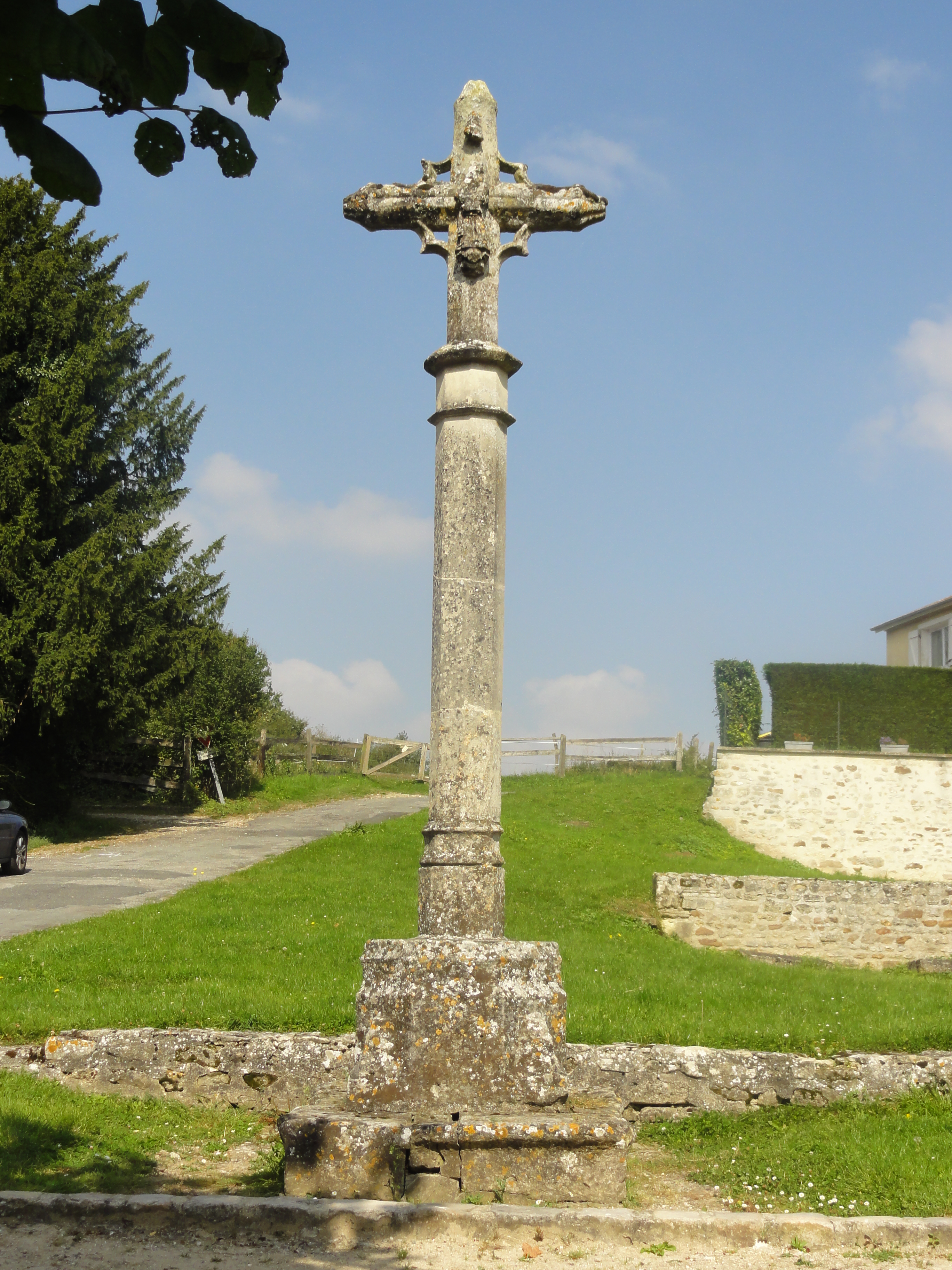
Croix de cimetière.

L'église est située en France, en région Île-de-France et dans le département du Val-d'Oise, dans le Parc naturel régional du Vexin français, sur la commune de Wy-dit-Joli-Village, à l'angle nord-est du village, rue Saint-Romain (RD 159), au nord du carrefour avec la rue de la Mairie. La rue contourne l'église par le sud, en laissant libre une pelouse bordée d'arbres autour de l'édifice : c'est l'ancien cimetière. Une impasse passe derrière le chevet ; une autre passe devant la façade, et donne accès à un petit parvis. L'église est entièrement dégagée de constructions mitoyennes, mais une maison particulière est implantée près de l'angle nord-est du chœur, et son jardin clos d'un mur masque en partie la vue sur ce dernier, et ne permet pas de s'en approcher. — Un autre monument historique se trouve tout près de l'église. Il s'agit de l'ancienne croix de cimetière du XVe siècle, qui a été déplacée vers son emplacement actuel après la suppression du cimetière, et classée par arrêté du 3 janvier 1946. Le calvaire est en pierre, et très mutilé, notamment le Christ en croix sur le revers du crucifix. Sur la face frontale, l'on devine encore une Vierge sous un dais, soutenue par une console sculptée d'un ange représenté à mi-corps,.

## Historique

### L'histoire de la paroisse

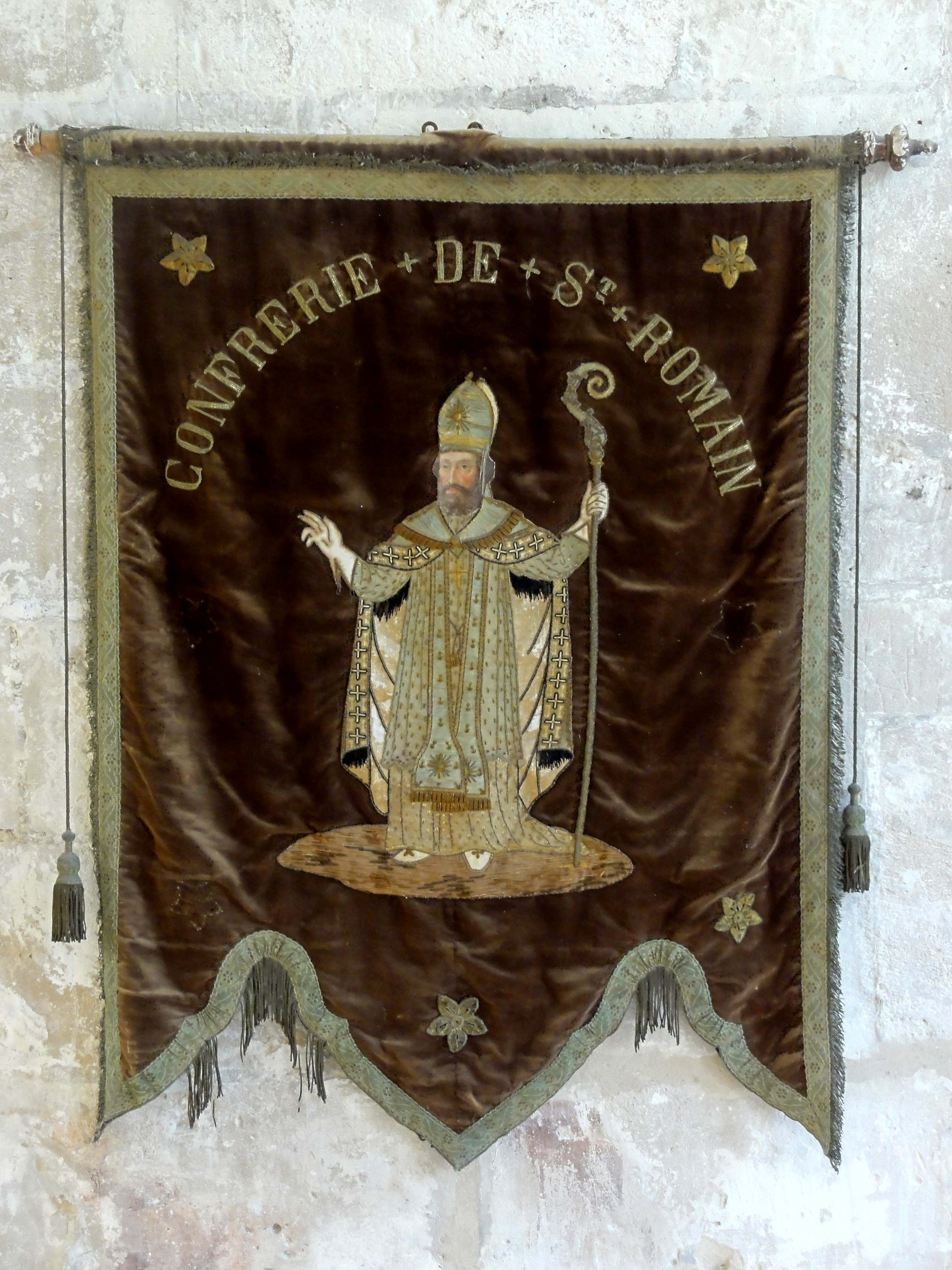
Bannière de procession de la confrérie Saint-Romain.

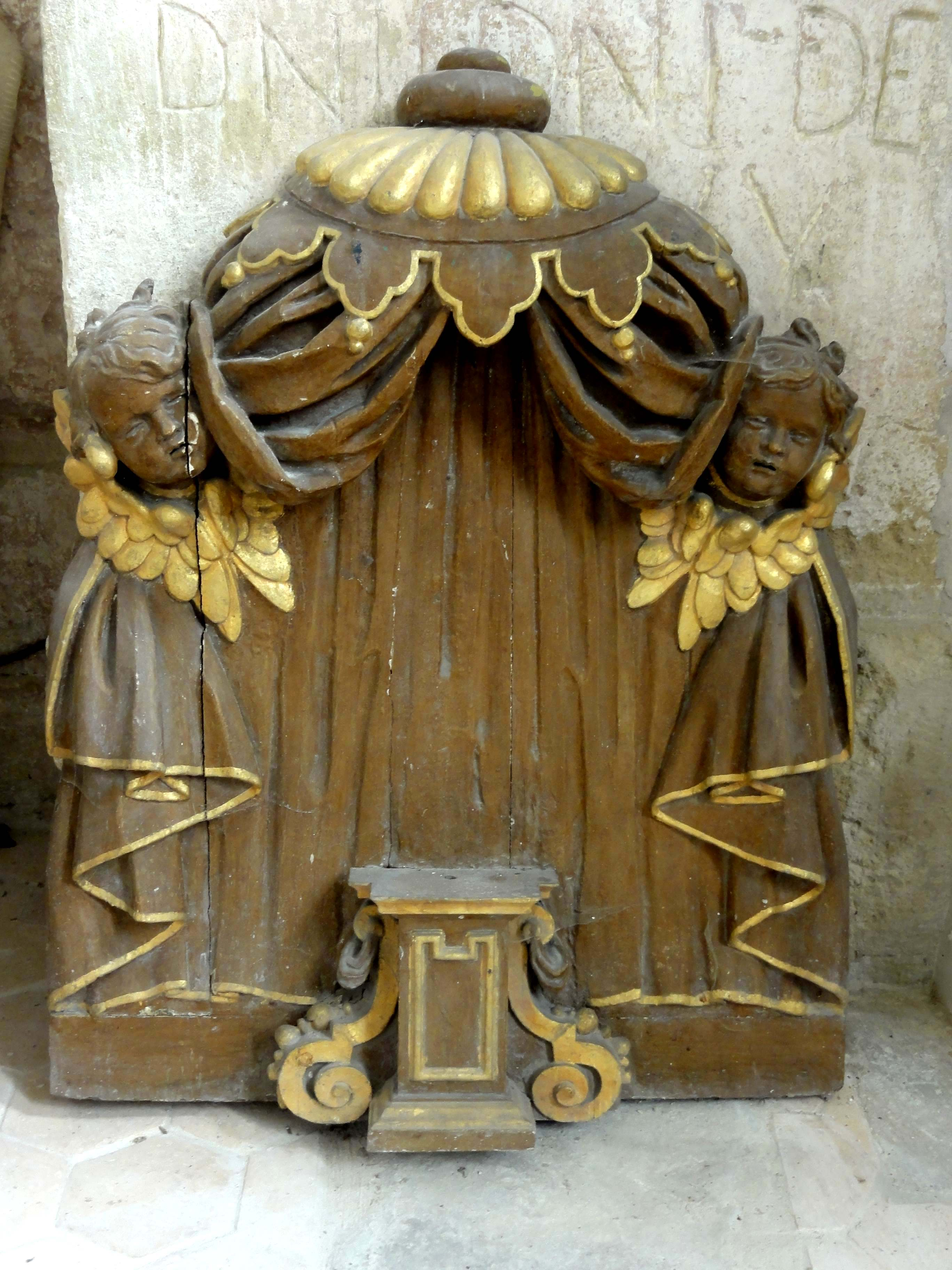
Dais pour procession.

D'après la légende, l'église aurait été fondée par saint Romain vers 625. En effet, le futur évêque de Rouen serait né au château des Rochettes à mi-chemin entre Wy et Guiry-en-Vexin, même si la commune de Salency prétend aussi être le lieu de naissance du saint. L'âge de l'église est en tout cas confirmé par la découverte d'un cimetière mérovingien attenant à l'édifice, et la présence d'un tiers-sou de Rouen indique un lien avec cette ville. En plus, Jacques Sirat affirme qu'après avoir acheté les terres autour de son château, saint Romain aurait donné la seigneurie de Wy au chapitre de la cathédrale Notre-Dame de Rouen dès 629 (aucune source n'est citée pour ce renseignement). Plus rien ne subsiste de l'église primitive ou de la chapelle de cette époque. Selon les documents d'archives consultés par l'abbé Vital Jean Gautier, l'érection canonique de la paroisse serait bien plus récente, et remonterait seulement à 1025. La consécration de l'église actuelle fut célébrée en 1255 par Eudes Rigaud, archevêque de Rouen, probablement après l'achèvement du croisillon sud. Dans le journal de l'ecclésiastique, en partie conservé, l'on peut lire qu'il rapporta de Courdimanche deux aubes, deux amicts, trois chasubles, un calice, une croix d'argent et un autel bénit. Sous l'Ancien Régime, Wy-dit-Joli-Village relève du doyenné de Magny-en-Vexin, de l'archidiaconé du Vexin français et de l'archidiocèse de Rouen. Les collateurs de la cure sont les deux chanoines prébendés du lieu, envoyés par le chapitre de Rouen.
La fête patronale est fixée au 23 octobre, jour de la Saint-Romain. Elle donne lieu à une procession, dont le rayonnement est considérable, puisque les fidèles affluent de plusieurs villages du Vexin, et l'archevêque de Rouen y participe lui-même, ou envoie au moins son vicaire général ou un autre prélat pour le représenter. Le clergé des paroisses voisines participe également à l'événement. La destination de la procession est la fontaine de Saint-Romain, qui se trouve au pied des ruines du château des Rochettes (encore attestées par une lettre du curé de Wy, l'abbé Bonhomme, dans une lettre de 1858). Sous un dais, l'on apporte à la fontaine une petite statue en bois de saint Romain, que l'officiant plonge ensuite dans l'eau, tandis que la foule entonne en chœur des cantiques, et en particulier l'hymne de saint Romain. À cette occasion, de nombreuses fidèles ont coutume de remplir des bouteilles de l'eau de la fontaine, qui est considérée comme remède contre les rhumes les plus tenaces, et censée protéger contre la grêle. Ensuite, l'assistance retourne à l'église. Selon Jacques Sirat, qui écrit vers 1979, la statue se trouve toujours dans l'église de Wy ; elle n'y est actuellement plus visible. La source a été captée au cours des années 1950. À côté, se trouvent un lavoir et un abreuvoir, qui ne sont pas très anciens, mais lors des travaux d'aménagement, des matériaux gallo-romains ont été mis au jour, et prouvent la longue histoire du lieu. Sur le talus qui domine le lavoir, trône une statue de saint Romain sculptée par l'abbé Dheilly, curé de Genainville, en 1858. L'ancienne statue de la fin du XVe siècle fut recueillie par le curé de Guiry, et se trouve toujours en l'église Saint-Nicolas. En dépit de l'importance du culte de saint Romain à Wy, ce n'est que tardivement que les habitants fondent une confrérie placée sous son invocation. Elle voit le jour le 26 juillet 1790, et a pour but de distribuer le Saint-Sacrement aux malades qui ne peuvent pas venir à la messe, et de participer aux cortèges de funérailles. Contrairement aux confréries de la Charité, ils n'assistent non seulement aux obsèques des confrères, mais bien à tous les obsèques, et le nombre de confrères est limité à douze. Ils sont présidés par un prévôt et un échevin, et disposent d'une tenue spécifique. Lors des cortèges, les deux premiers agitent des clochettes, six portent des cierges frappés des initiales S.R., et quatre portent le cercueil ; ils ont le droit se faire remplacer par des commis moyennant rémunération.
Après le rattachement au nouveau diocèse de Versailles créé sous la Révolution française pour regrouper les paroisses du département de Seine-et-Oise, Wy-dit-Joli-Village change une seconde fois de diocèse en 1966, quand la refonte des départements d'Île-de-France motive l'érection du diocèse de Pontoise, qui correspond au territoire du nouveau département du Val-d'Oise. L'église de Wy et l'église Saint-Nicolas de Guiry-en-Vexin forment alors un petit secteur paroissial, qui dispose de son propre curé. Cette situation ne perdure plus longtemps. Aujourd'hui, le village est affilié à la paroisse Avernes et Marines, qui est très étendue, et réunit trente-cinq clochers. Dans les petits villages, les messes dominicales ne sont célébrées qu'épisodiquement, en l'occurrence, trois fois par an.

### Les campagnes de construction de l'église

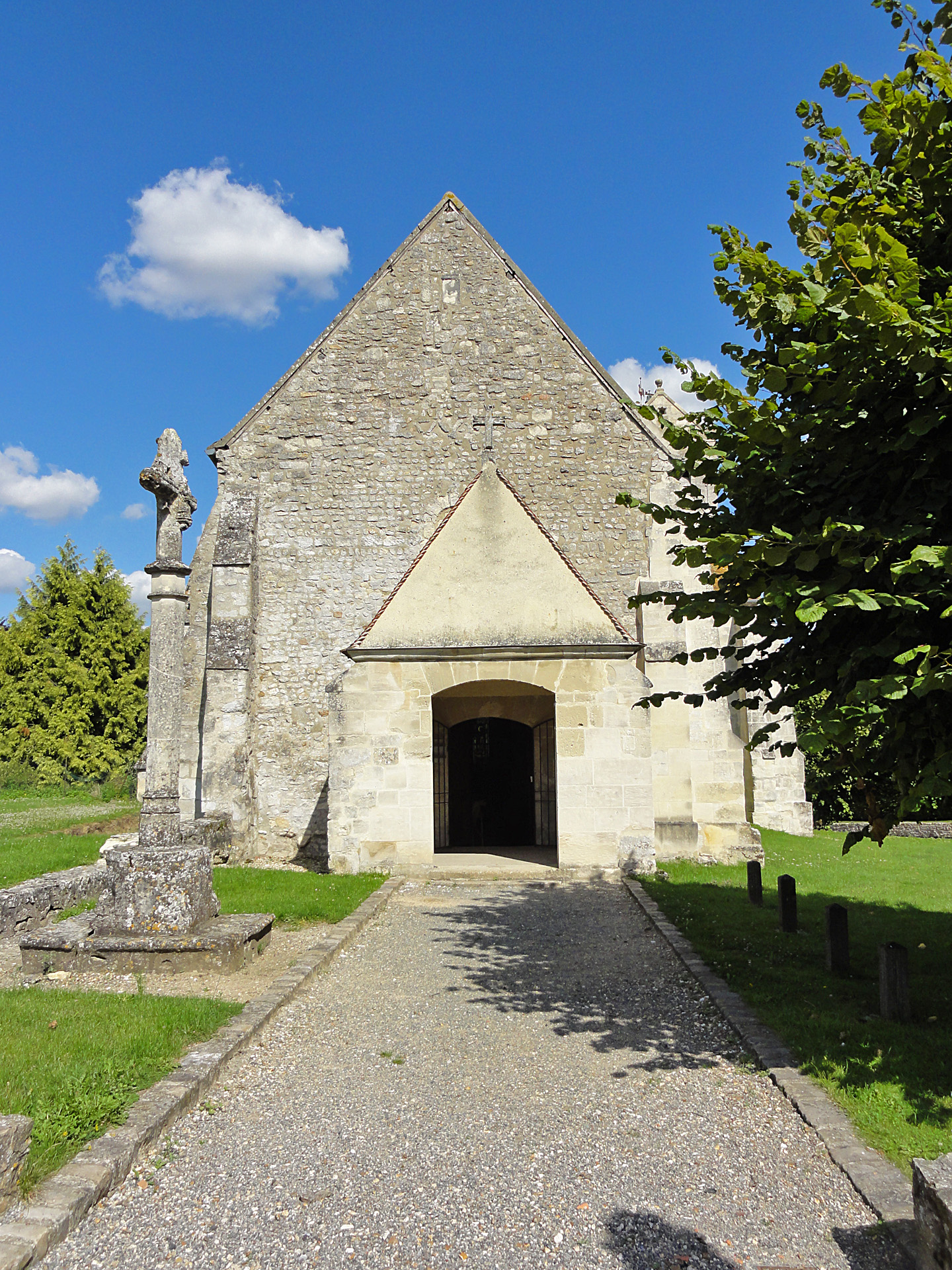
Façade occidentale.

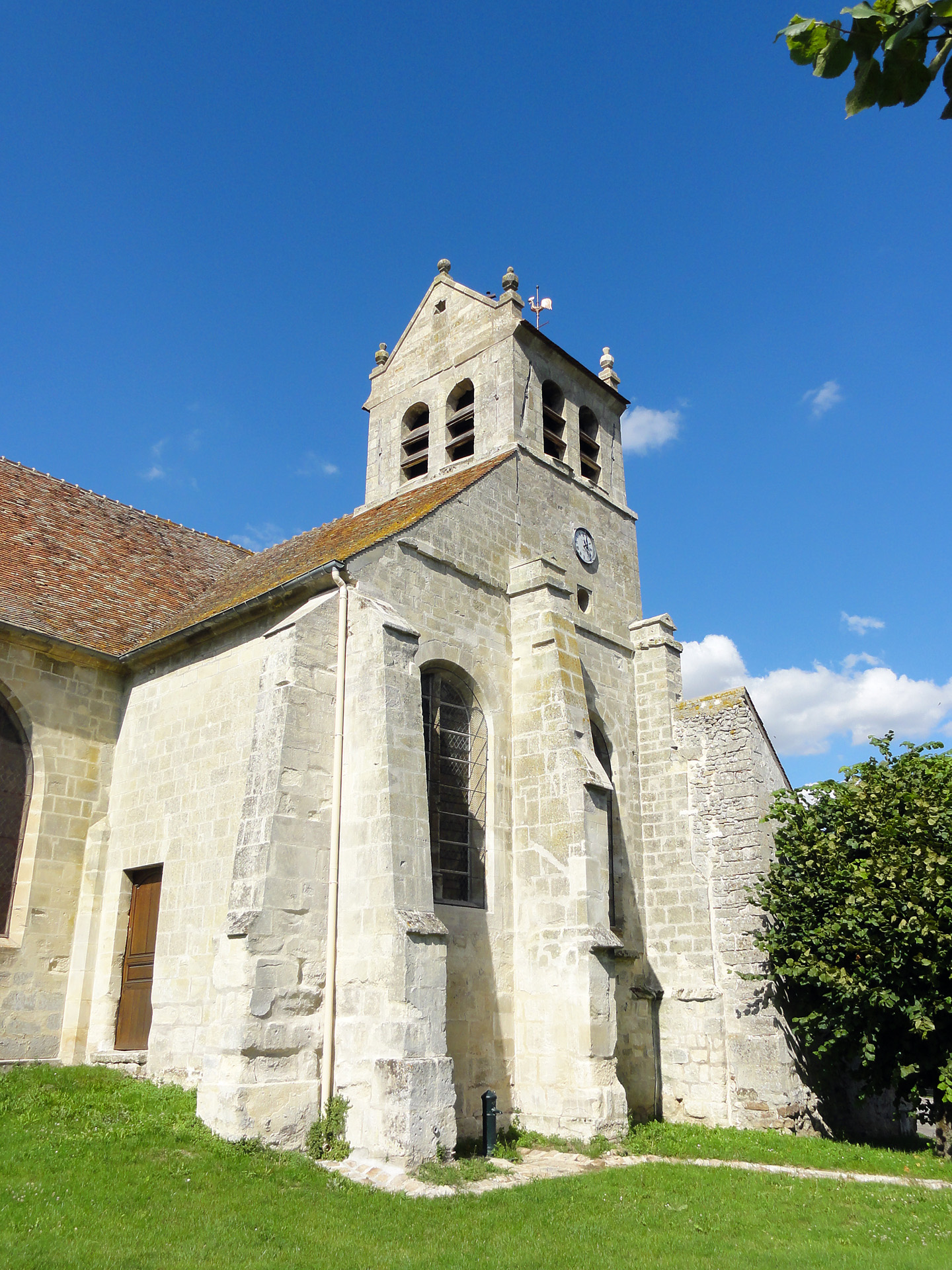
Croisillon sud et clocher.

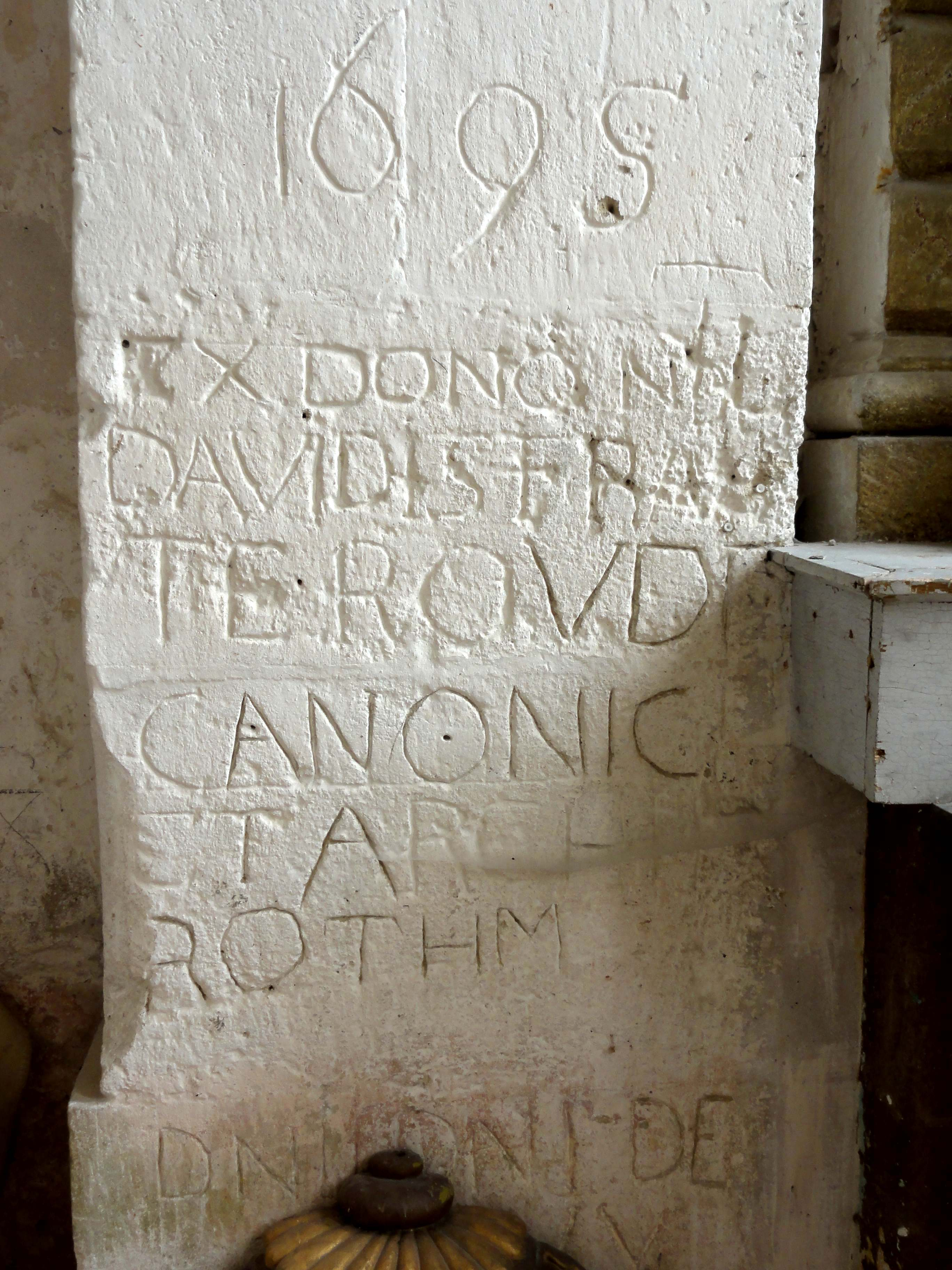
Graffiti rappelant la construction du nouveau clocher en 1695.

Les éléments les plus anciens de l'édifice actuel remontent au XIe ou au début du XIIe siècle. Il s'agit du mur septentrional de la nef, qui est en moellons irréguliers noyés dans un mortier, et du mur occidental, qui est partiellement bâti en pastoureaux, petits moellons cubiques généralement récupérés d'édifices gallo-romains détruits. Le porche et les baies en tiers-point actuelles sont bien entendu modernes, mais les vestiges d'une toute petite fenêtre romane subsistent à gauche de la première baie du nord, et la façade garde les traces d'une baie plus grande, elle aussi romane. La corniche de modillons est également susceptible d'être romane. Les contreforts à ressauts n'ont été ajoutés qu'à l'occasion du voûtement, au début du XIIIe siècle. Il n'y a point le contrefort plat évoqué par Bernard Duhamel, entre la deuxième et la troisième travée, côté nord. En revanche, les piles carrées de l'ancienne base du clocher, soit la première travée du chœur, pourraient être plus ou moins contemporaines de la nef. Leur absence de style résiste à une datation, mais elles sont de toute évidence antérieures à la voûte et ses supports, qui sont du même style que les deux autres travées du chœur.
C'est à la fin de la période romane que l'on peut situer le voûtement de l'ancienne base du clocher, et la construction de la deuxième et de la troisième travée du chœur, qui se termine par un chevet plat. L'église se résume alors à un seul vaisseau : au sud, l'on aperçoit toujours les traces d'une ancienne baie en plein cintre, dont la moitié a disparu lors de l'ouverture du mur vers la chapelle latérale sud, au milieu du XIIIe siècle. Le diamètre de son arc paraît important pour une fenêtre, mais le soubassement comporte une arcature plaquée en plein cintre, qui retombe sur deux colonnettes à chapiteaux. L'une des corbeilles est sculptée de feuilles d'eau, l'autre est abîmée. Il ne pouvait donc pas y avoir d'arcade vers une chapelle. Le tracé en plein cintre indique la période romane. L'emploi de l'arc brisé pour les trois voûtes d'ogives ne constitue toutefois pas une contradiction, car son apparition en Île-de-France est attestée vers 1125, dans l'actuel département de l'Oise (considéré comme faisant partie de l'Île-de-France dans l'histoire de l'architecture). Les chapiteaux et les petites clés de voûte, travaillés au trépan, sont d'une grande qualité, et reflètent bien le style du milieu du XIIe siècle. Il convient de préciser que toutes les fenêtres du chœur (concentrées dans la dernière travée) sont bien postérieures à la construction, et que l'entablement à la limite des allèges a été ajouté à la Renaissance, sans doute en même temps que fut créée la large baie du chevet.
Une fois le chœur actuel achevé, sans doute vers 1150 / 1160, le voûtement de la nef est entrepris. Il n'est pas évident pourquoi les auteurs la datent unanimement du XIIIe siècle, car les supports sont de la même facture que dans le chœur. L'analyse de Bernard Duhamel est superficielle. Il dit que . En réalité, seulement une partie des chapiteaux au niveau du premier arc-doubleau sont décorés de crochets, et il n'y a pas de têtes ébauchées. Les autres sont sculptés de feuilles plates et de feuilles d'eau, dont les extrémités se recourbent parfois en volutes. Ces motifs appartiennent plus particulièrement au milieu et à la seconde moitié du XIIe siècle. L'on peut donc conclure à une progression du chantier d'est en ouest, conformément à la tradition. Si la datation du voûtement de la nef pose problème, l'époque de construction de la chapelle latérale sud peut être fixée facilement à la période gothique rayonnante, autour du milieu du XIIIe siècle, grâce aux faisceaux de trois colonnettes à chapiteaux sans emploi, qui subsistent dans les angles au sud de la travée sud-est (au sud du clocher), et grâce à la date de consécration. Mais les profonds remaniements à la Renaissance ne permettent plus de savoir si la chapelle comportait déjà la partie au sud de l'ancienne base du clocher. Il est curieux que Bernard Duhamel rattache le croisillon sud à la même campagne que le voûtement de la nef, bien que les chapiteaux et profils des nervures ne montrent pas la moindre ressemblance. Un aménagement entrepris à la même époque que l'ajout de la chapelle est sans doute le percement de fenêtres plus grandes au nord et au sud de la dernière travée du chœur,.
Il faut attendre la fin de la période qui suit à la guerre de Cent Ans pour assister à l'agrandissement suivant de l'église. C'est à la période gothique flamboyante qu'une chapelle de deux travées est élevée au nord de l'ancienne base du clocher et de la première travée du chœur, entre la fin du XVe et le second quart du XVIe siècle. Plus tard, au milieu ou pendant la seconde moitié du XVIe siècle, la dernière travée du chœur connaît les aménagements cités ci-dessus. En 1682, la flèche octogonale en pierre du clocher central (dont l'existence est confirmée par une représentation sur une carte ancienne manuscrite) s'effondre et endommage le croisillon sud et la dernière travée de la nef, mais la voûte de la base du clocher reste apparemment indemne. La reconstruction est lancée en 1695, date que Bernard Duhamel tient d'un graffiti toujours visible sur un piédroit de l'arcade occidentale de la base du clocher. Les travaux portent sur la réparation de la dernière voûte de la nef, et avant et surtout, la construction d'un nouveau clocher au-dessus de la travée sud-est de la chapelle latérale sud, et non à son ancien emplacement au-dessus de la croisée du transept. Le croisillon sud change complètement d'apparence, mais conserve les deux faisceaux de colonnettes déjà mentionnés, désormais sans usage. D'après Jacques Sirat, le mur sud de la nef aurait été rebâti à cette époque ; d'après Bernard Duhamel, ce remaniement ne remonterait qu'au XIXe siècle et aurait été motivé par la suppression du bas-côté sud, datant d'une époque indéterminée. Quant au porche, il n'a été ajouté qu'au XVIIIe siècle,. L'édifice est classé au titre des monuments historiques par arrêté du 5 octobre 1981.

## Description

### Aperçu général

Plan de l'église.

Au gré des campagnes de travaux successives, l'évolution de l'architecture gothique a laissé ses traces sur l'édifice. Assez régulièrement orientée, il répond globalement à un plan cruciforme, mais présente des irrégularités. Il se compose d'une nef de trois travées barlongues sans bas-côtés ; d'une croisée du transept ou première travée du chœur, qui correspond à l'ancienne base du clocher ; de deux autres travées du chœur se terminant par un chevet plat ; d'une chapelle latérale nord, qui communique avec l'ancienne base du clocher et la travée suivante du chœur ; et d'une seconde chapelle à peu près analogue, en face au sud. Sa seconde travée a été subdivisée en deux travées lors de la construction du clocher en bâtière, à l'extrémité sud-est de la chapelle, qui compte désormais trois travées. La nef est précédée d'un porche. La sacristie se situe dans l'angle entre la chapelle sud et la partie arrière du chœur. Une tourelle d'escalier coiffée d'une bâtière occupe l'angle entre le croisillon nord et la nef. L'ensemble de l'église est voûté d'ogives. L'on y accède par le portail occidental, sous le porche, ou par une petite porte dans le mur occidental de la chapelle latérale sud. Les quatre extrémités de l'église sont dominés par un pignon. Au sud, il est incomplet en raison de la présence du clocher. Sinon, les deux travées voisines d'une même chapelle sont recouvertes ensemble par une toiture unique à deux rampants,.

### Extérieur

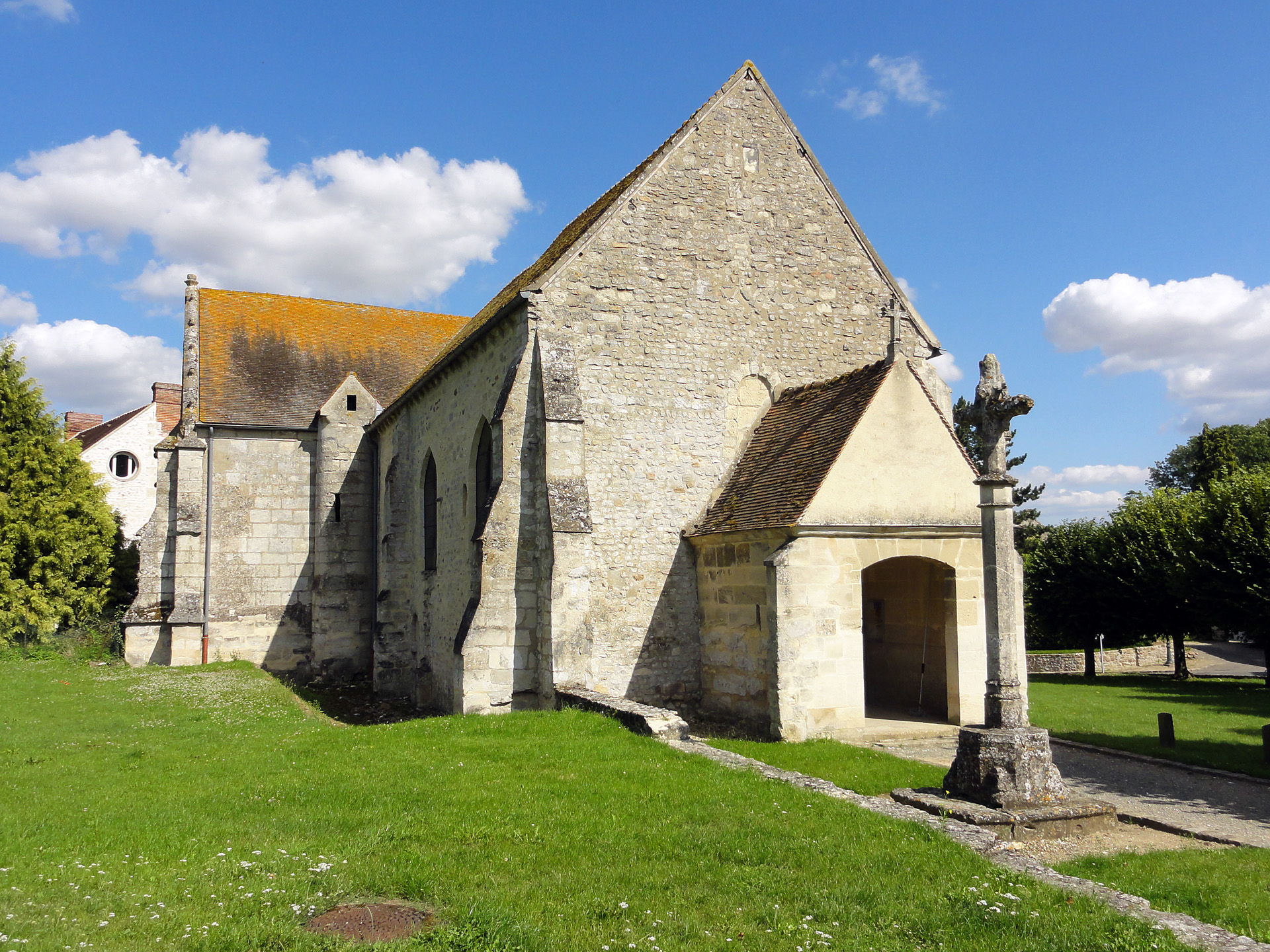
Vue depuis l'ouest.

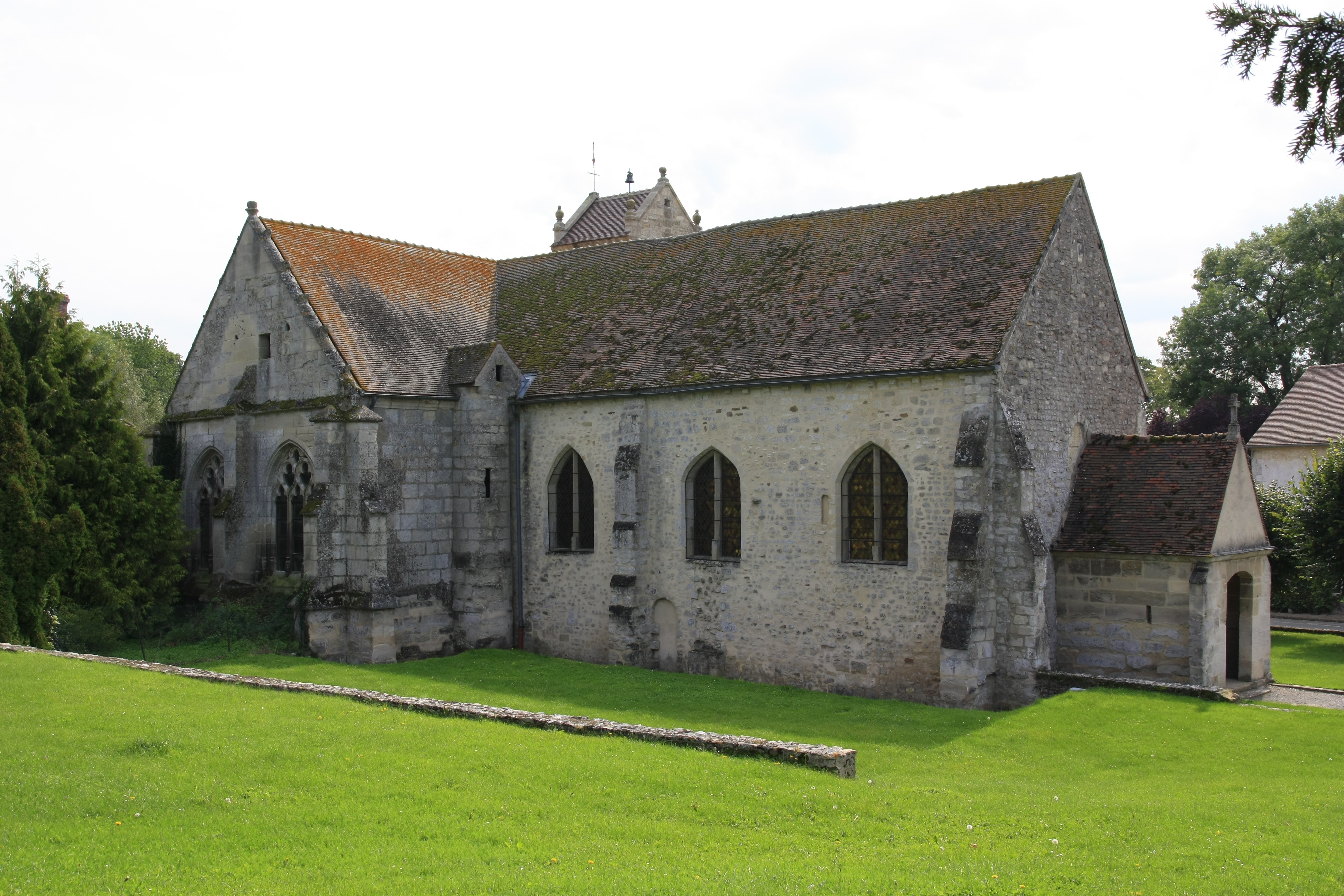
Vue depuis le nord-ouest.

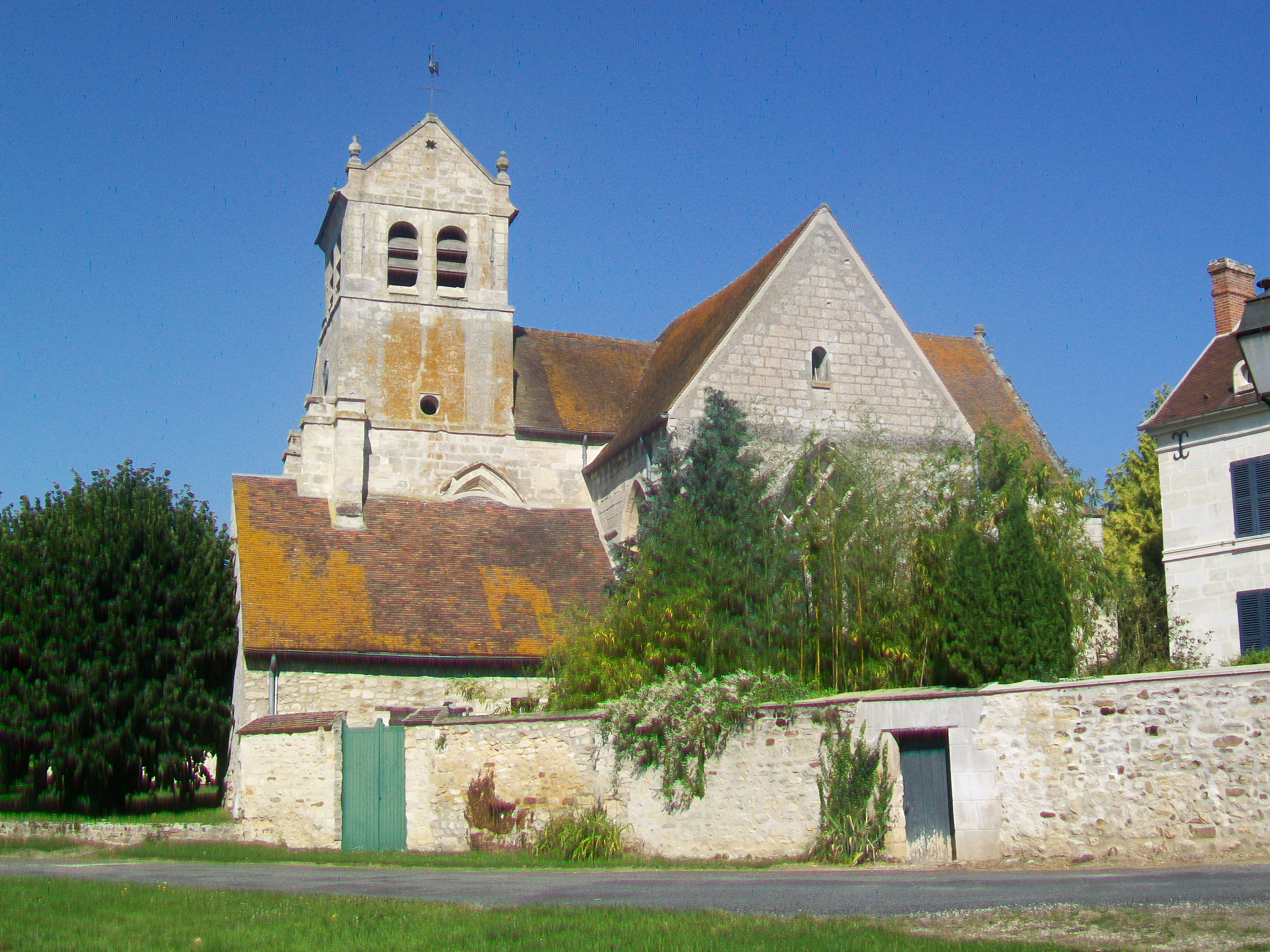
Le chevet.

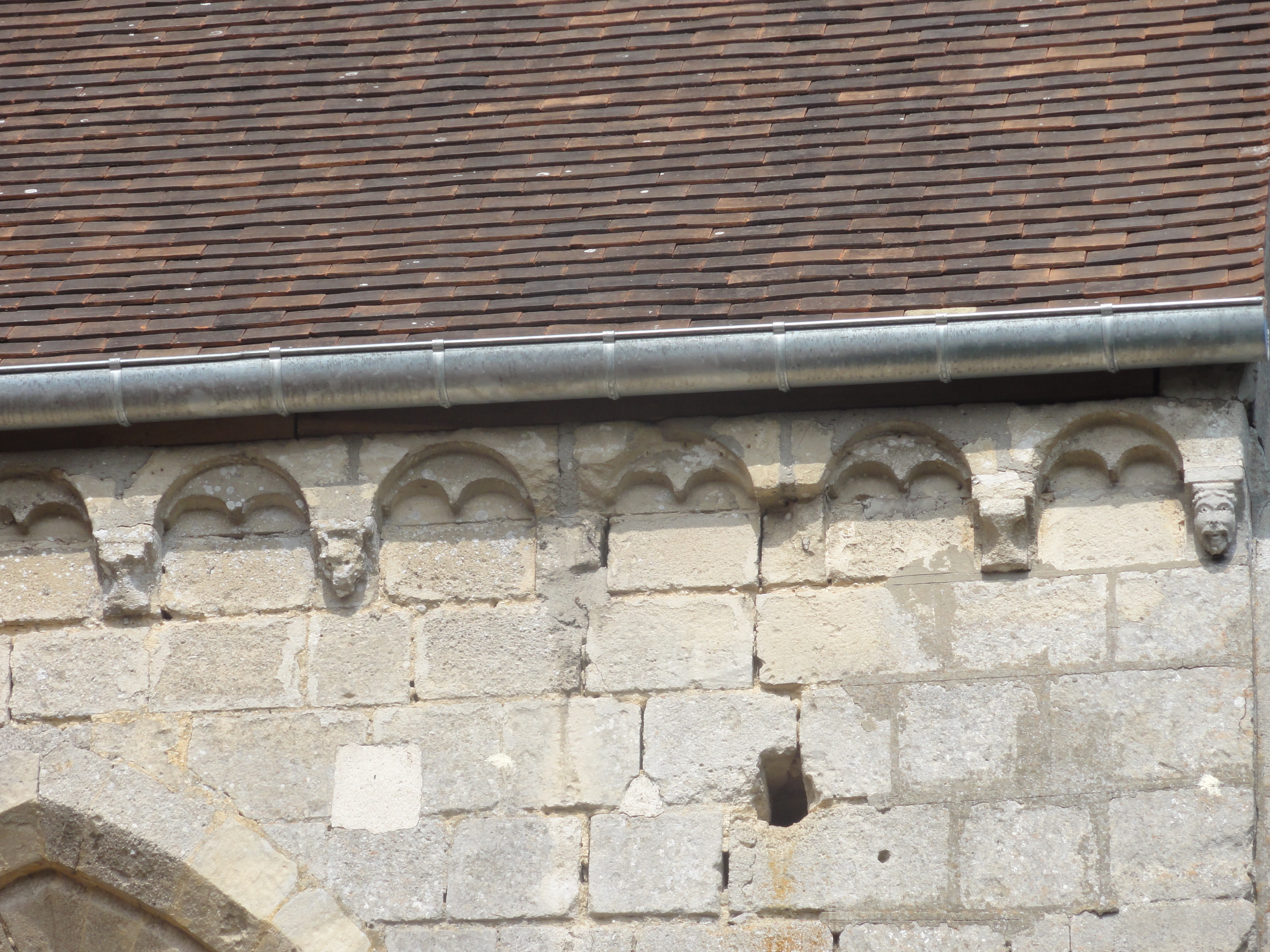
Chœur, corniche beauvaisine.

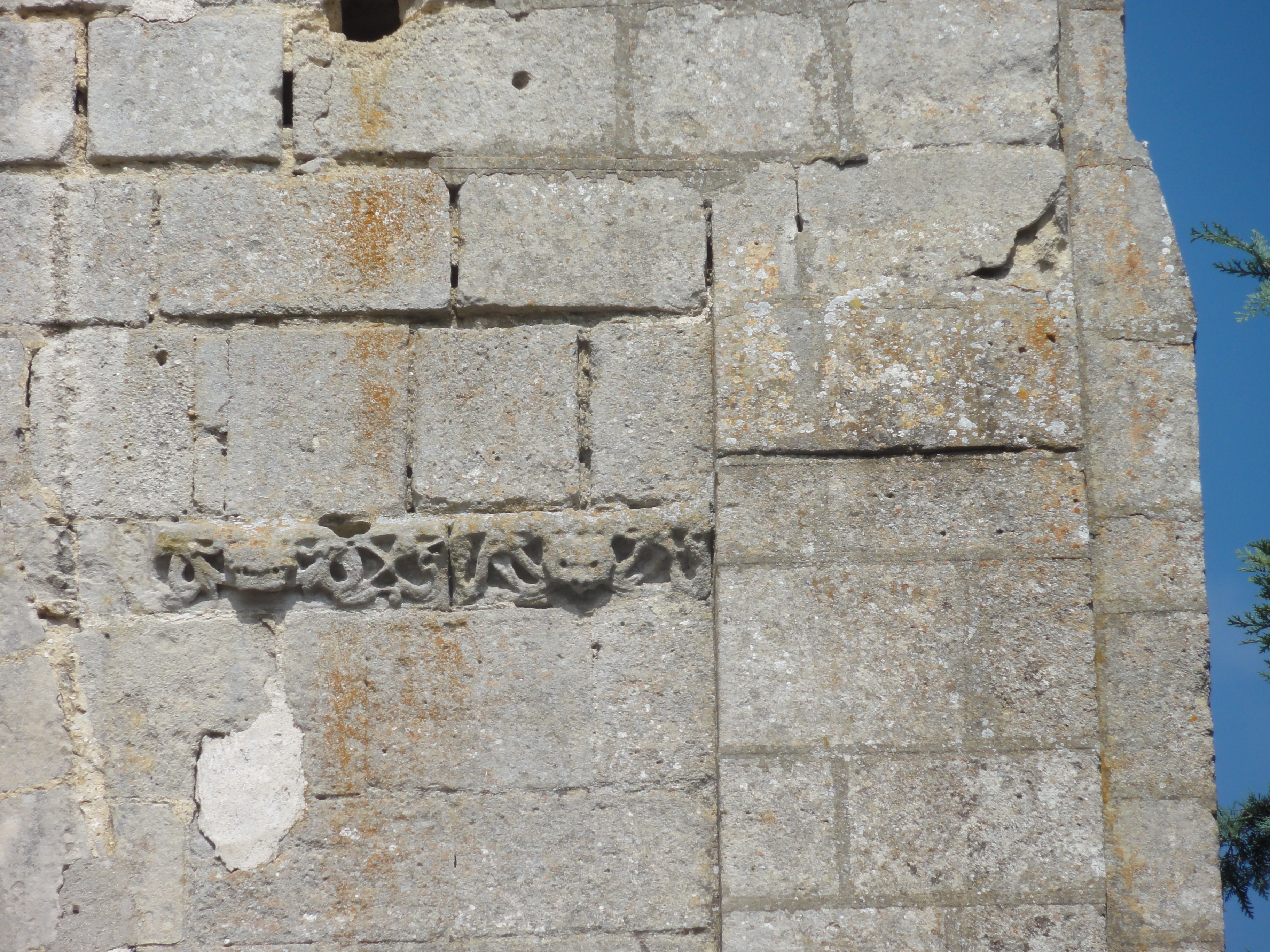
Chœur, frise de rinceaux et sommet d'un contrefort plat.

Le porche, le contrefort à droite de la façade et toute l'élévation sud de la nef sont modernes, et sans style réel. Le portail en anse de panier sous le porche est également sans intérêt. Il est déporté vers la droite. Ce qui mérité l'attention sur la façade est le petit appareil de l'époque romane ; la fenêtre en plein cintre bouchée par des pierres de taille, à gauche du versant nord du toit du porche ; et le contrefort à gauche. Il est relativement saillant, et scandé par un long glacis. Un glacis analogue le termine. Perpendiculairement à ce contrefort de la première période gothique, le mur gouttereau nord de la nef présente un contrefort semblable, qui est encore plus saillant, et comporte un glacis supplémentaire, proche du sol. Sous la seconde fenêtre, l'on voit arrachement d'un contrefort, qui pourrait correspondre à un contrefort plat de la période romane. Incompatible avec la subdivision de la nef en trois travées lors de son voûtement, il a dû être supprimé avant cette opération. Ensuite, un autre contrefort se situe à l'intersection de la deuxième et de la troisième travée. Après les premières assises, il se retraite grâce à un fruit, puis est scandé par deux courts glacis puis un troisième plus long, avant de s'amortir par un court glacis. D'une silhouette très irrégulière, ce contrefort paraît plus ancien que les deux autres, mais ne saura être qualifié de plat. Concernant la nef, il reste à rappeler la minuscule fenêtre romane bouchée à gauche de la première fenêtre du nord, ainsi que la corniche, qui se résume à des modillons ou corbeaux, dont la partie inférieure est taillée concavement.
La cage d'escalier dans l'angle entre nef et la chapelle latérale nord est à pan coupé, et éclairé par une meurtrière. Le toit en bâtière entraîne un petit pignon, côté ouest, qui est ajouré d'une petite ouverture rectangulaire. La tourelle paraît homogène avec la chapelle, qui est soigneusement appareillée en pierre de taille. Le mur occidental semble toujours avoir été aveugle. Il se termine par une corniche moulurée. L'élévation septentrionale de la chapelle, dominée par un pignon est subdivisée en deux travées par un contrefort central, qui constitue son axe de symétrie, est particulièrement harmonieuse. En effet, la chapelle est la seule partie de l'église qui n'a jamais été remaniée. Les cinq contreforts sont scandés par deux glacis formant larmier. Le premier glacis se situe au niveau de la limite des allèges. Sous la forme d'un larmier, il se poursuit sur les flancs des contreforts, et sur toute l'élévation nord. Un autre larmier court à la naissance du pignon. Il est interrompu, en son milieu, par le glacis sommital du contrefort médian. Les deux contreforts orthogonaux par angle s'amortissent au contraire par des chaperons à croupe. Dans le pignon, l'ouverture rectangulaire destinée à l'aération des combles est déportée vers la droite. Chacun des deux rampants est garni de cinq crochets, et le sommet est couronné d'une sorte de fleuron. Sinon, l'ornementation se limite aux réseaux des fenêtres. Toutes les trois sont en arc brisé, et ont des meneaux à la modénature aigüe, caractéristique de l'architecture flamboyante à son apogée. Les bases moulurées se fondent dans le larmier déjà cité. Les deux larges baies du nord sont à trois lancettes à têtes trilobées, et la baie du chevet, plus étroite, est à deux lancettes. Les premières sont surmontées de deux soufflets entre deux étroites mouchettes, ainsi que d'un petit soufflet entre deux écoinçons ajourés au sommet. Au chevet, les deux lancettes sont surmontées d'un unique soufflet entre deux mouchettes.
Le chœur est bâti en pierre de moyen appareil. Les fenêtres latérales, qui datent de l'époque rayonnante tardive, sont munies d'un ébrasement extérieur, et pourvues d'un remplage dans sa plus simple expression, composée de deux lancettes en tiers-point, surmontées d'un simple oculus, les écoinçons étant ajourés. Les meneaux se caractérisent par une modénature chanfreinée, et l'absence de chapiteaux. La grande fenêtre du chevet est elle aussi en tiers-point, et devrait dater de la même époque, mais son remplage actuel ne date que de la Renaissance, soit de la seconde moitié du XVIe siècle. Il s'est apparemment inspiré de la chapelle de la Vierge de l'église Notre-Dame-de-la-Nativité de Magny-en-Vexin, et fait appel à trois formes en plein cintre, surmontées de plusieurs losanges, qui, pour la plupart, sont tronquées par l'arc de la baie. Aucune de ces fenêtres ne révèle la période de construction du chœur, qui se traduit néanmoins par trois autres détails de son architecture. Les deux angles du chevet sont épaulés par deux contreforts plats orthogonaux, qui sont scandés par un fruit à mi-hauteur, et s'achèvent également par un fruit. Ce sont des contreforts plats romans, tels que Jacques Sirat a voulu en voir au nord de la nef. La faible saillie étonne eu égard au voûtement, qui nécessite, en principe, un contrebutement plus efficace. Ensuite, la corniche est elle aussi typiquement romane. C'est une corniche beauvaisine, qui est formée par des petites arcatures en plein cintre retombant sur des modillons sculptés de masques ou d'animaux sauvages, et réséquées chacune en deux arcatures plus petites. Le relief de la corniche est assez marqué. Jean Vergnet-Ruiz a établi qu'il diminue successivement jusqu'à la fin du XIIe siècle, avant que ce type de corniche ne tombe en désuétude dans la région vers 1200. Enfin, l'on observe une frise de rinceaux, qui est présente au niveau des impostes des fenêtres. Chacun de ses éléments arbore une tête d'animal au milieu.
La position du clocher est tout à fait inhabituelle dans le Vexin français. Il compte deux étages, soit un étage intermédiaire qui est seulement ajouré d'un oculus à l'est et d'un autre au sud, et l'étage de beffroi, qui est percé de deux baies abat-son en plein cintre sur chacune de ses quatre faces. L'étage intermédiaire n'apparaît pas clairement comme élément du clocher en regardant depuis le sud, où il semble intégré dans le pignon. En fait, le demi-pignon de la travée occidentale de la chapelle du sud prend appui contre le clocher. Les deux pignons du toit en bâtière regardent vers l'est et vers l'ouest, comme à l'accoutumée. L'architecture n'est pas très élaborée. Des boules couronnent les sommets des pignons, et des pots-à-feu sont placés en bas de leurs rampants. Les contreforts s'arrêtent déjà en bas du premier étage. La chapelle du sud n'appelle que peu de remarques. Au chevet, au-dessus du toit en appentis de la sacristie, l'on aperçoit encore le sommet d'une fenêtre en tiers-point, qui a dû être condamnée lors de la construction du clocher, entraînant la subdivision de la travée orientale. La baie est à ébrasement extérieure, et surmontée d'un bandeau. Elle possédait un remplage, dont la partie visible est trop restreinte pour en identifier la nature. Les fenêtres du sud sont en plein cintre, de dimensions différentes, et sans caractère. Les trois contreforts au sud de la chapelle sont également tous différents, de sorte que la construction affiche un aspect disparate. Le contrefort tout à gauche est par ailleurs identique à ceux au sud de la nef, ce qui donne à penser que la chapelle a été encore réparée au XIXe siècle, à moins que la réfection du mur gouttereau sud de la nef ne remonte pas déjà au début du XVIIIe siècle. En somme, l'extérieur de l'église Notre-Dame-et-Saint-Romain séduit davantage par son côté pittoresque que par son esthétique, et semble résulter de la juxtaposition de différents volumes, sans rapport les uns avec les autres,.

### Intérieur

#### Nef

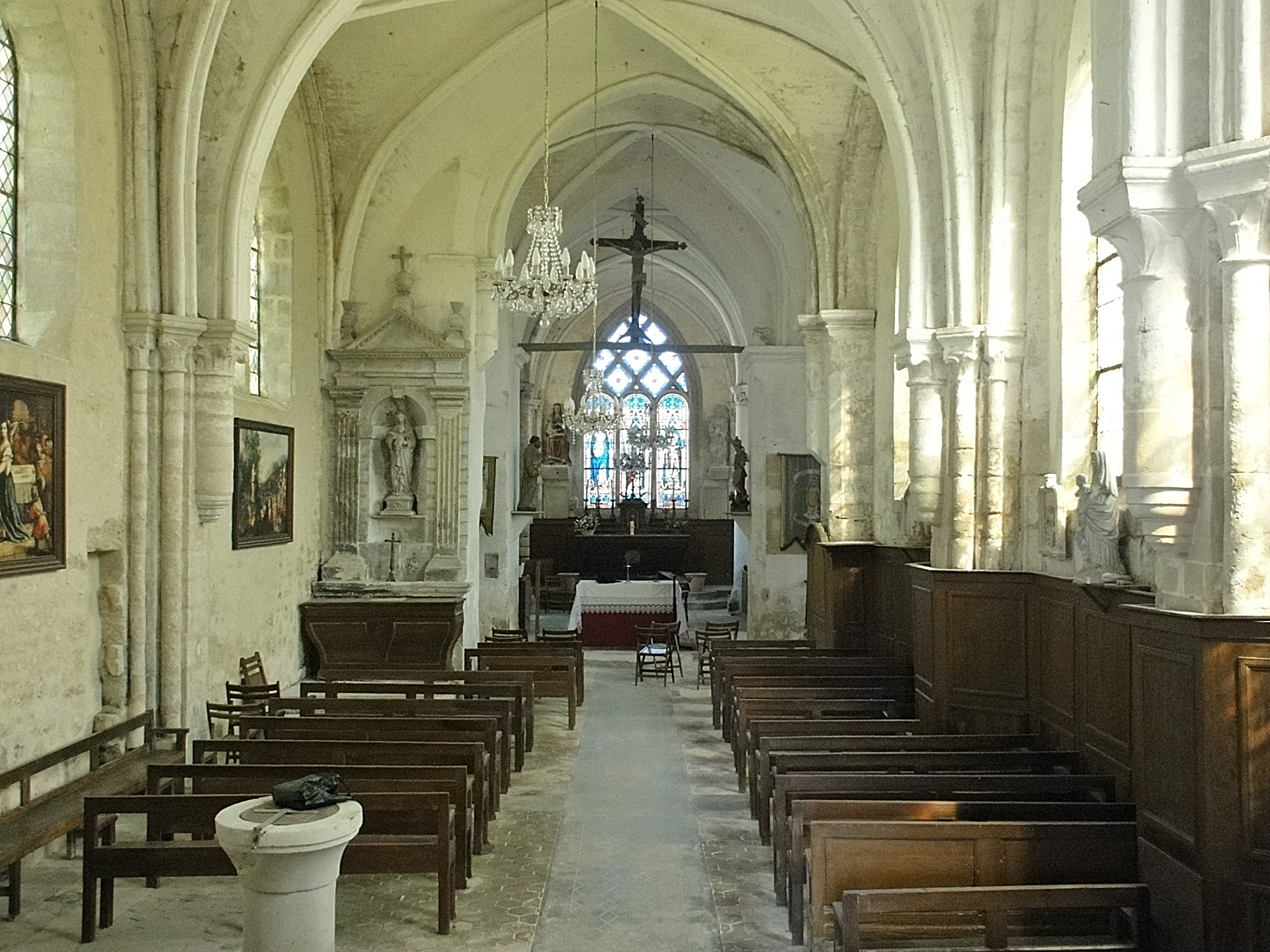
Nef, vue vers l'est.

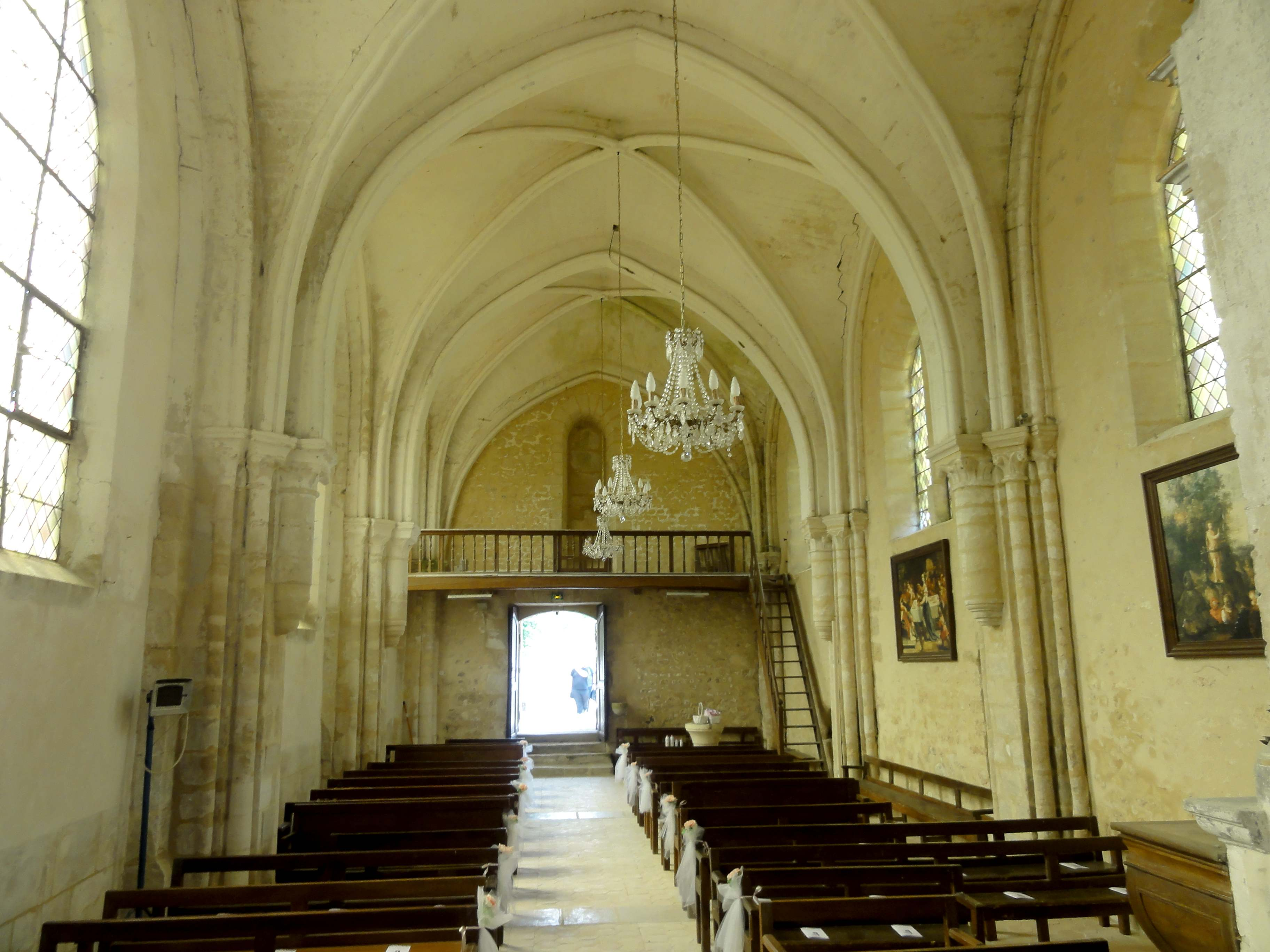
Nef, vue vers l'ouest.

À l'intérieur, la nef apparaît comme une construction de la fin du XIIe siècle, dont seules les ouvertures ont été modifiées. Grâce à l'absence de bas-côtés et la surface vitrée importante, l'espace est lumineux, et en complément, les lustres en cristal assurent un éclairage harmonieux, que ne sauraient apporter les projecteurs installés aujourd'hui dans la plupart des églises. Le volume est encore caractéristique des nefs non voûtées de la période romane, avec une largeur un peu plus importante que dans les premières nefs voûtées d'ogives de la région, mais une hauteur sous le sommet des voûtes modeste, dépassant de peu la largeur. L'on note que le chœur n'est pas bâti dans l'axe de la nef : la pile à droite de l'entrée de l'ancienne base du clocher est partiellement englobée dans le mur gouttereau sud, tandis qu'un pan de mur suffisamment large pour y placer un autel avec retable reste libre à gauche. Sinon, l'intérêt de la nef réside surtout dans son voûtement. Contrairement à de nombreux voûtements après coup réalisés après la guerre de Cent Ans, le maître d'œuvre n'a pas fait retomber les voûtes sur des cul-de-lampe, mais prévu des faisceaux de colonnettes à chapiteaux.
Les fûts sont de trois diamètres différents. Les plus gros fûts sont ceux des doubleaux. Le diamètre médian est réservé aux ogives, et le diamètre le plus petit est destiné aux formerets. Ainsi, l'on trouve des faisceaux de cinq colonnettes au niveau des deux doubleaux intermédiaires, et des faisceaux de trois colonnettes dans les angles au revers de la façade. Dans l'angle nord-est, les supports sont mutilés, et dans l'angle sud-est, la voûte retombe sur la tablette moulurée de la pile du clocher, avec l'arcade occidentale de l'ancienne base du clocher. Les gros fûts sont engagés dans un dosseret. Afin de gagner un peu de place, ils ont été amputés de leur partie inférieure. Les autres fûts sont logés dans des ressauts des piliers engagés. Tous les fûts sont appareillés. Les bases et socles d'origine ont été remplacés par des massifs de maçonnerie. Les chapiteaux sont en revanche intacts, et dans un état de conservation remarquable. Il semble qu'aucun n'a été resculpté, car il y a des restes de badigeons anciens, ou des marques d'un grattage dans le but du débadigeonnage. Les motifs ont déjà été énoncés ci-dessus : ce sont pour l'essentiel des feuilles plates et des feuilles d'eau, sculptées avec délicatesse, et présentant souvent des extrémités enroulées en volutes. Au niveau du premier doubleau, quatre chapiteaux au nord et un au sud affichent des feuilles striées ou des feuilles simples aux extrémités recourbées en crochets. Les tailloirs se composent, du haut vers le bas, d'un filet, d'une baguette, d'un cavet et d'une plate-bande. Certains ont apparemment été refaits. Les profils des nervures des voûtes se tiennent aux conventions de la première période gothique, qui se sont cristallisées dès la fin de la période romane. Les doubleaux présentent un méplat entre deux tores dégagés ; les ogives se composent d'une fine arête entre deux tores ; et les formerets sont monotoriques. Les clés de voûte ne sont pas décorées : les ogives s'y croisent simplement. Rien dans cette architecture ne s'opposerait à une datation pour les années 1170 / 1180.

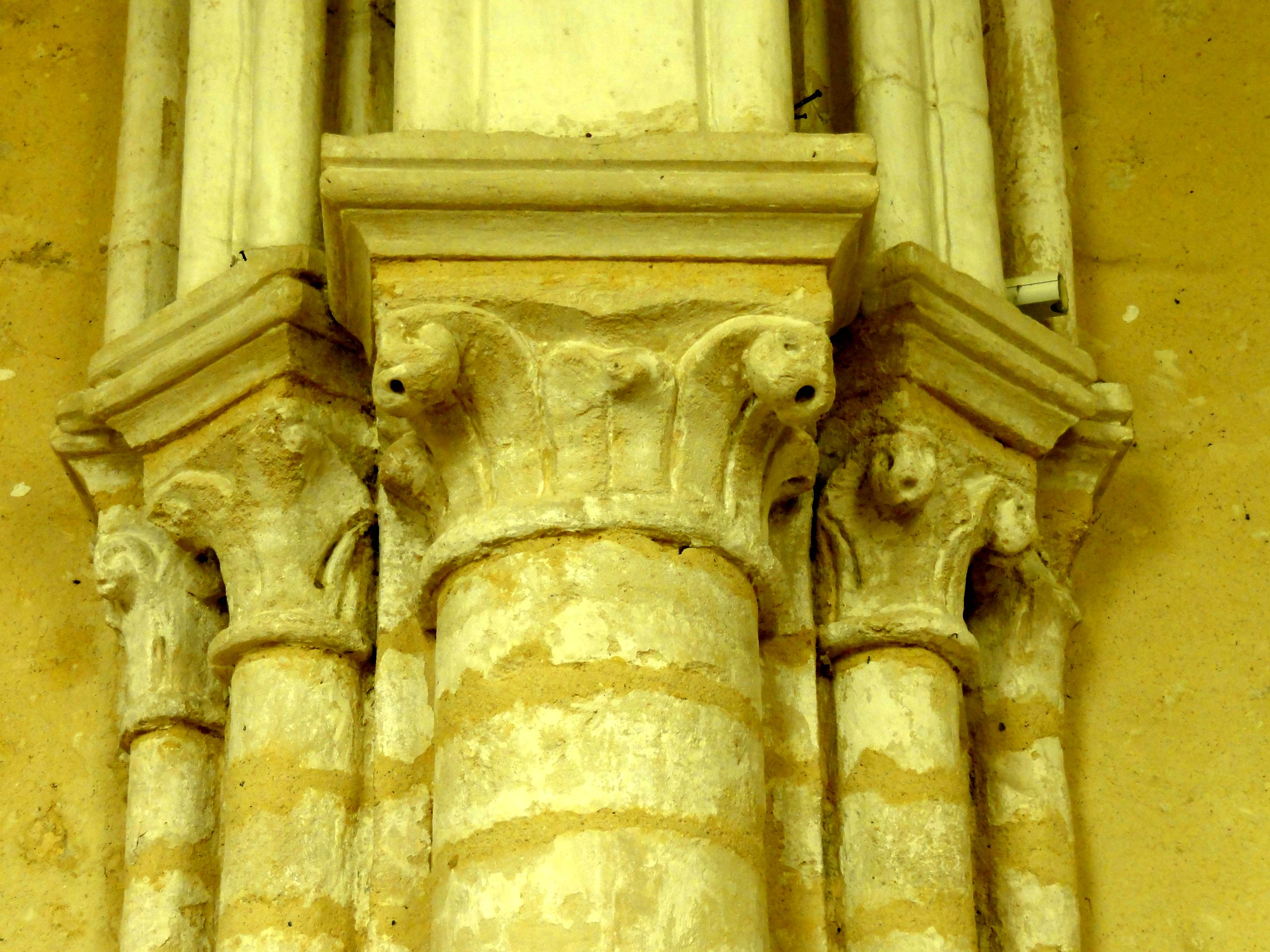
Chapiteaux du 2e doubleau, côté nord.
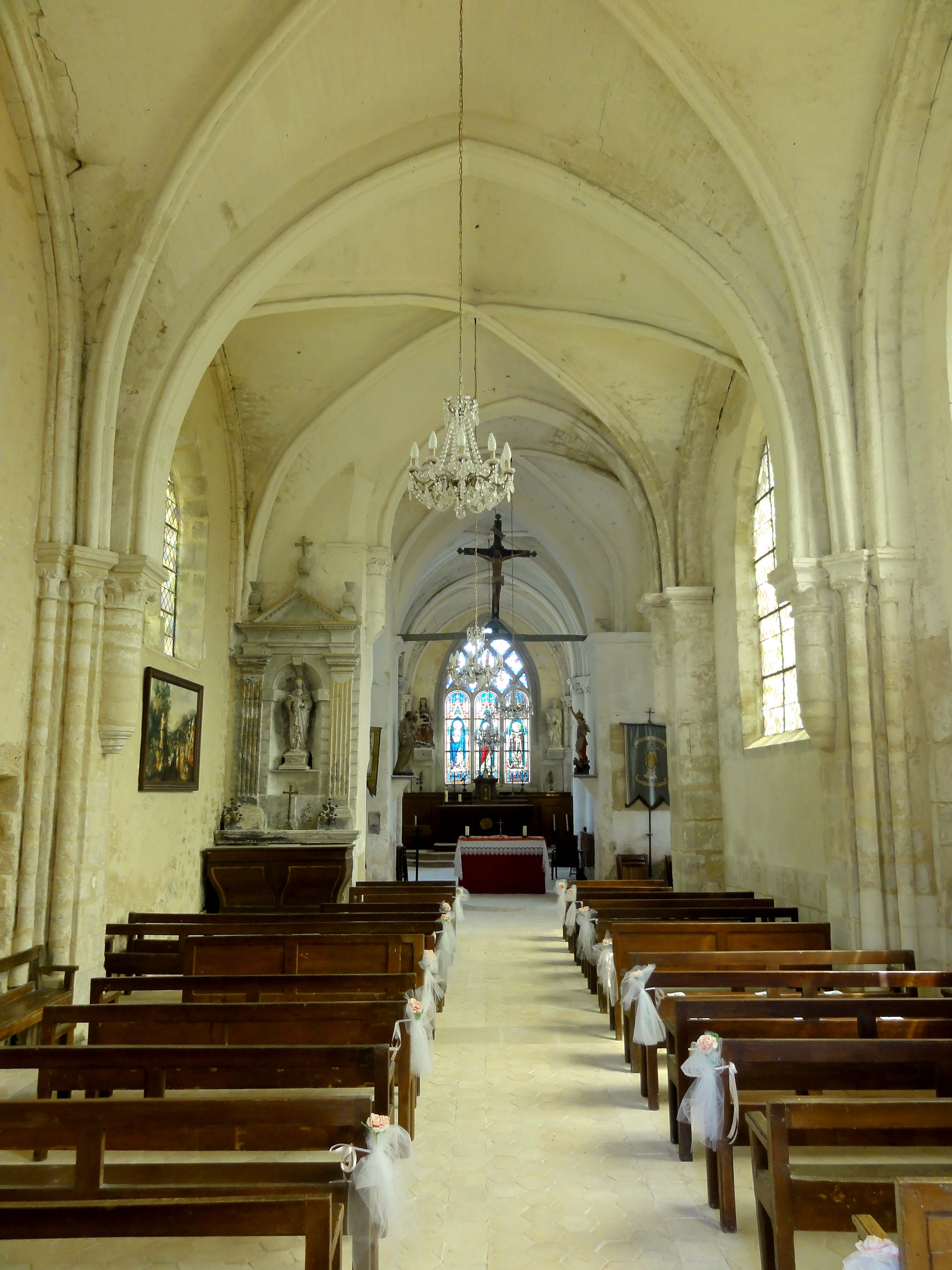
Nef, 2e travée,  vue vers l'est.
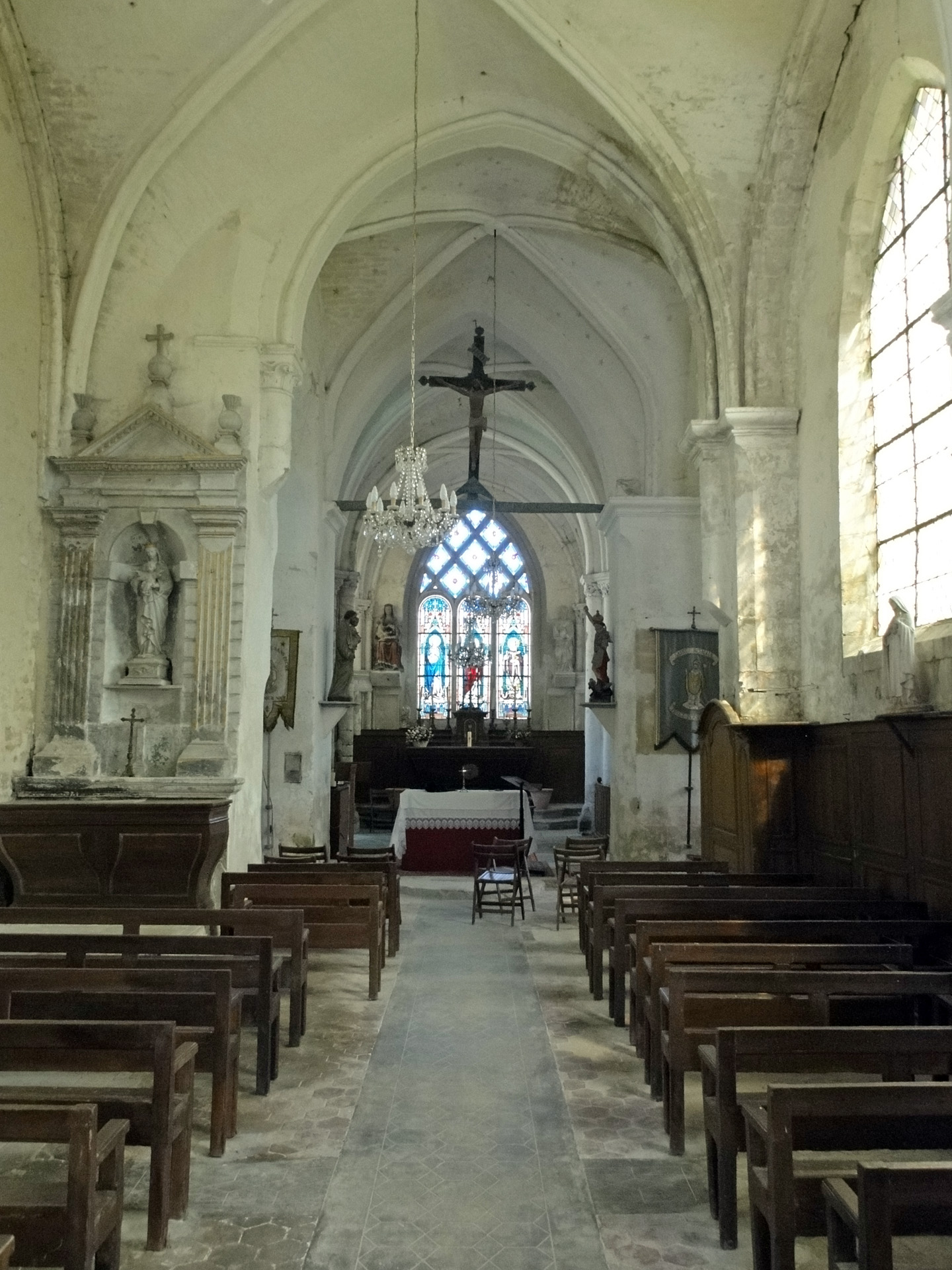
Nef, vue vers l'est, et entrée du chœur.
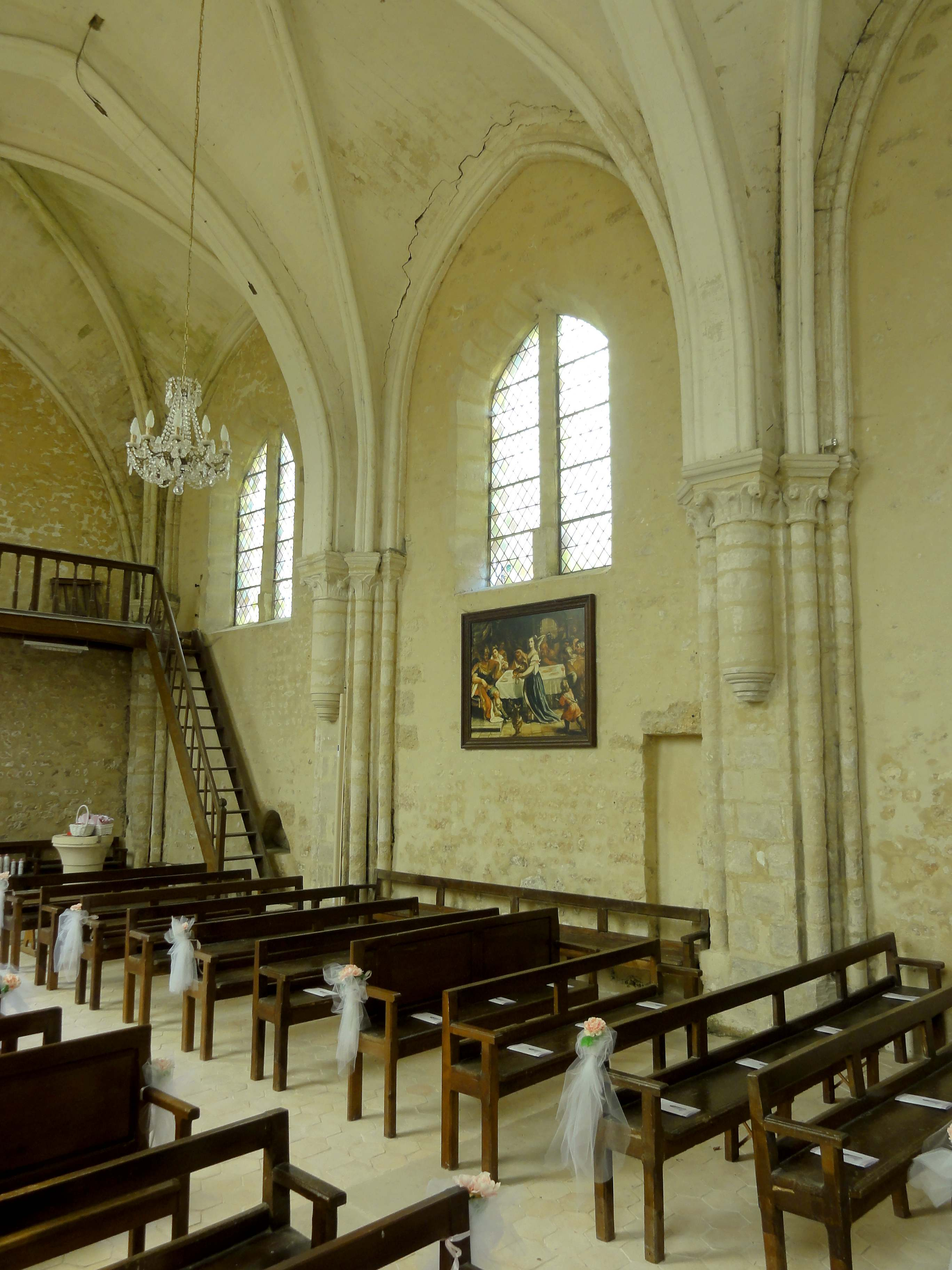
1re et 2e travée, élévation nord.
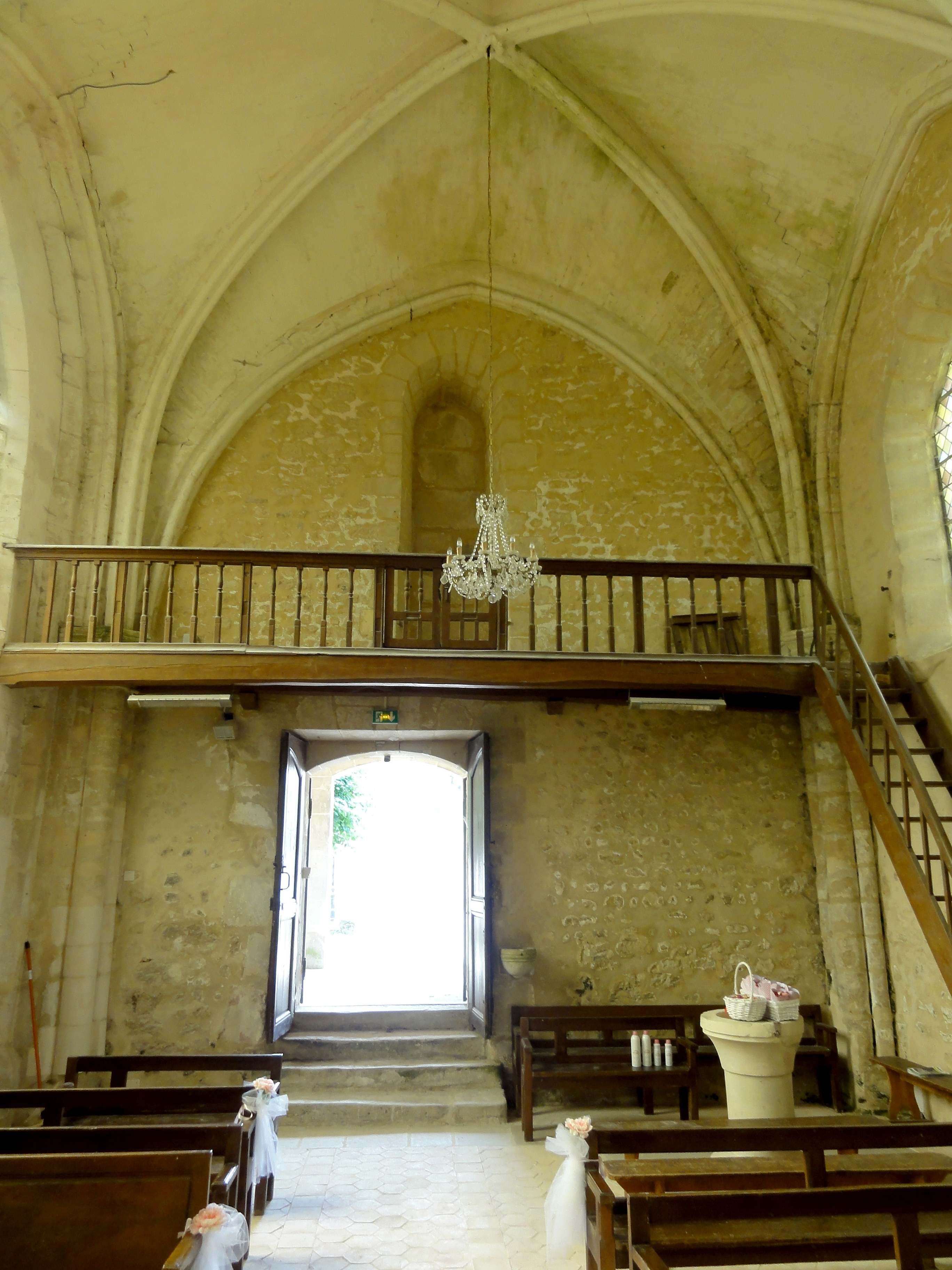
Extrémité ouest.
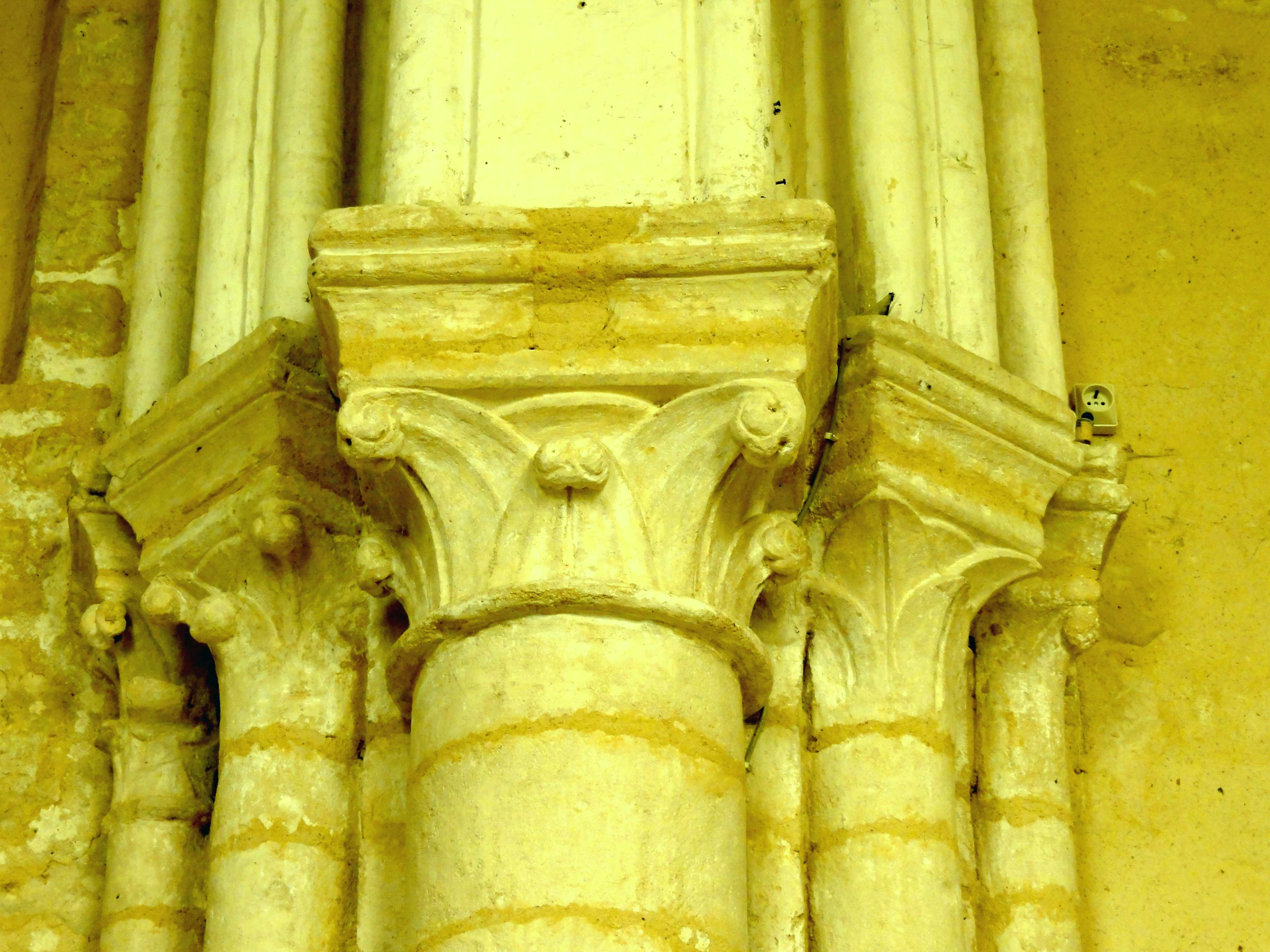
Chapiteaux du 1er doubleau, côté nord.

#### Base de l'ancien clocher

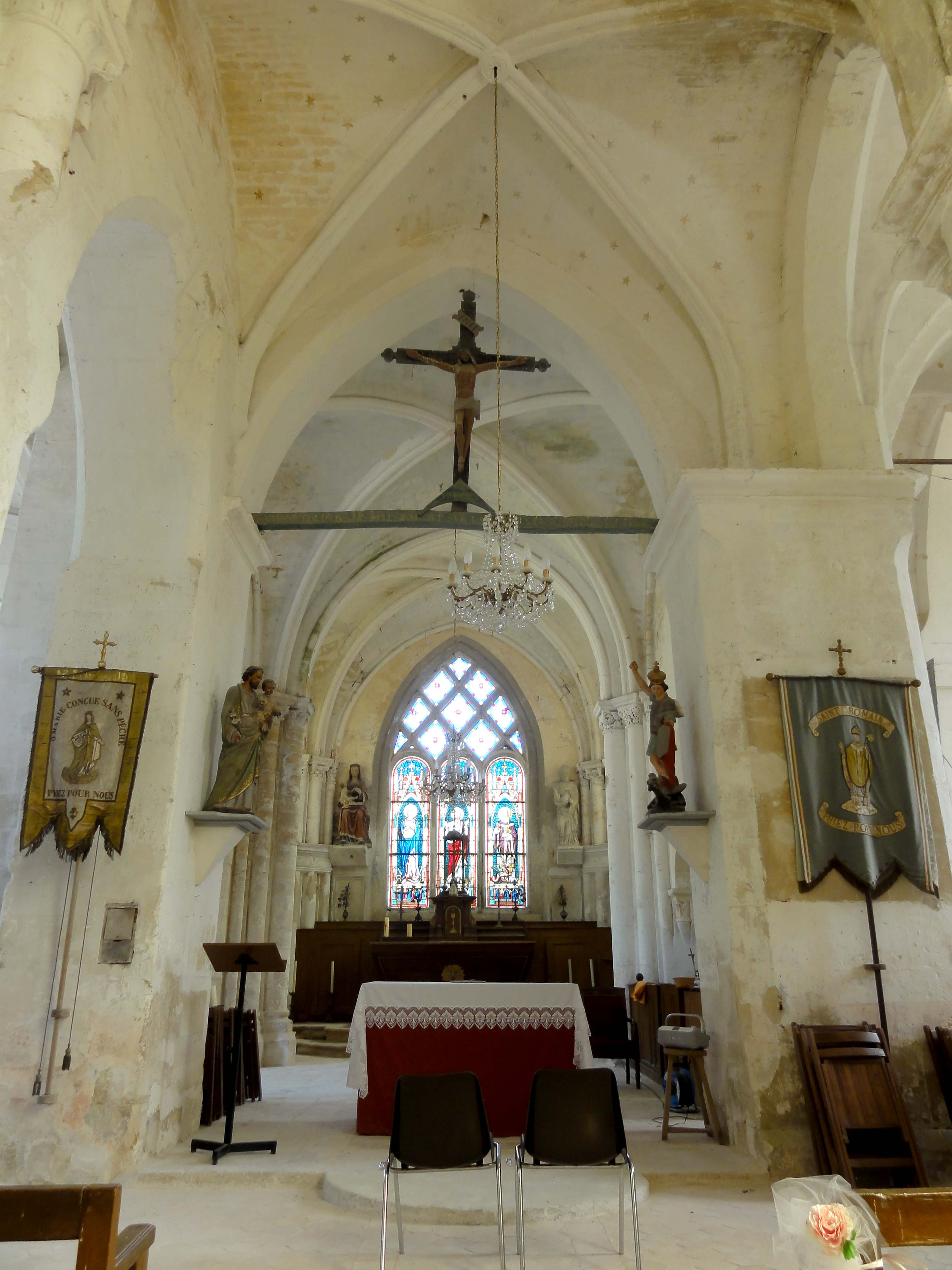
Vue vers l'est.

La base de l'ancien clocher, que l'on peut également considérer comme croisée du transept ou première travée du chœur, s'ouvre depuis la nef par un doubleau identique à ceux de la nef, qui reposait initialement sur le même type de supports que les doubleaux de la nef. Au sud, ils ont été refaits sommairement après la chute du clocher roman, dans le goût de l'époque. Au nord, l'on voit un chapiteau à feuilles d'eau aux volutes d'angle, représentées d'une façon assez naturaliste (au nord du deuxième doubleau de la nef, l'on rencontre un chapiteau équivalent). Les ogives adoptent, elles aussi, le même profil que déjà observé dans la nef. Il n'y a aucune rupture de style ; tout parle dans le sens d'une progression successive du voûtement du vaisseau central, d'est en ouest. La clé de voûte était décorée d'une petite rosace feuillagée, dans les détails sont noyés dans les couches de badigeons. S'il n'y a pas de formerets, c'est probablement imputable au manque de place pour leurs supports, car les angles sont occupés par les piles carrées de l'ancien clocher, et pour la même raison, les ogives sont reçues sur des culs-de-lampe à l'ouest. Assez originaux, ils représentent une tête de chien ou de cochon. Dans l'angle nord-est, l'on trouve également un cul-de-lampe, qui a perdu sa sculpture. Dans le quatrième angle, au sud-est, l'ogive retombe sur la tablette moulurée saillante de la pile du clocher, à l'instar de ce que l'on constate dans l'angle sud-est de la nef. C'est au sud que les piles de l'ancien clocher sont le plus visibles. Leur diamètre dépassa apparemment le nécessaire aux yeux du maître-d'œuvre de la fin de la période romane, qui fit ainsi retomber les doubleaux et ogives en recul par rapport à la surface des piliers. Il munit ensuite les piles des tablettes déjà signalées, et fit tailler les arêtes en biseau. Au nord, les piles sont mieux intégrées dans les murs, et seule la pile nord-est est munie d'une tablette, vers le sud et vers l'est. L'arcade vers la chapelle latérale nord, non moulurée, et de toute évidence ouverte dans un mur préexistant, est ainsi dépourvue de supports, et sa forme est du reste irrégulière : l'angle du piédroit gauche est profondément entaillé ; il y a une saillie inexplicable au niveau de l'imposte ; l'arête de l'arcade n'est pas taillée en biseau à gauche ; et le mur de la travée est plus épais à gauche de l'arcade. Les arcades vers l'est et vers le sud ont les arêtes taillées en biseau, et retombent sur les tablettes des piles, comme déjà signalé : il n'y a pas d'irrégularité de ces côtés. L'église Notre-Dame-et-Saint-Romain ne fournit pas le seul exemple d'une base de clocher romane dont le caractère d'origine s'est tout à fait perdu au gré des reconstructions : l'on peut également citer Cauvigny, Frémécourt, Jouy-le-Moutier, Sarcelles, Villers-sous-Saint-Leu, etc.

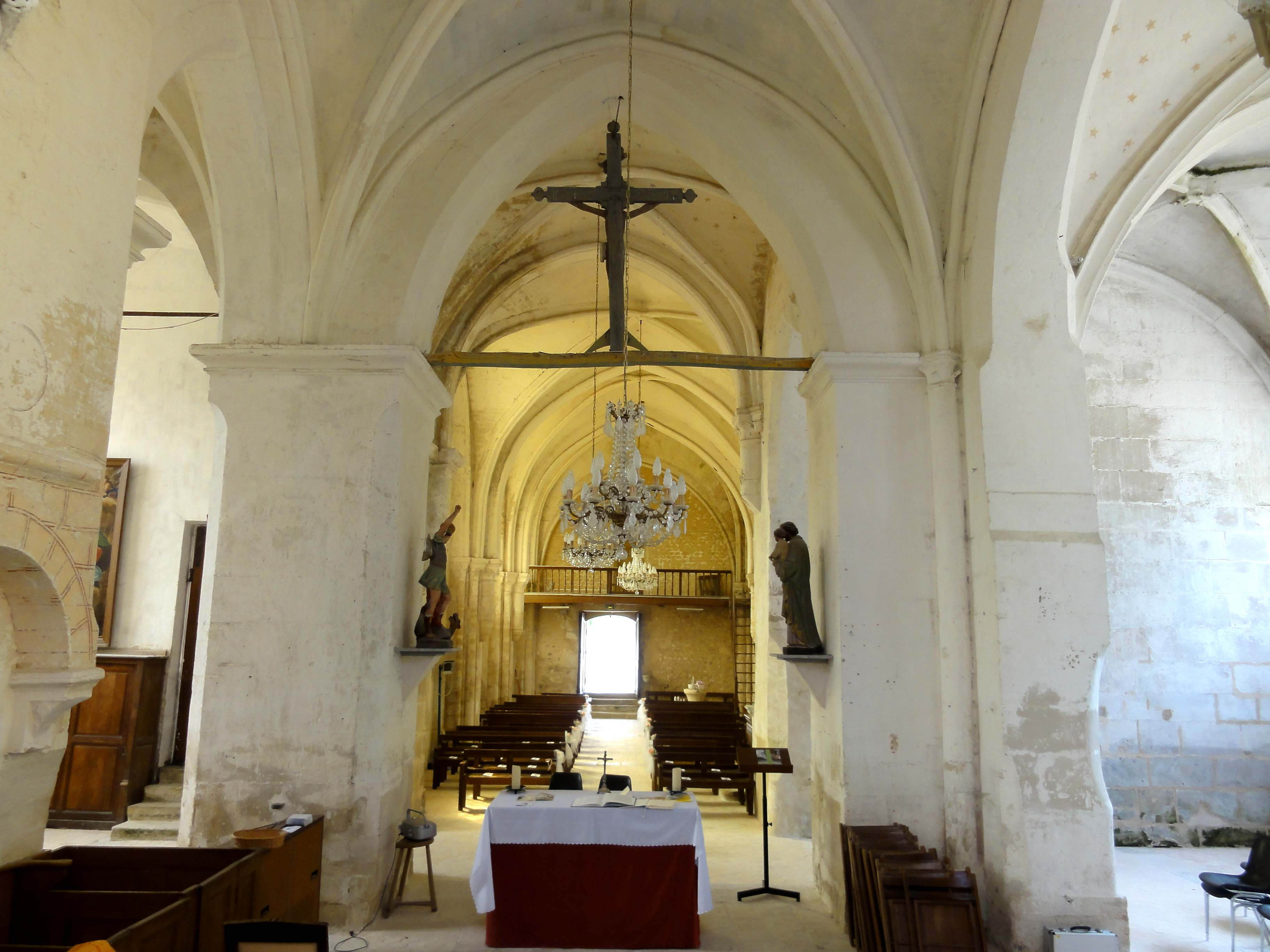
Vue vers l'ouest.
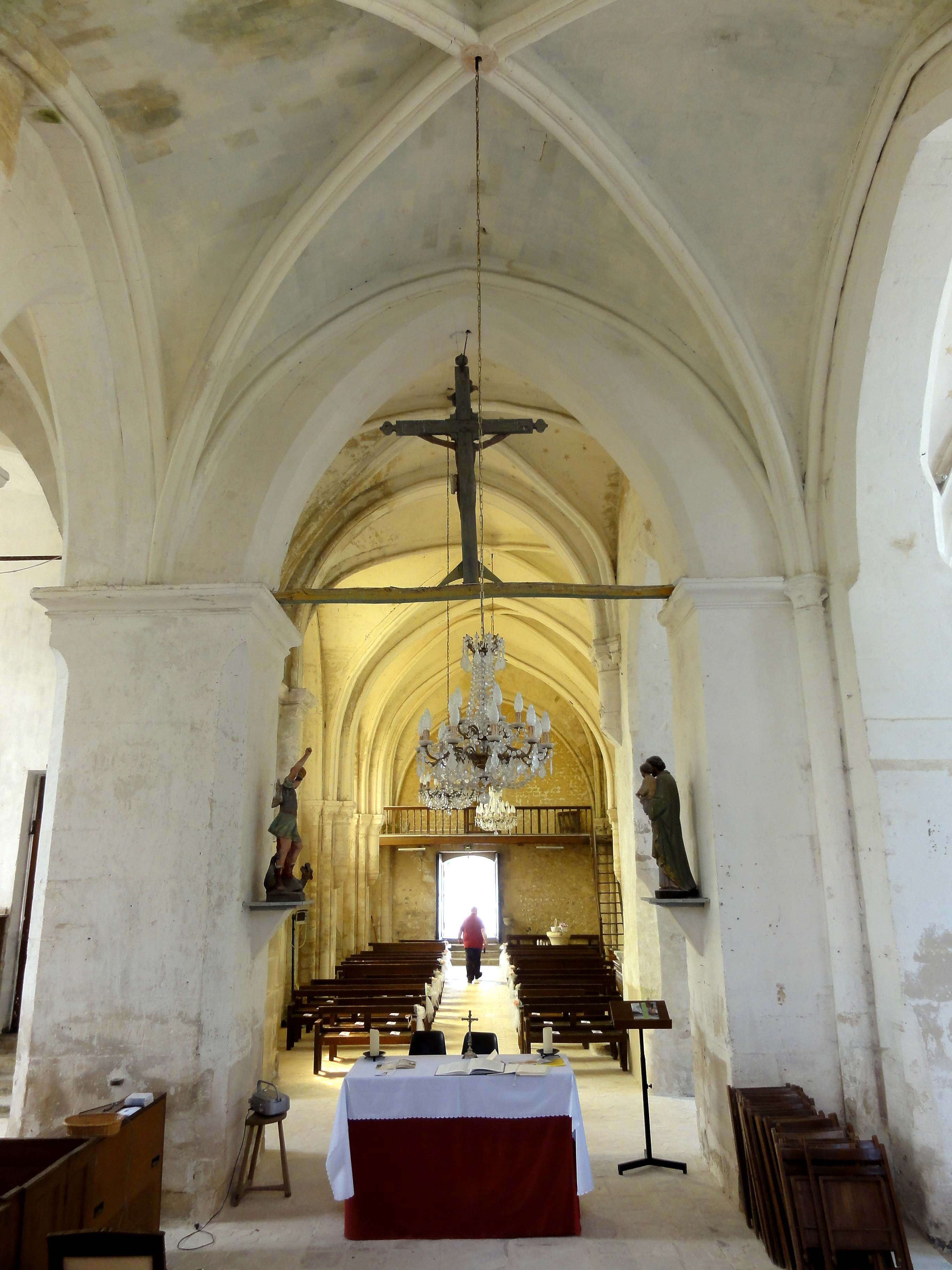
Vue vers l'ouest.
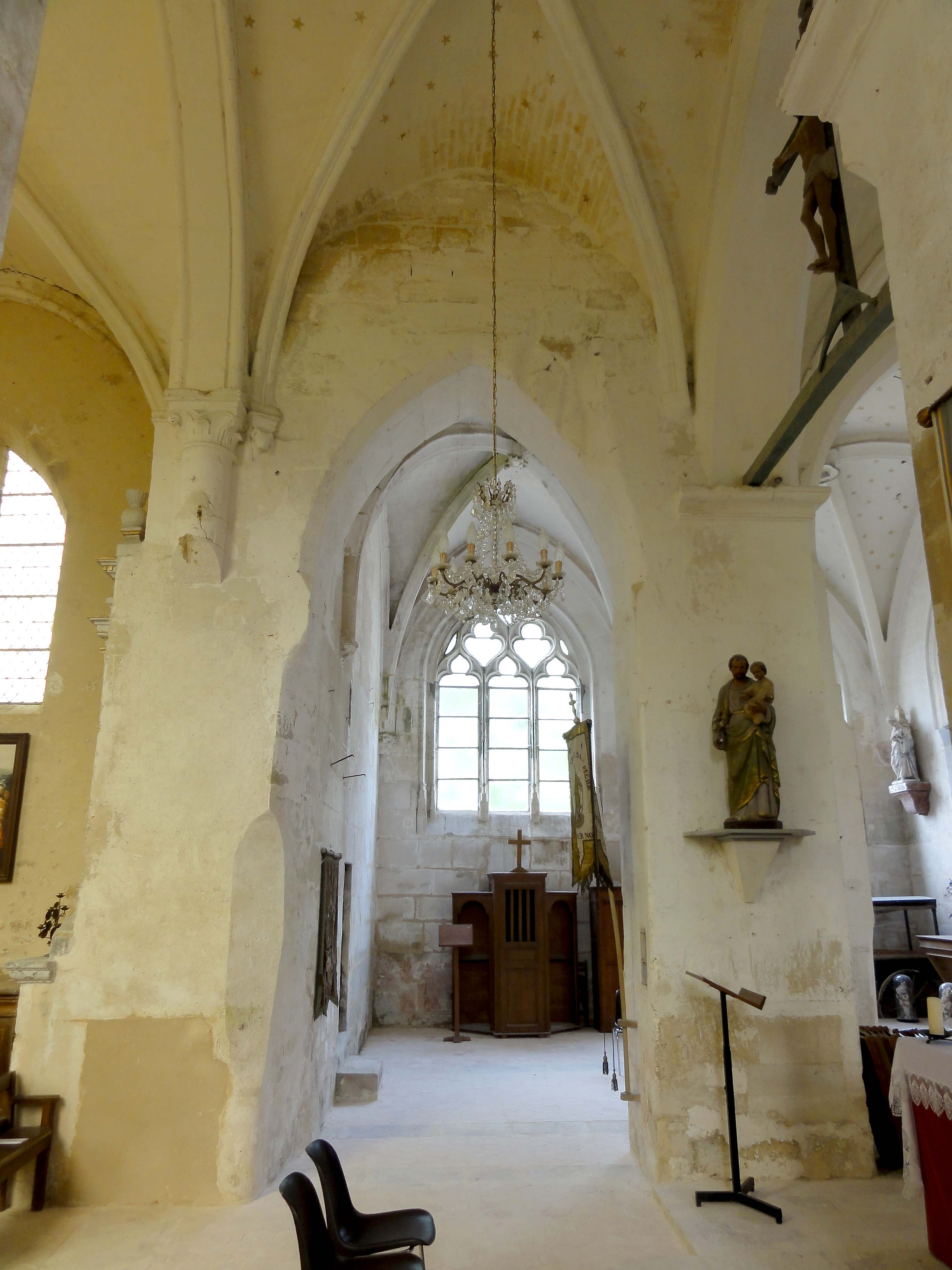
Vue vers le nord.
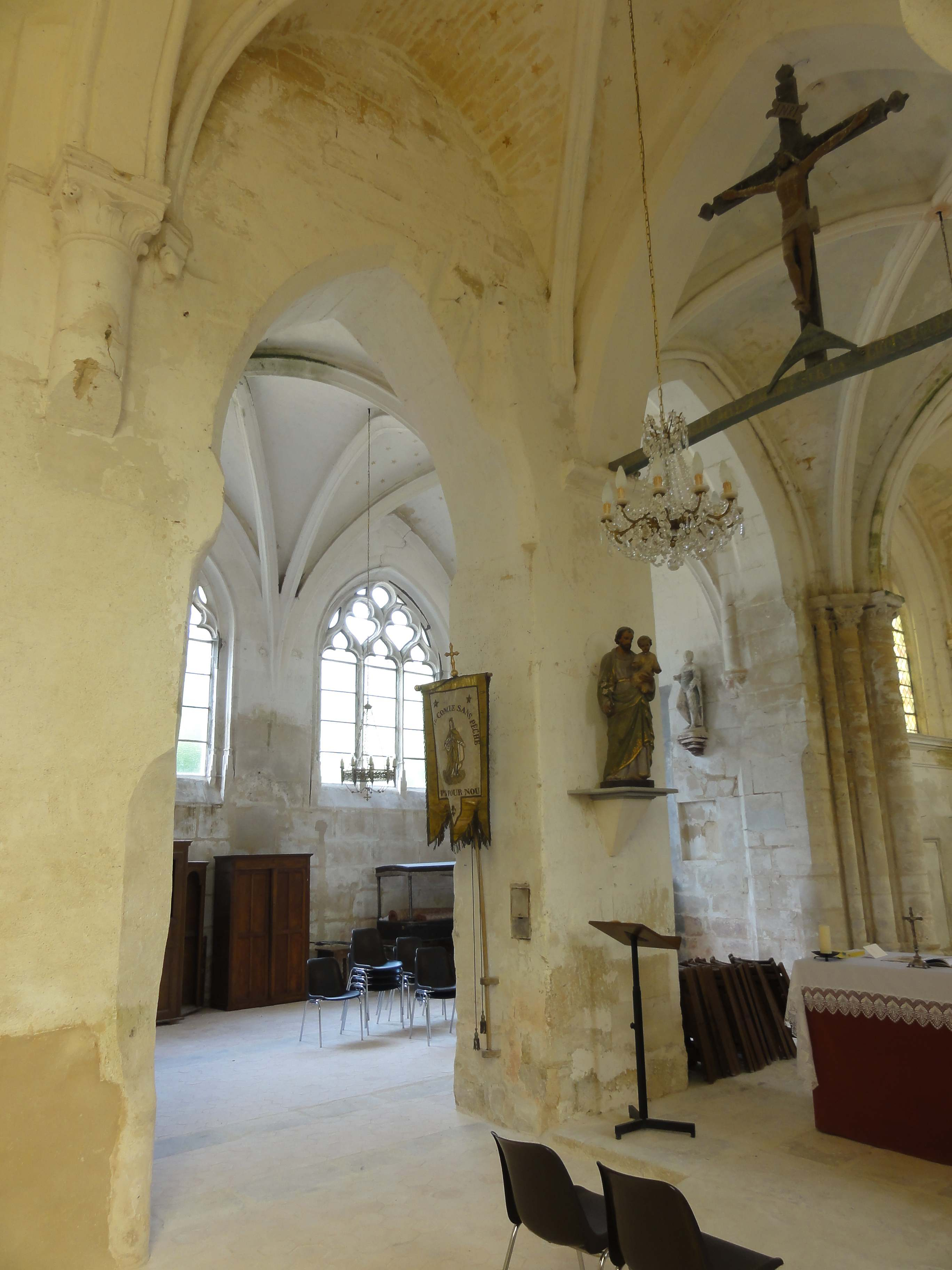
Vue diagonale vers le nord-est.
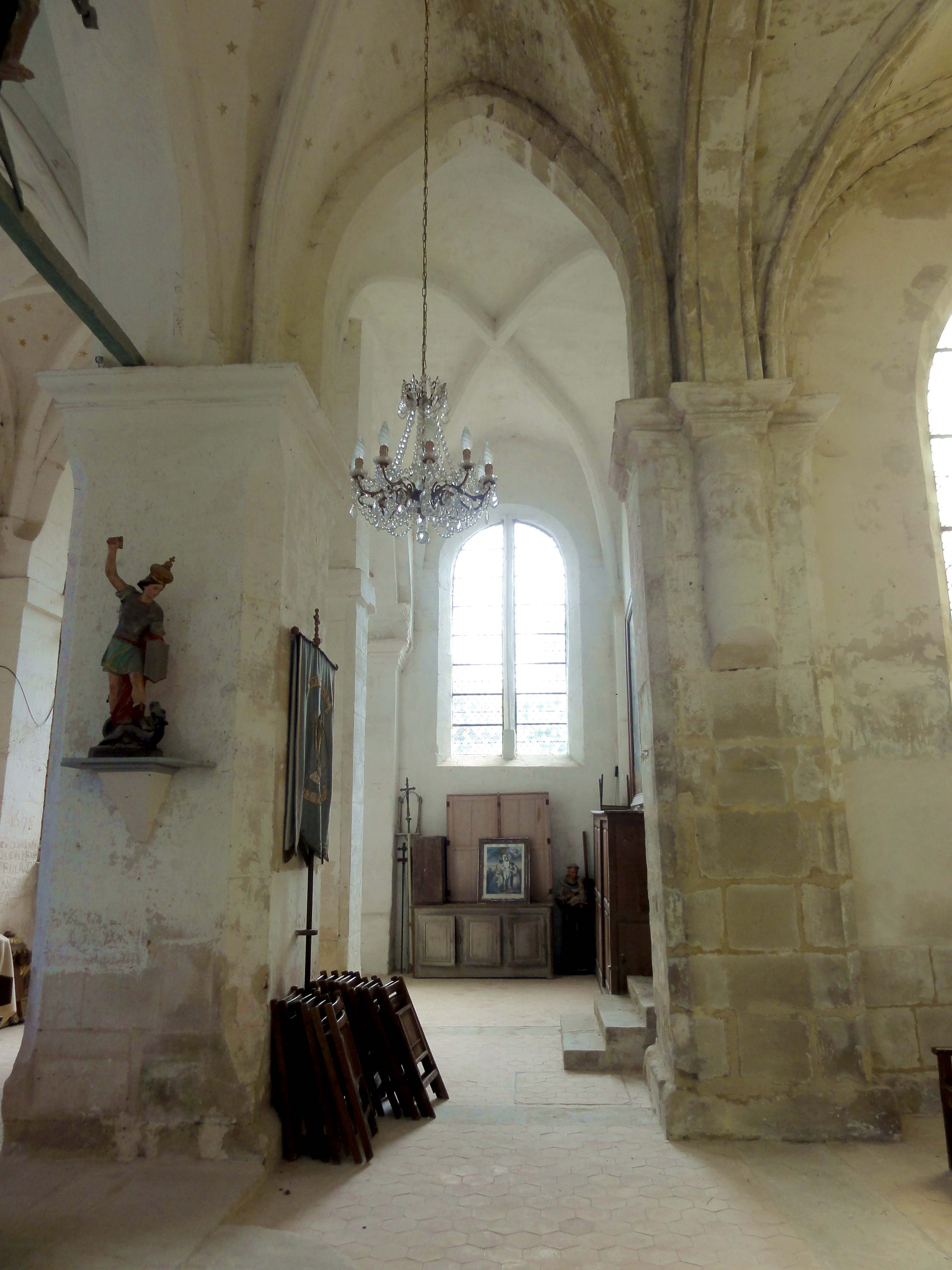
Vue vers le sud.
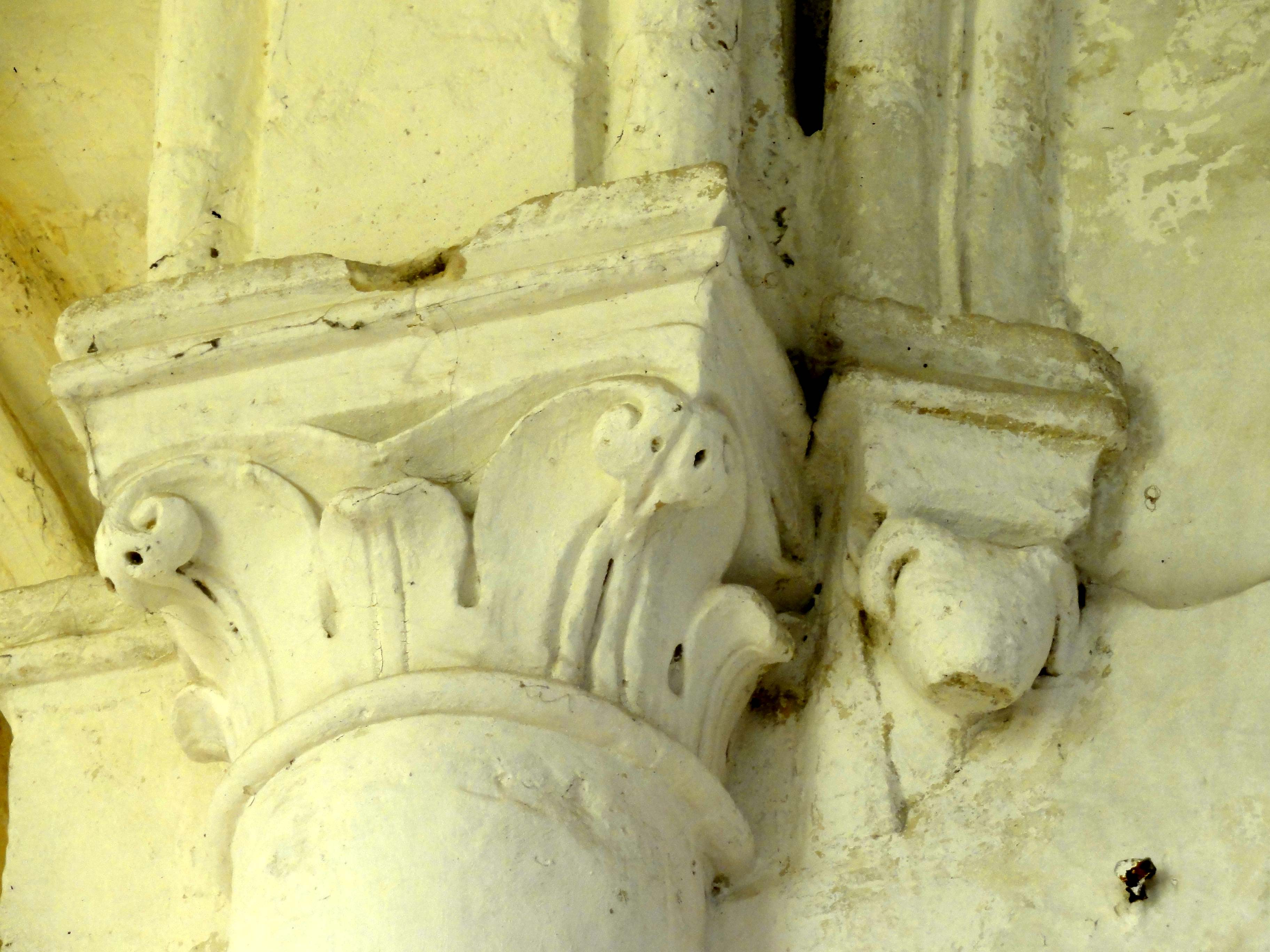
Supports dans l'angle nord-ouest.

#### Chœur

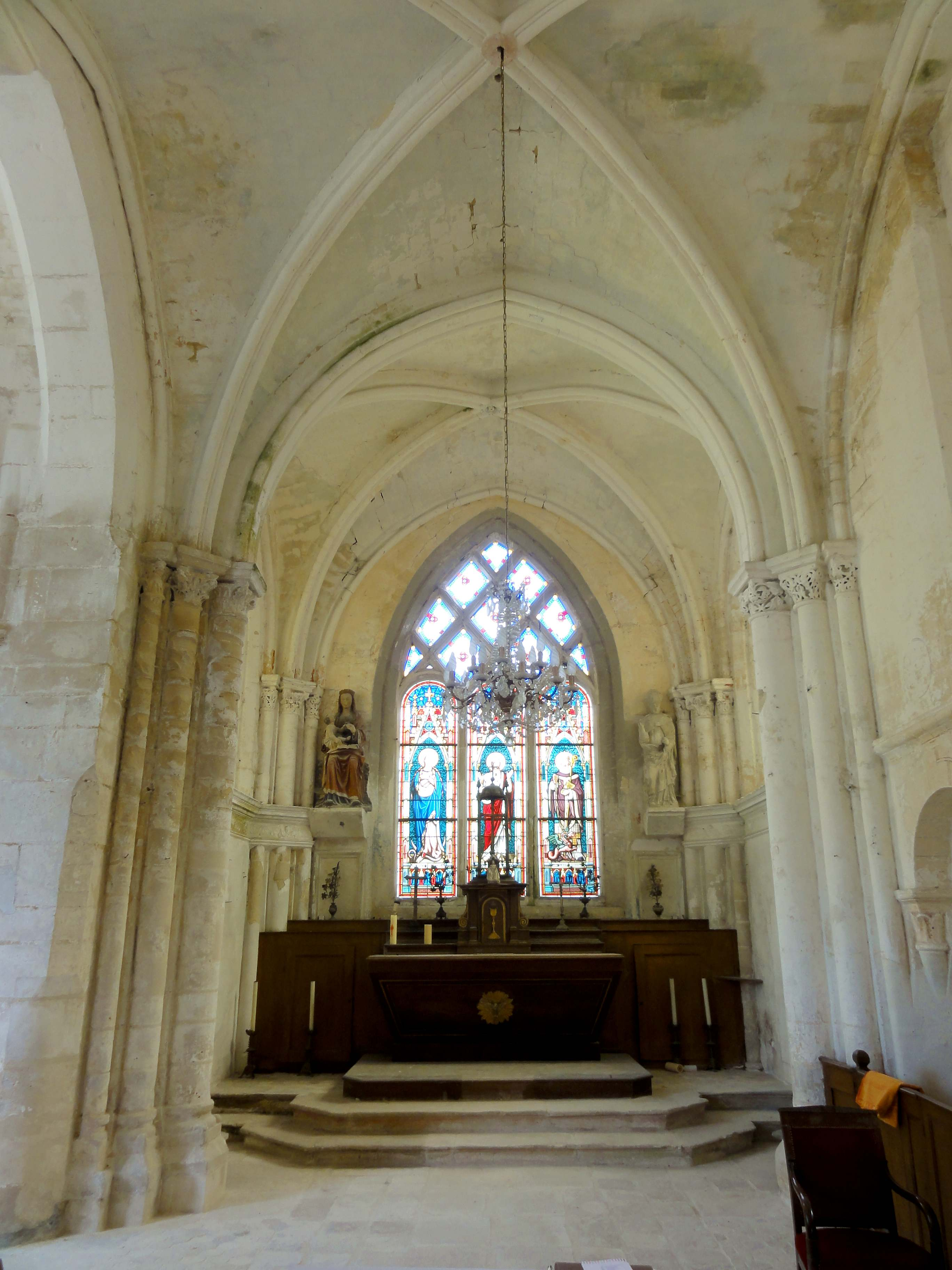
Chœur, vue vers l'est.

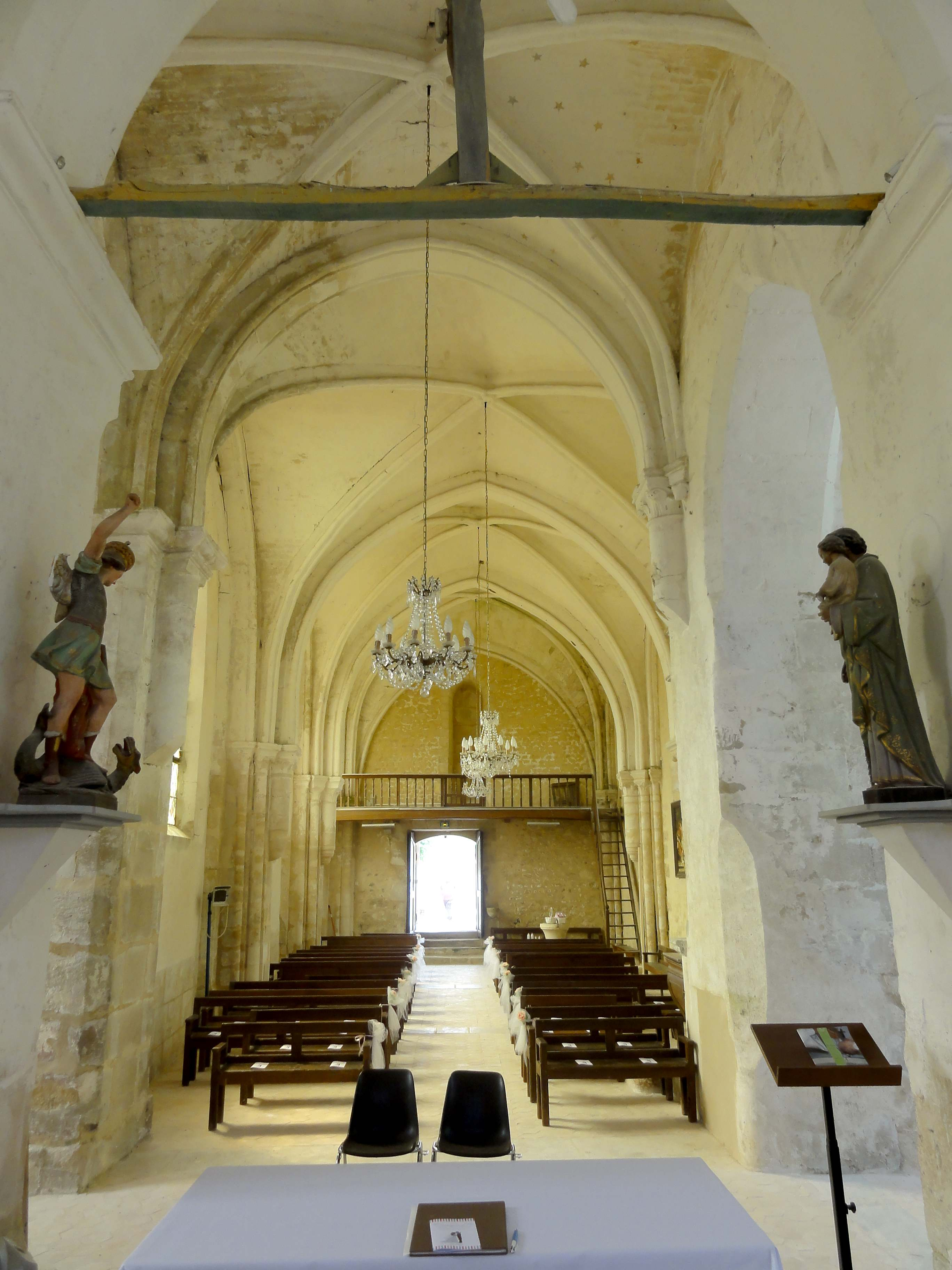
Chœur, vue vers l'ouest.

Si le sanctuaire s'ouvre par une épaisse arcade non moulurée un peu rustique, c'est sans doute qu'il remplace une ancienne abside plus basse, et que l'on agrandit simplement la vieille arcade pour la mettre à la même hauteur que le vaisseau actuel. Une réfection aurait été impossible sans reprise en sous-œuvre, puisqu'un mur du clocher prenait appui sur cette arcade. À l'intérieur, les voûtes sont strictement analogues à celles de l'ancienne base du clocher et de la nef. Les nervures retombent donc sur des faisceaux de cinq colonnettes au niveau du doubleau intermédiaire, et sur des faisceaux de trois colonnettes dans les angles du chevet. Le profil des tailloirs est un peu différent : la baguette se trouve en dessous du cavet, et non au-dessus. Les clés de voûte sont sculptées de petites rosaces feuillagées, dont le diamètre est inférieur à celui des ogives. La sculpture des chapiteaux est d'une qualité exceptionnelle pour une petite église rurale. Au nord du doubleau et dans l'angle sud-est du chevet, l'on trouve des feuilles d'acanthe combinées à des volutes, ce qui n'est pas loin de rappeler l'ordre corinthien. Au sud du doubleau et dans l'angle nord-est du chevet, l'on voit notamment des entrelacs et palmettes ajourés, travaillés au trépan, et sur les grands chapiteaux, une tête de monstre sur chaque face. Si les feuilles d'acanthe sont présentes dans plusieurs églises du Vexin, dont Avernes (sur le portail seulement), Le Bellay-en-Vexin, Bréançon, Chars, ce n'est que dans cette dernière église que les chapiteaux atteignent un niveau comparable. Ce n'est pas tout à fait à juste titre que Roland Vasseur et Françoise Waro citent en exemple la façade de Trie-Château avec son style roman fleuri. Elle date seulement des années 1160-1170, et la sculpture y est encore plus fouillée, mais l'authenticité est toute relative depuis sa reconstruction intégrale vers 1860.
Vers l'ancienne base du clocher, la présence des fortes piles engendrent, une fois de plus, des irrégularités : au sud, les nervures retombent sur la tablette moulurée de la pile sud-est du clocher, et au nord, l'ogive et les deux formerets retombent sur le tailloir à angle abattu d'un petit chapiteau, qui est proche de ceux de la période rayonnante tardive de la chapelle latérale sud. Dans la travée qui succède au clocher à l'est, l'élévation nord ne comporte qu'une vaste arcade non moulurée, telle que celle qui relie l'ancienne base du clocher à la chapelle du sud, et l'élévation sud conserve les deux vestiges déjà mentionnés, qui subsistent de l'époque que la chapelle du sud n'existait pas encore. À droite de ces vestiges, l'arcade vers la travée nord-est de la chapelle est très étroite. La dernière travée est, quant à elle, bien équilibrée, et la vue qui s'ouvre sur elle depuis l'entrée du chœur est saisissante. Étant donné que les trois fenêtres sont en tiers-point, le remplage Renaissance de la baie du chevet ne détonne pas trop. L'entablement à la limite des allèges, qui est du même style, pèche par un excès de lourdeur où il se superpose aux faisceaux de colonnettes dans les angles. Latéralement, il se fait plus discret, et met en scène des rinceaux, comportant des fleurs de lys, et des têtes humaines. Les entablements ou frises à la limite des soubassements répondent à une mode au milieu du XVIe siècle, qui n'est pas parvenu à s'imposer dans la région. D'autres exemples existent à Cormeilles-en-Parisis (collatéral sud), Louvres (bas-côté sud), Méry-sur-Oise (début de la nef), Presles (chœur), Viarmes (bas-côté sud), et Villiers-le-Bel (bas-côté nord). Ils sont rarement comparables.

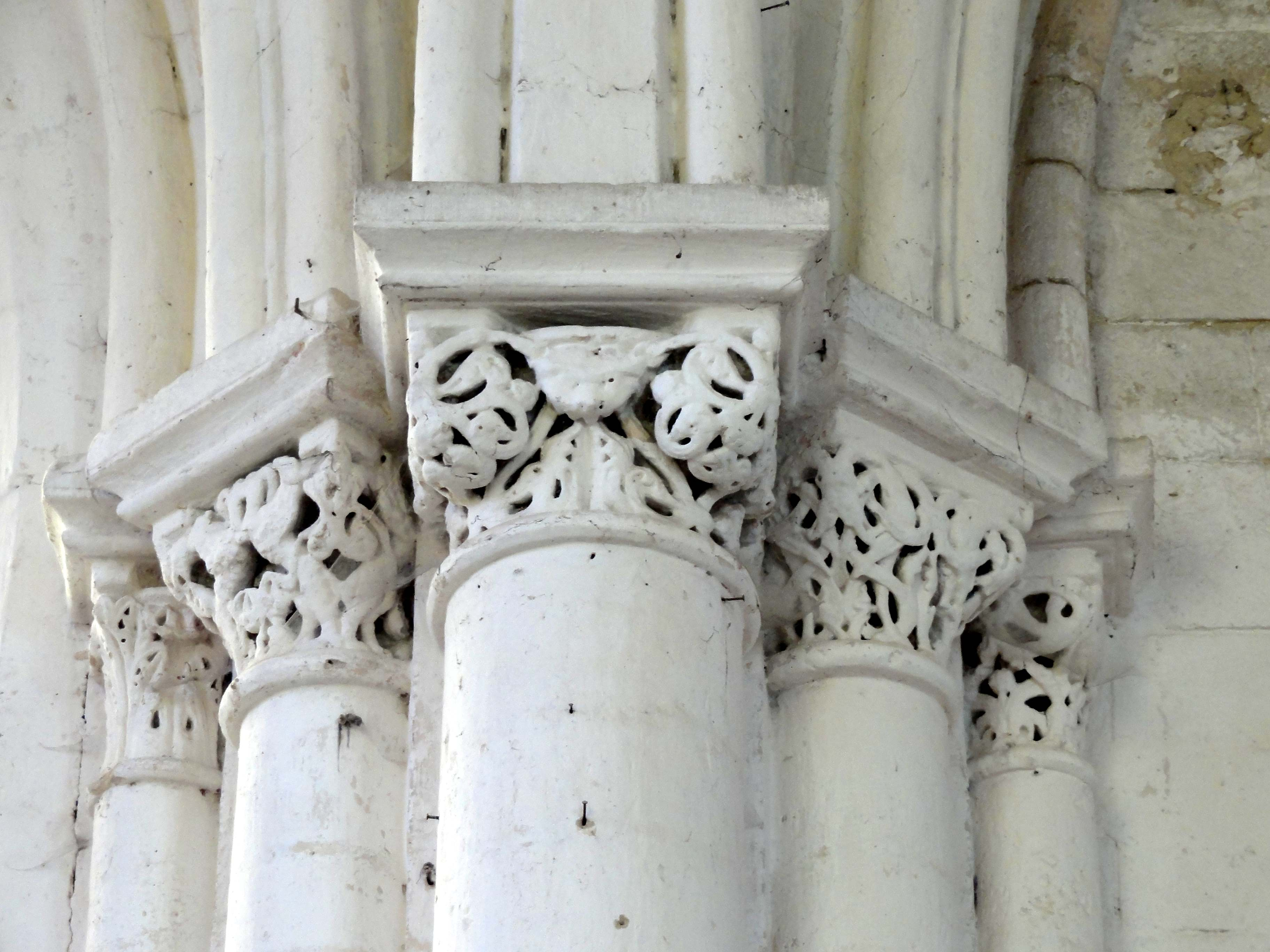
Chapiteaux au sud du doubleau intermédiaire.
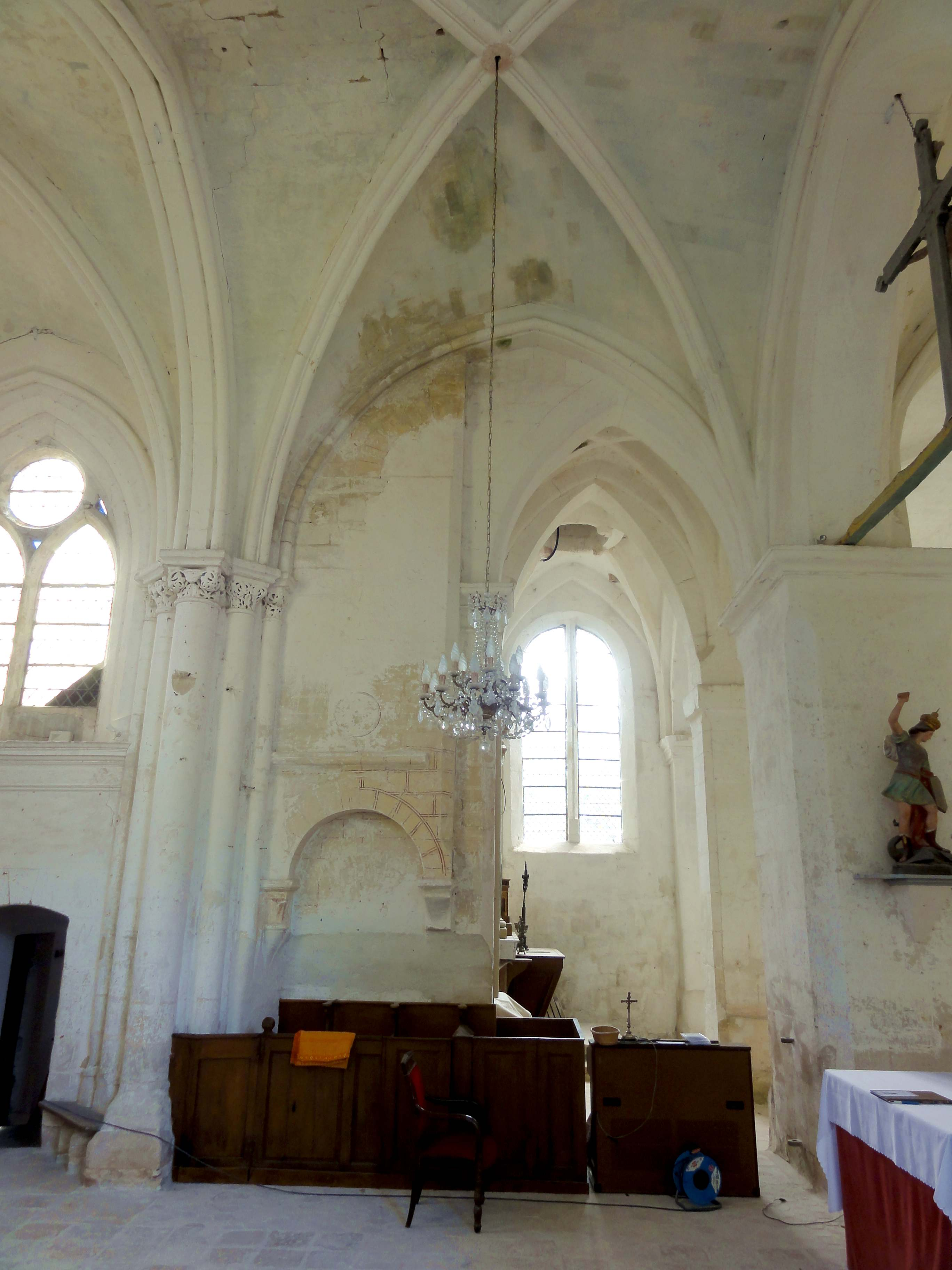
Travée à l'est de l'ancien clocher, vue vers le sud.
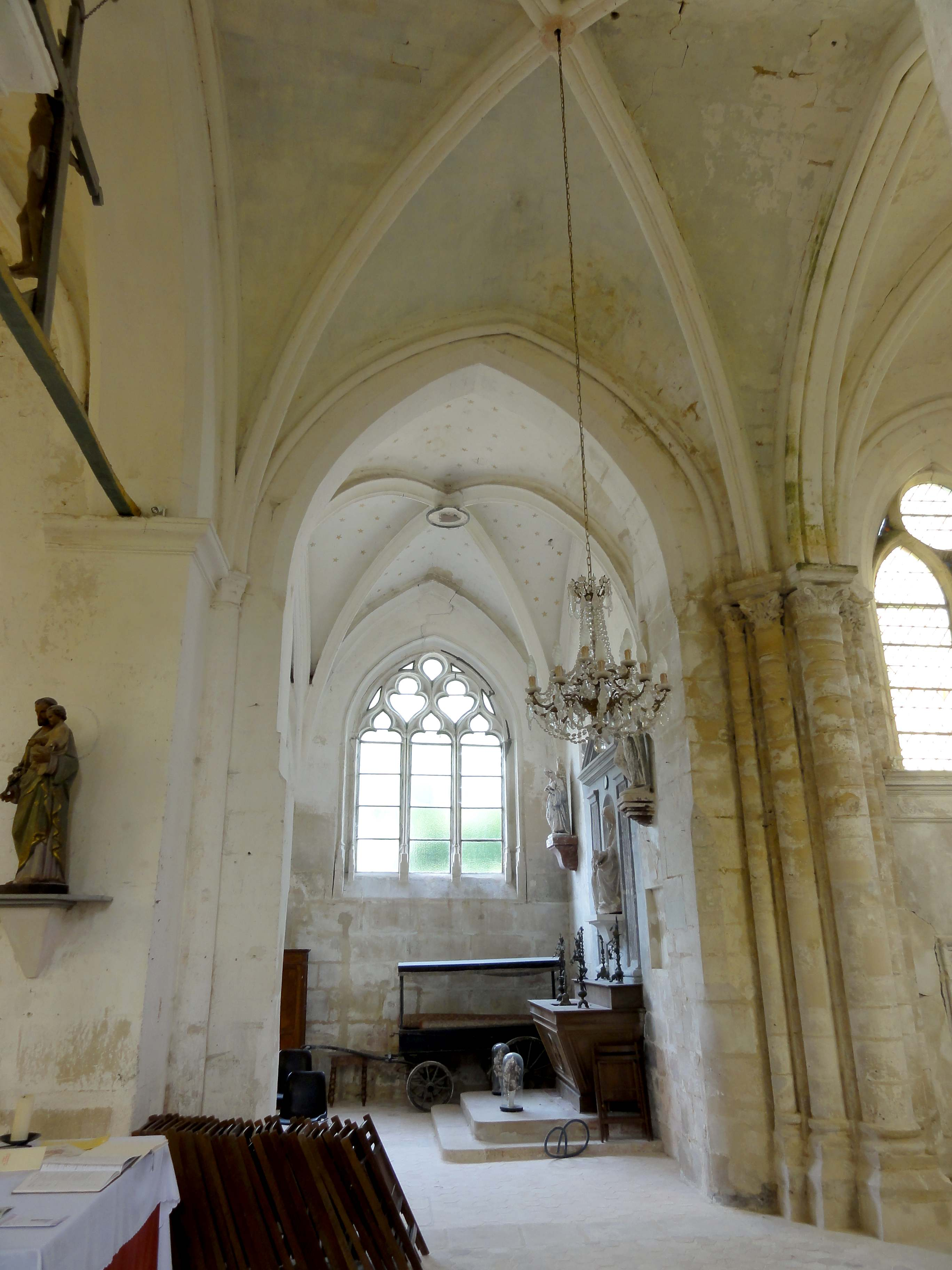
Travée à l'est de l'ancien clocher, vue vers le nord.
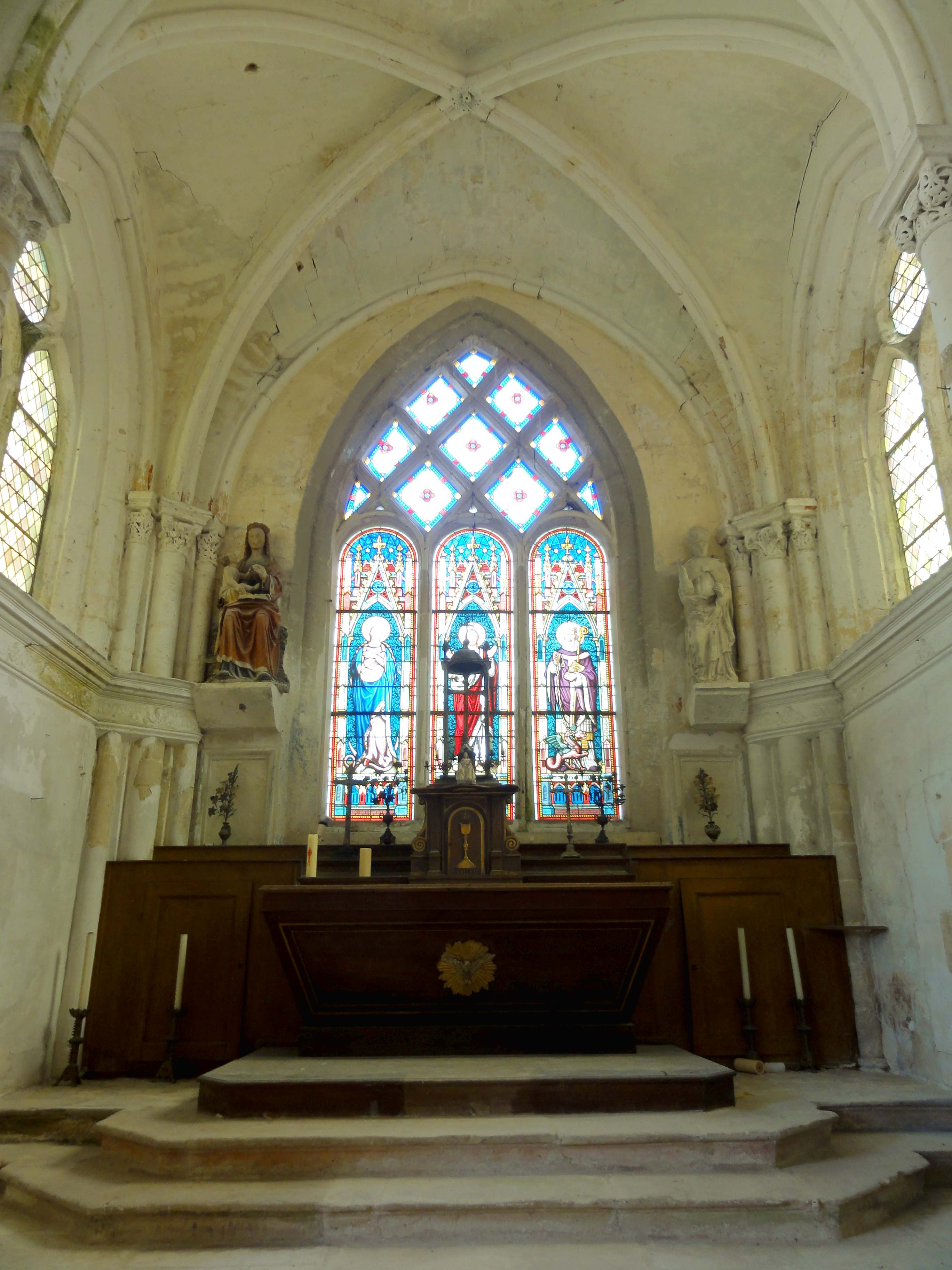
Dernière travée, vue vers le chevet.
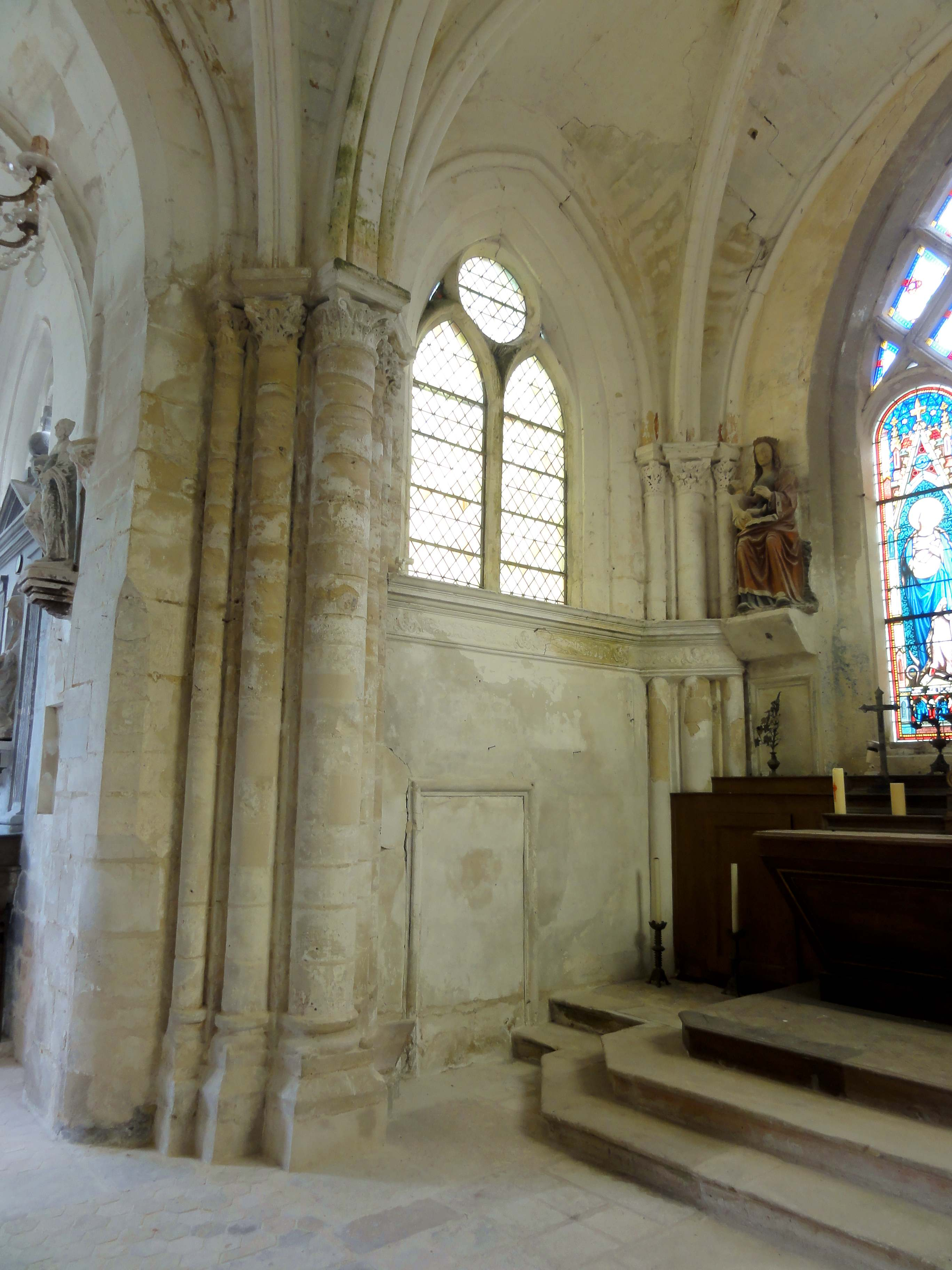
Dernière travée, vue vers le nord-est.
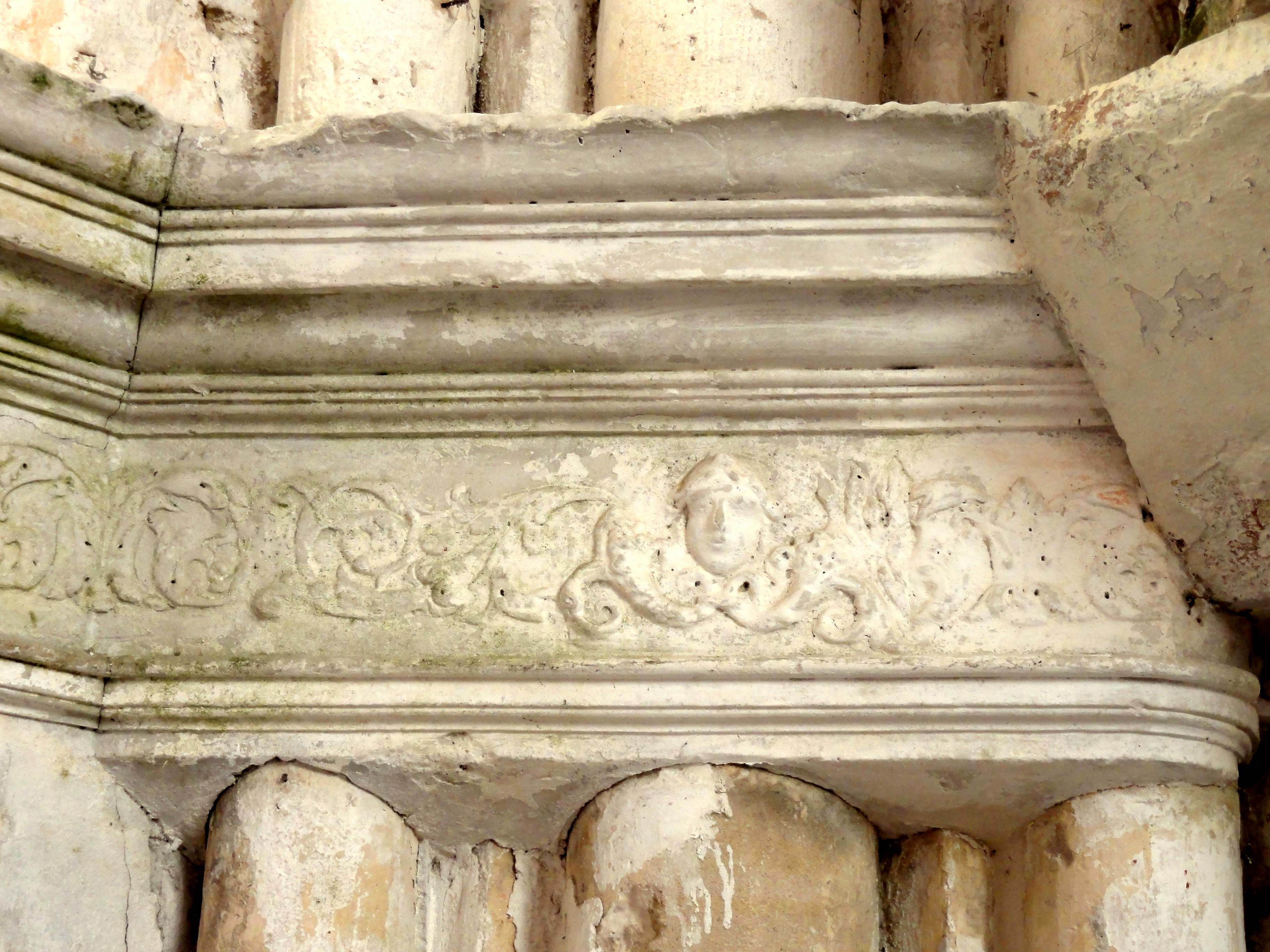
Entablement Renaissance dans la dernière travée.

#### Chapelle latérale nord

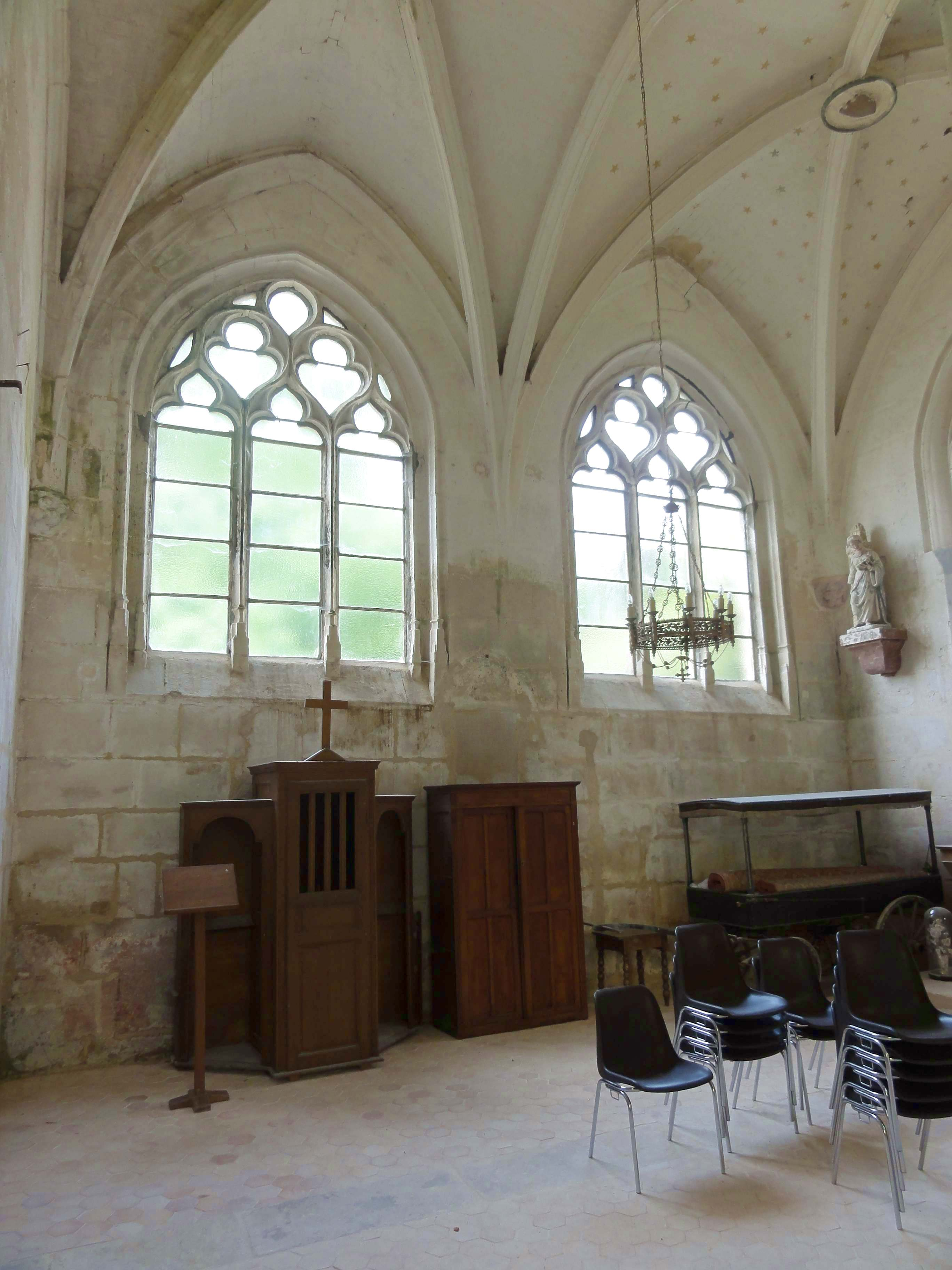
Chapelle latérale nord.

Les deux travées de la chapelle forment un espace largement unifié, car le mur latéral n'est scandé par aucune colonnette, et le doubleau intermédiaire entre les deux voûtes affecte le même profil que les ogives. Il s'agit d'un profil prismatique aigu typique de la période flamboyante, tout comme le sont les réseaux des fenêtres. Les deux clés de voûte sont décorées. Celle de la première travée est malheureusement cassée. Elle devait présenter des découpages flamboyants, agrémentés de fleurons. La clé de la seconde travée était armoriée, et a été martelée à la Révolution. Au milieu d'un disque, l'écusson aujourd'hui vierge était porté par deux animaux, apparemment des singes, dont l'on devine encore les contours. Sinon, l'intérieur de la chapelle n'est pas à la hauteur de la promesse de son extérieur très soigné, quoique sobre. Au niveau du doubleau intermédiaire, les nervures des voûtes se fondent simplement dans le mur. Dans les angles, l'on a également fait l'économie de piliers, et les ogives et formerets sont reçus sur des culs-de-lampe. Au sud-est, il est orné de feuillages ; ailleurs, l'on voit une ou deux figures, qui sont disgrâcieuses, et d'une facture très naïve. L'on trouve un ange au regard triste portant un écusson ; un nourrisson grassouillet tout nu ; et deux figures en buste, qui ne sont pas loin d'évoquer des oiseaux. Au sud, le raccordement avec la base du clocher et le chœur est réalisé grâce à deux arcades percés dans des murs préexistants, et la pile nord-ouest du clocher fait saillie dans la chapelle, de sorte qu'une courte section voûtée en berceau a dû être intercalée entre l'ancienne base du clocher et le formeret de la première travée,.

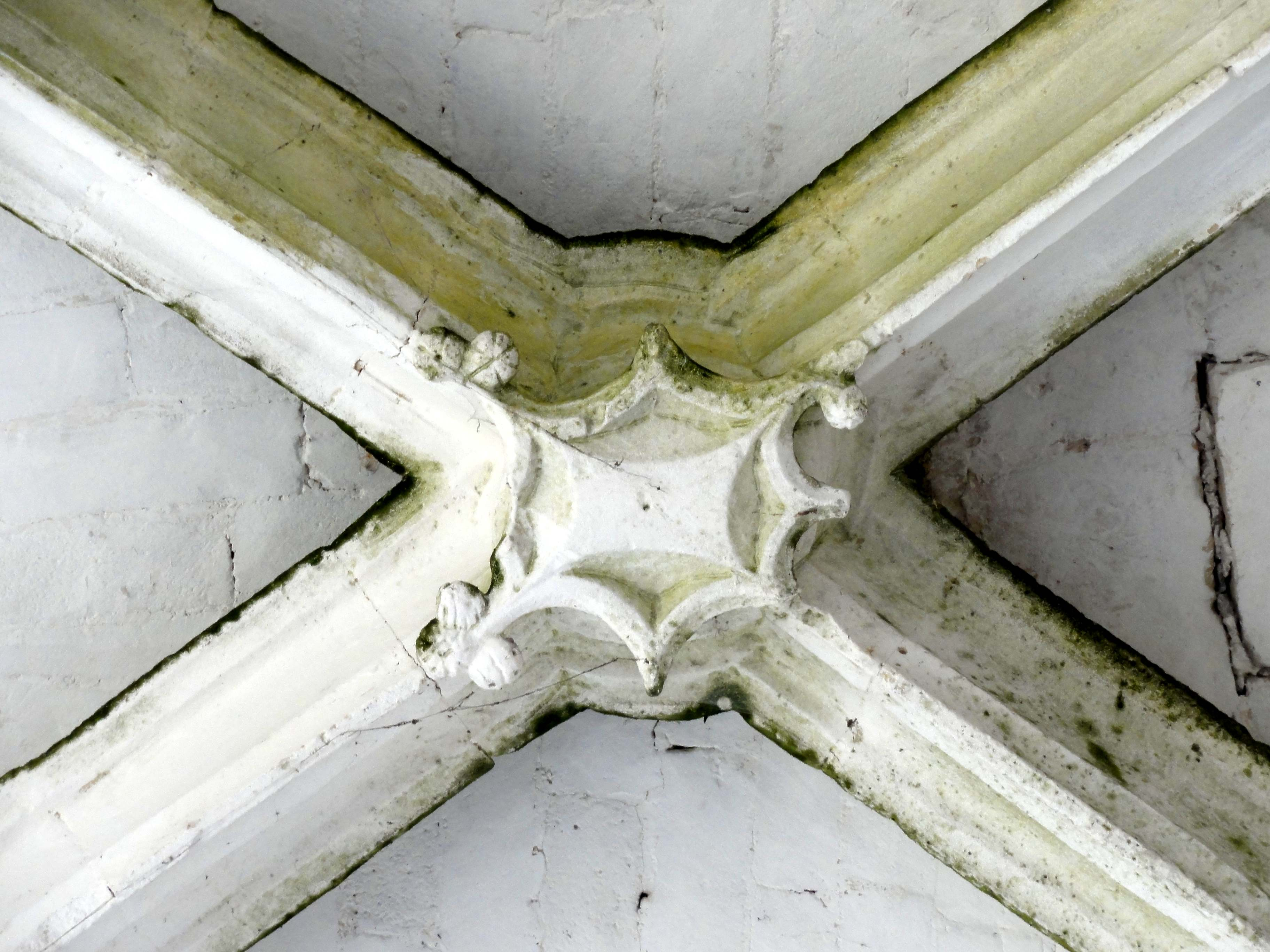
Clé de voûte de la 1re travée.
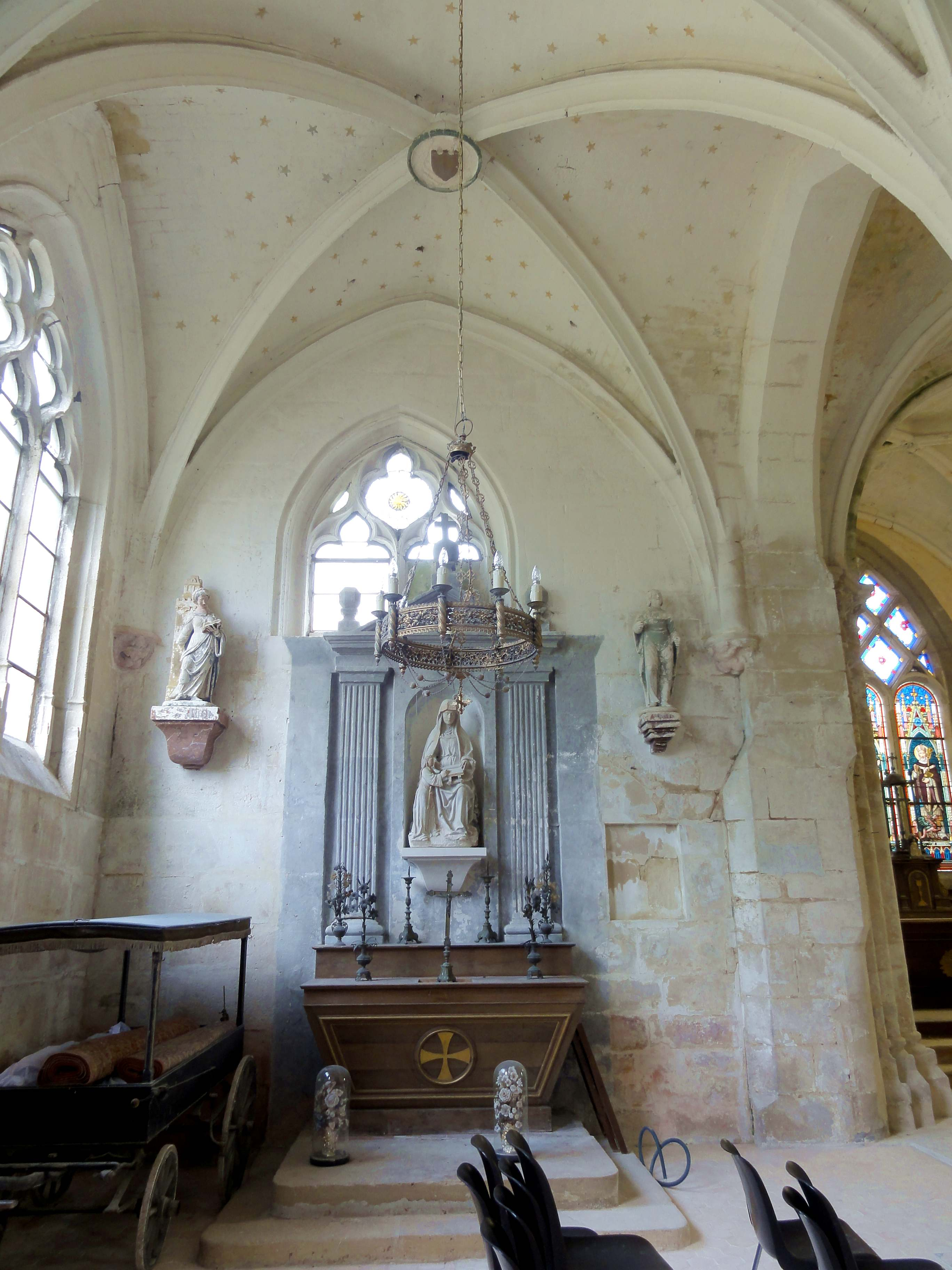
Vue vers l'est.
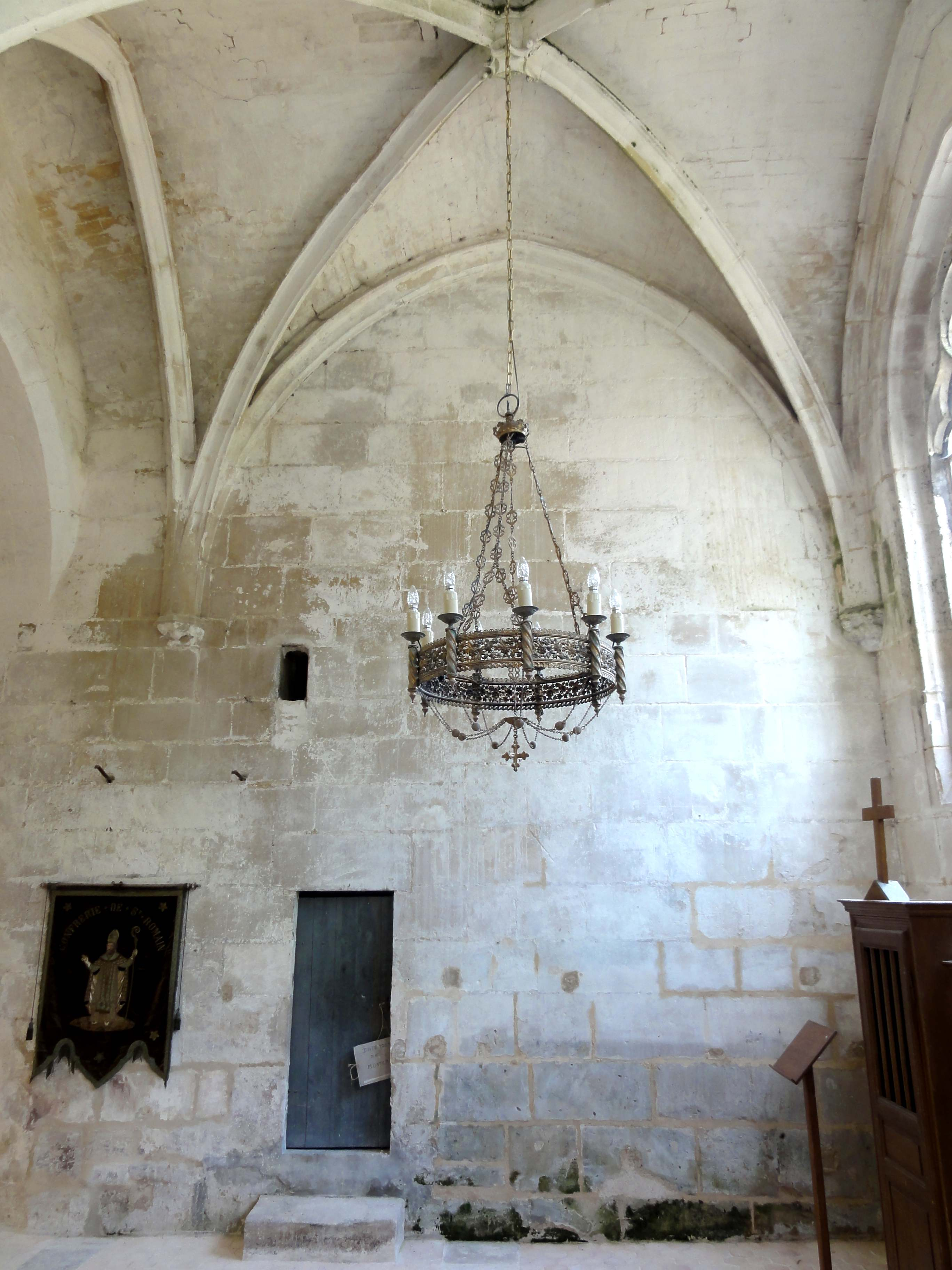
Vue vers l'est.
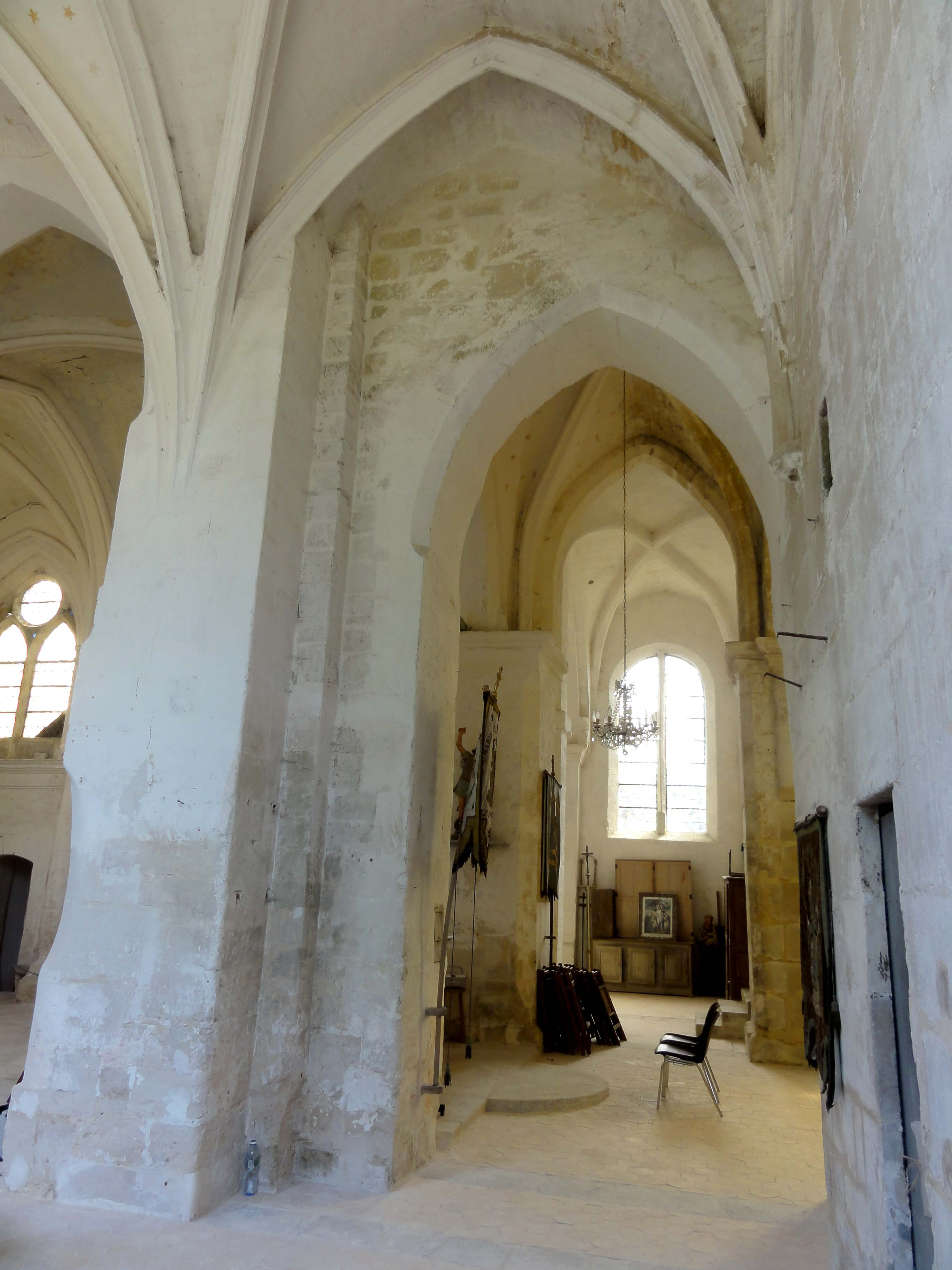
1re travée, vue vers le sud.
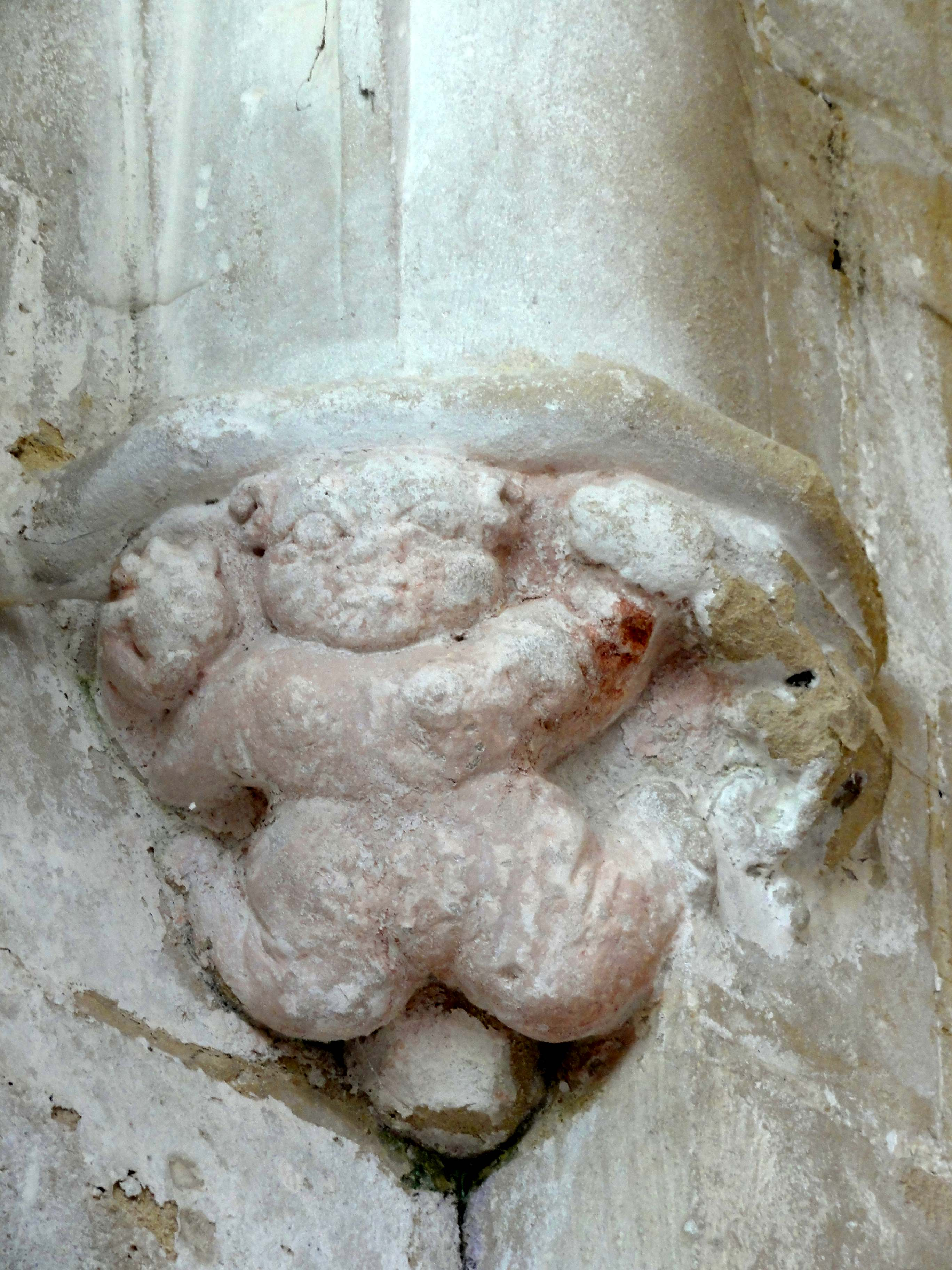
Cul-de-lampe.
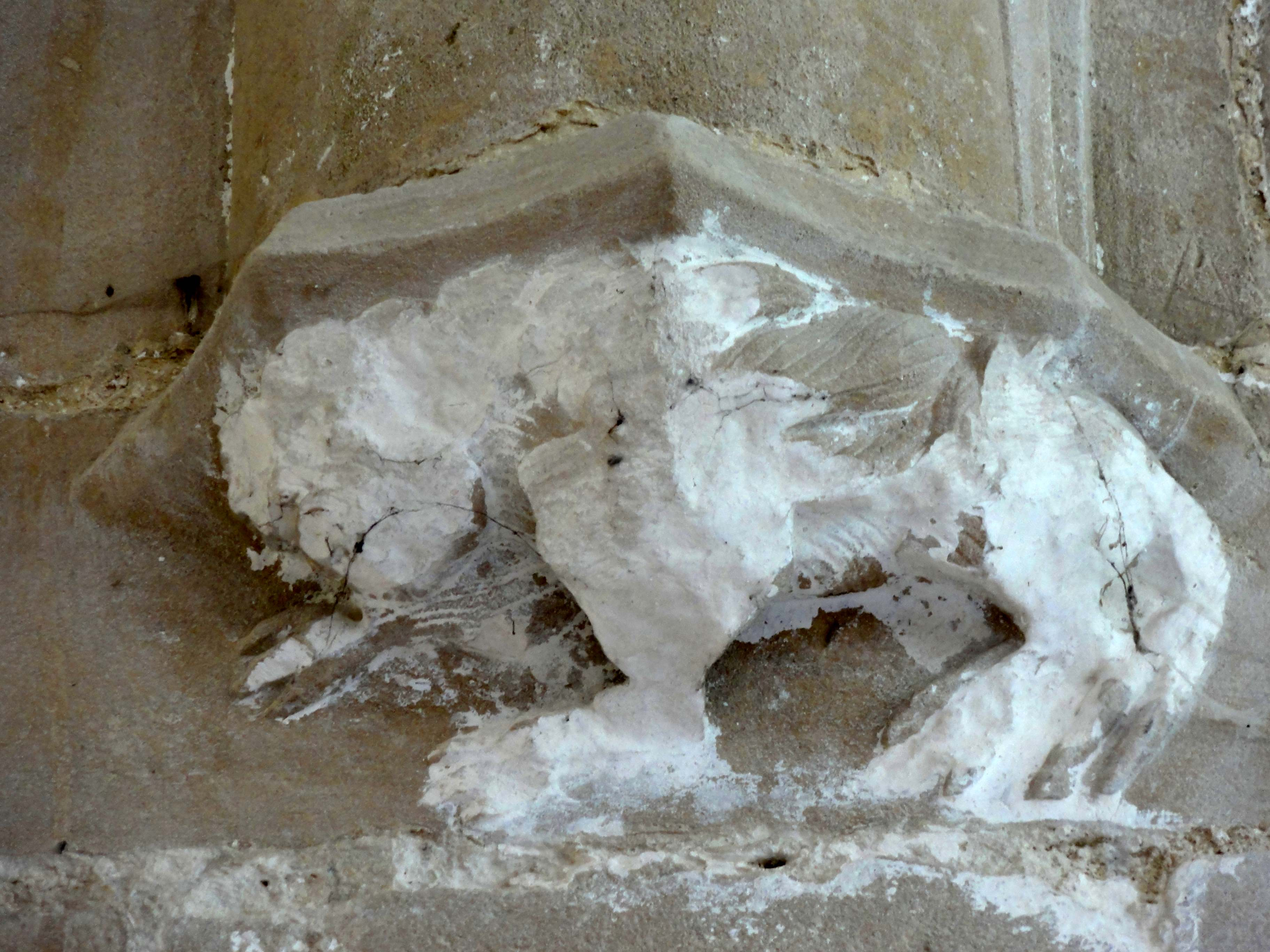
Cul-de-lampe.

#### Chapelle latérale sud

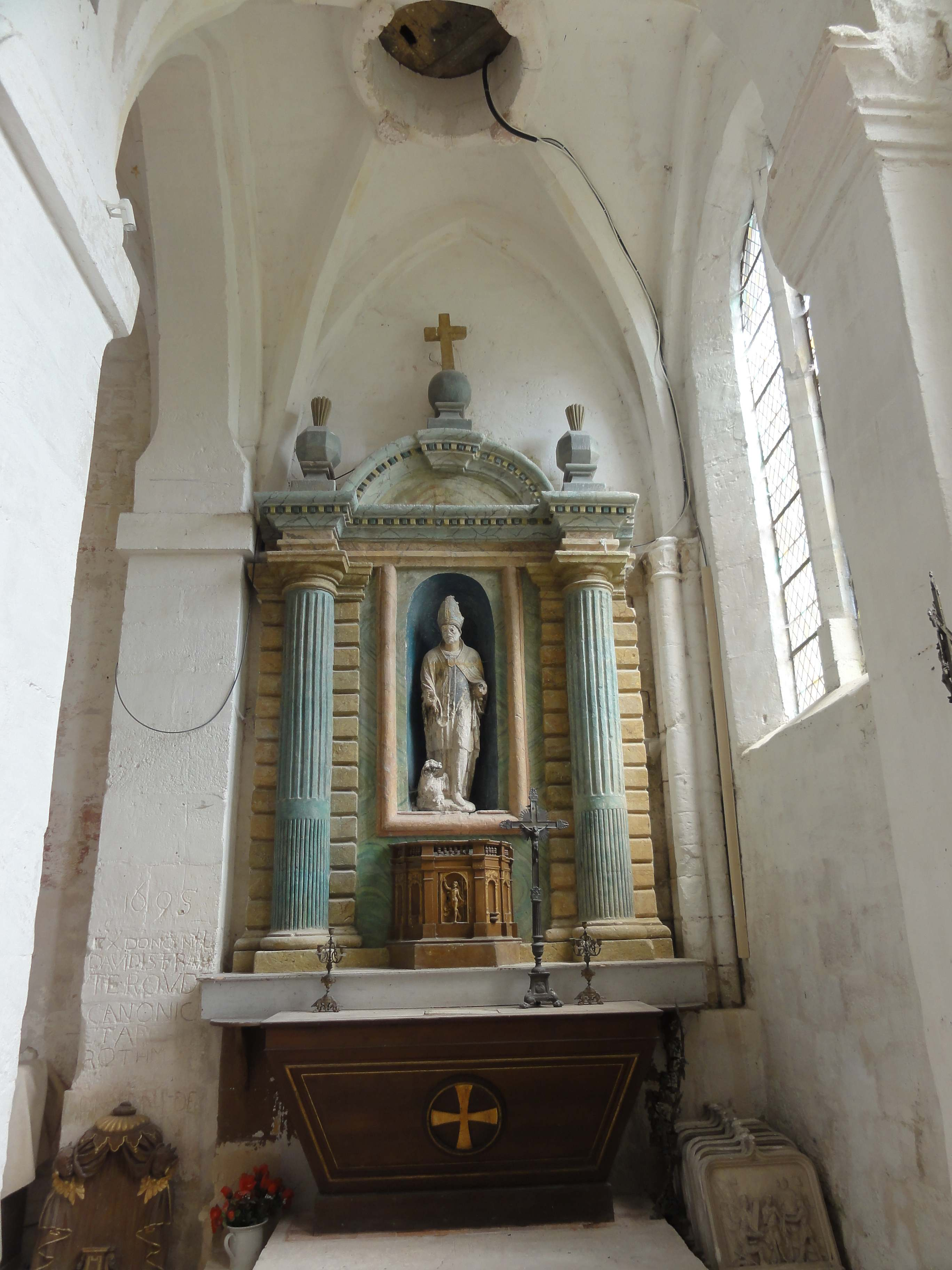
Base du clocher / chevet.

Malgré ses trois travées, la chapelle du sud, dédié à saint Romain, patron de l'église, est très exigüe. Au nord, la pile sud-est de l'ancien clocher fait saillie dans la chapelle, et en son milieu, la pile nord-ouest de l'actuel clocher l'encombre. L'architecture n'est pas très soignée. Au nord et au sud, les piliers sont munis de tablettes moulurées, et au nord seulement, leurs arêtes sont taillées en biseau, en épargnant la partie basse et le sommet. Les piliers nord-est et sud-ouest de l'actuel clocher ont en revanche des angles saillants, et en lieu et place de tablettes, les piliers nord-est et nord-ouest présentent un simple bandeau plat. Les épaisses arcades ou doubleaux sont irréguliers, et leur tracé ne suit pas toujours la forme de la voûte. Il semble que l'on n'a pas fait appel à un architecte expérimenté en le domaine, et réalisé la reconstruction au rabais. Malgré la période de construction en pleine période classique, à la fin du XVIIe siècle, l'on a toujours recours aux voûtes d'ogives, mais les profils sont carrés, comme au Moyen Âge dans les édifices à vocation utilitaire, et la retombée s'effectue sur de simples culots. Seule la clé de voûte de la première travée est discrètement décorée d'une fleurette à quatre pétales. La voûte de la travée sous le clocher est muni d'un trou pour la remontée des cloches. Plus rien ne rappelle la fenêtre orientale, qui est toujours bien conservée du côté extérieur. Dans les angles nord-est et sud-est, subsistent les faisceaux de trois colonnettes à chapiteaux du milieu du XIIIe siècle, qui supportaient la voûte primitive de la seconde travée,,.

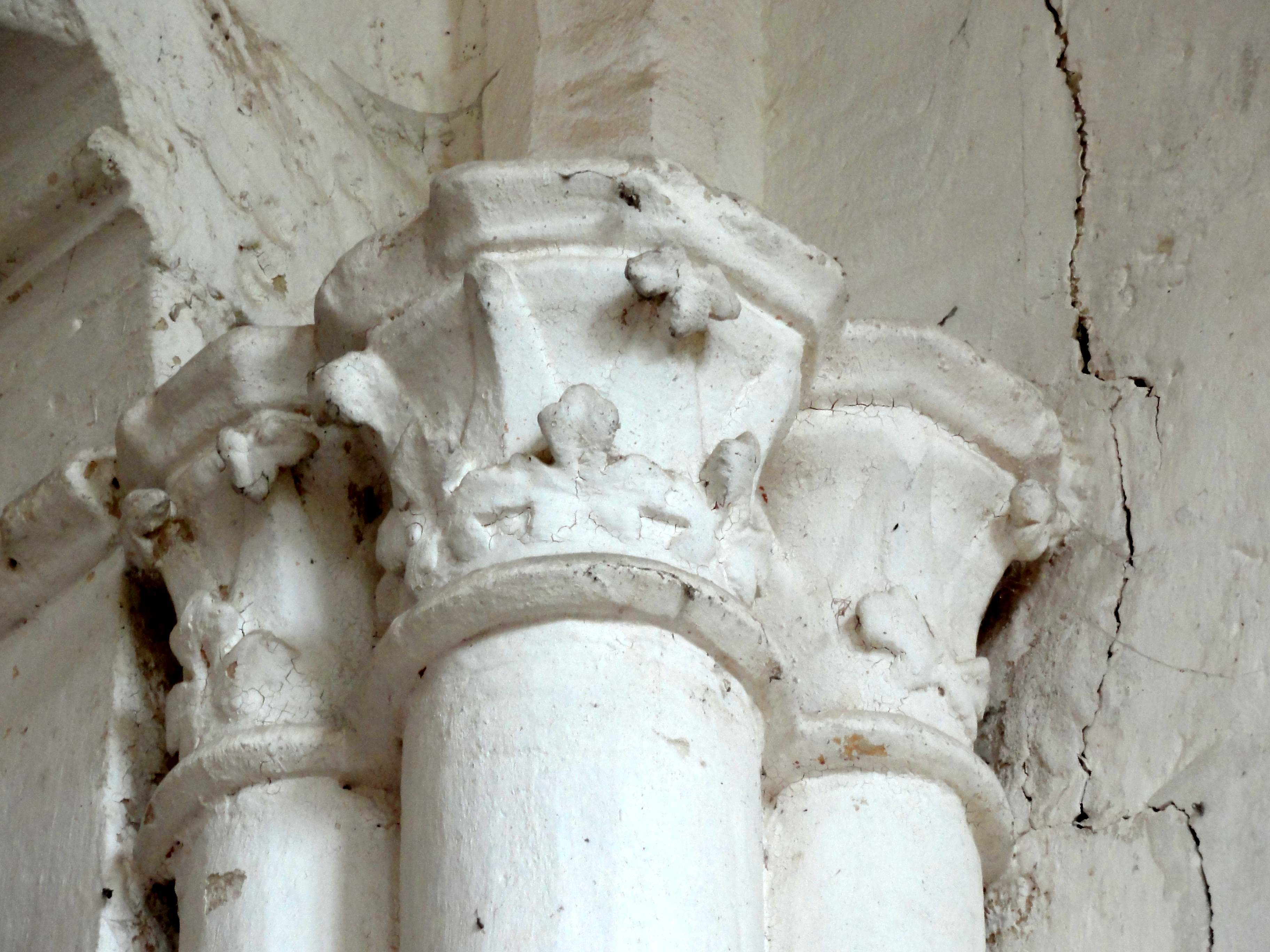
Chapiteaux du XIIIe siècle.
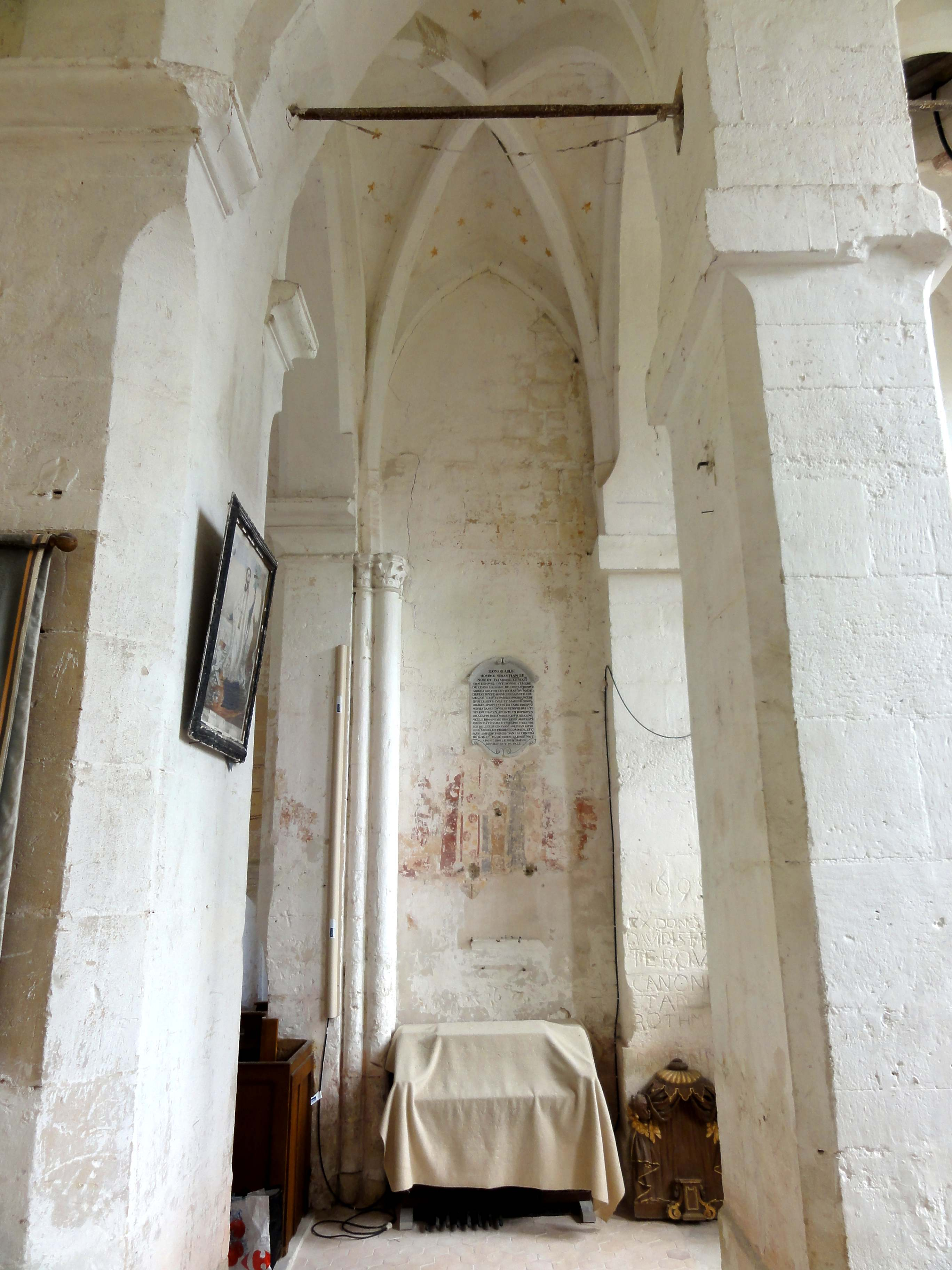
1re travée, vue vers l'est.
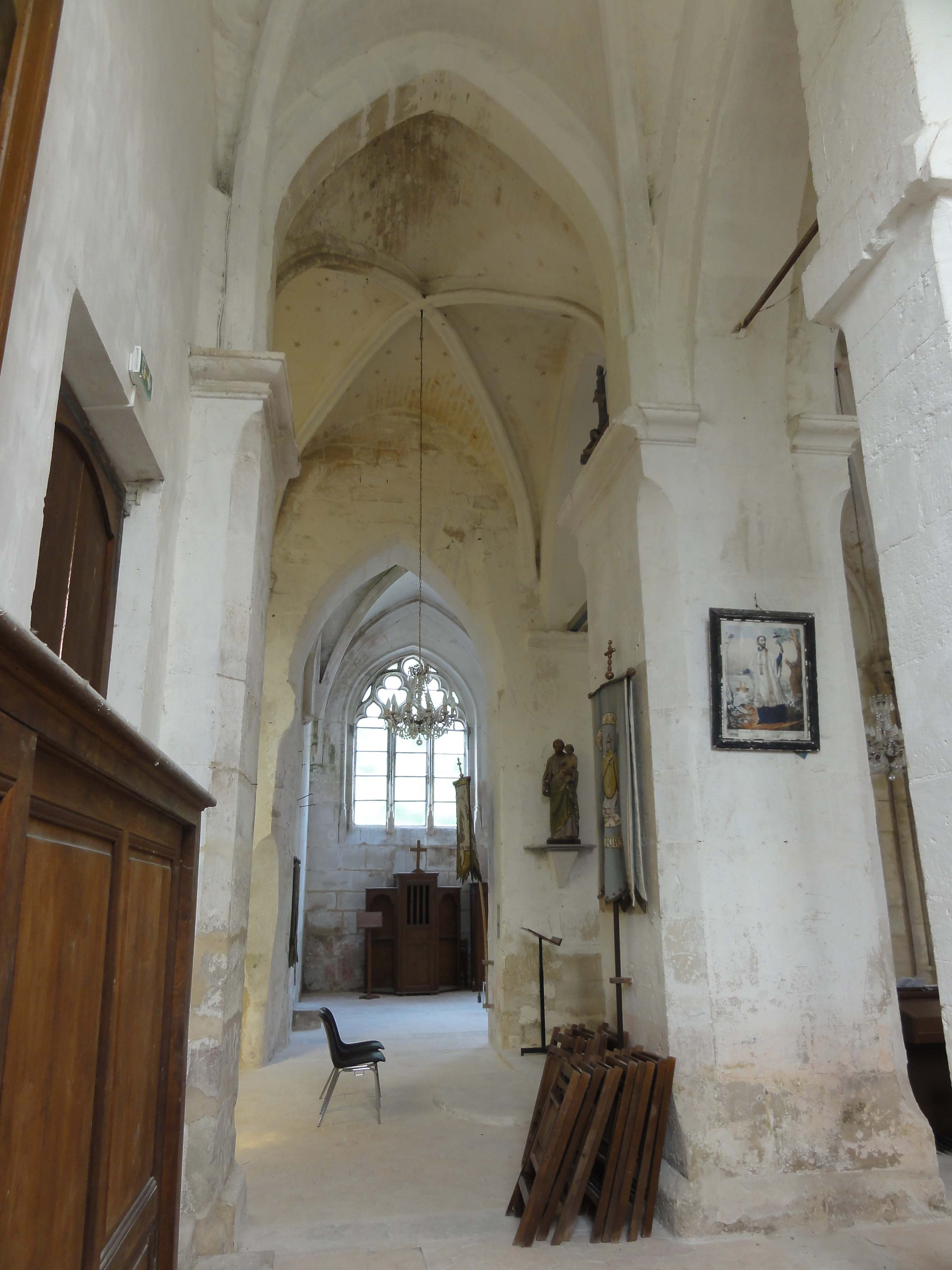
1re travée, vue vers le nord.
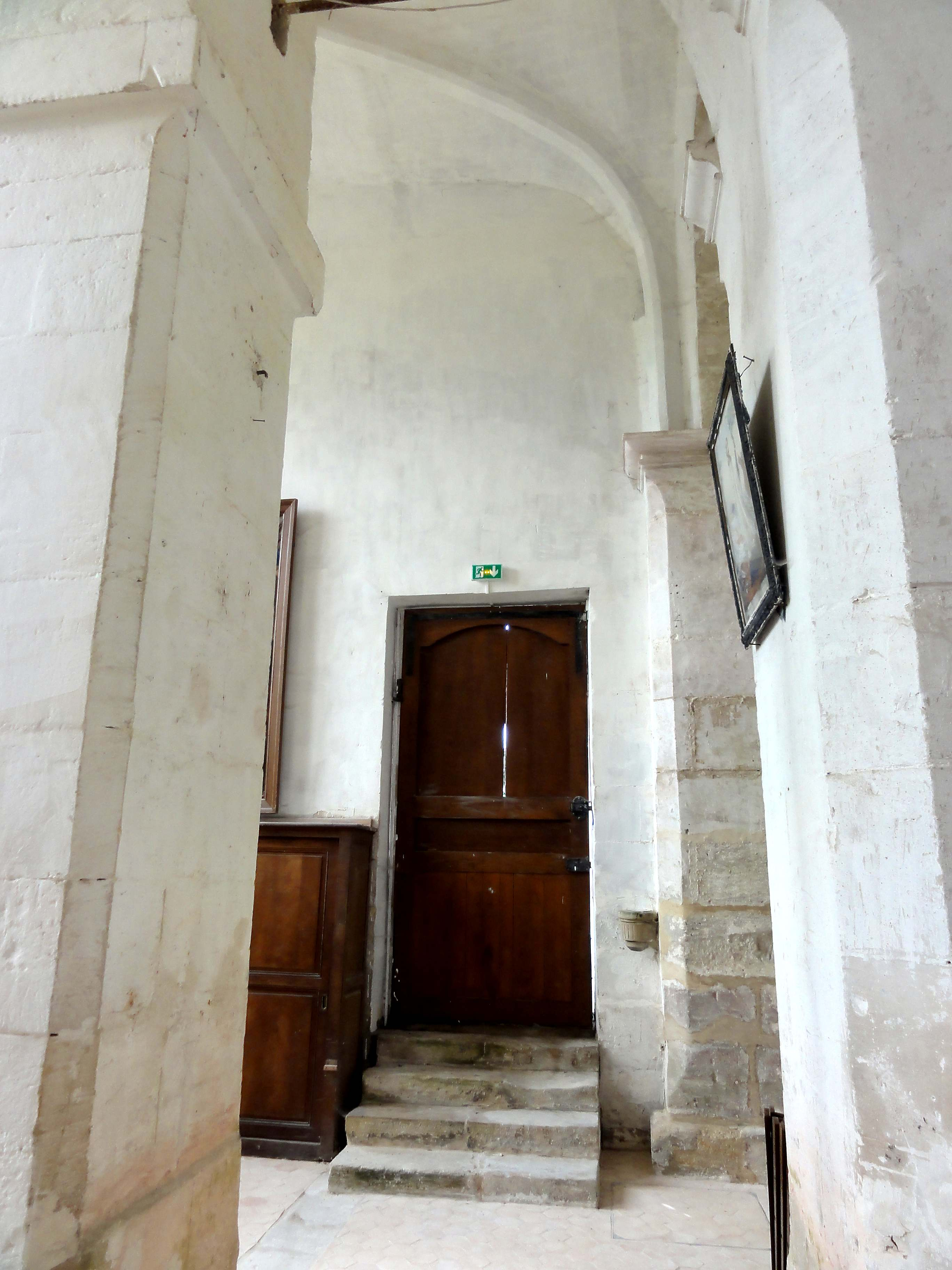
Vue vers l'ouest.
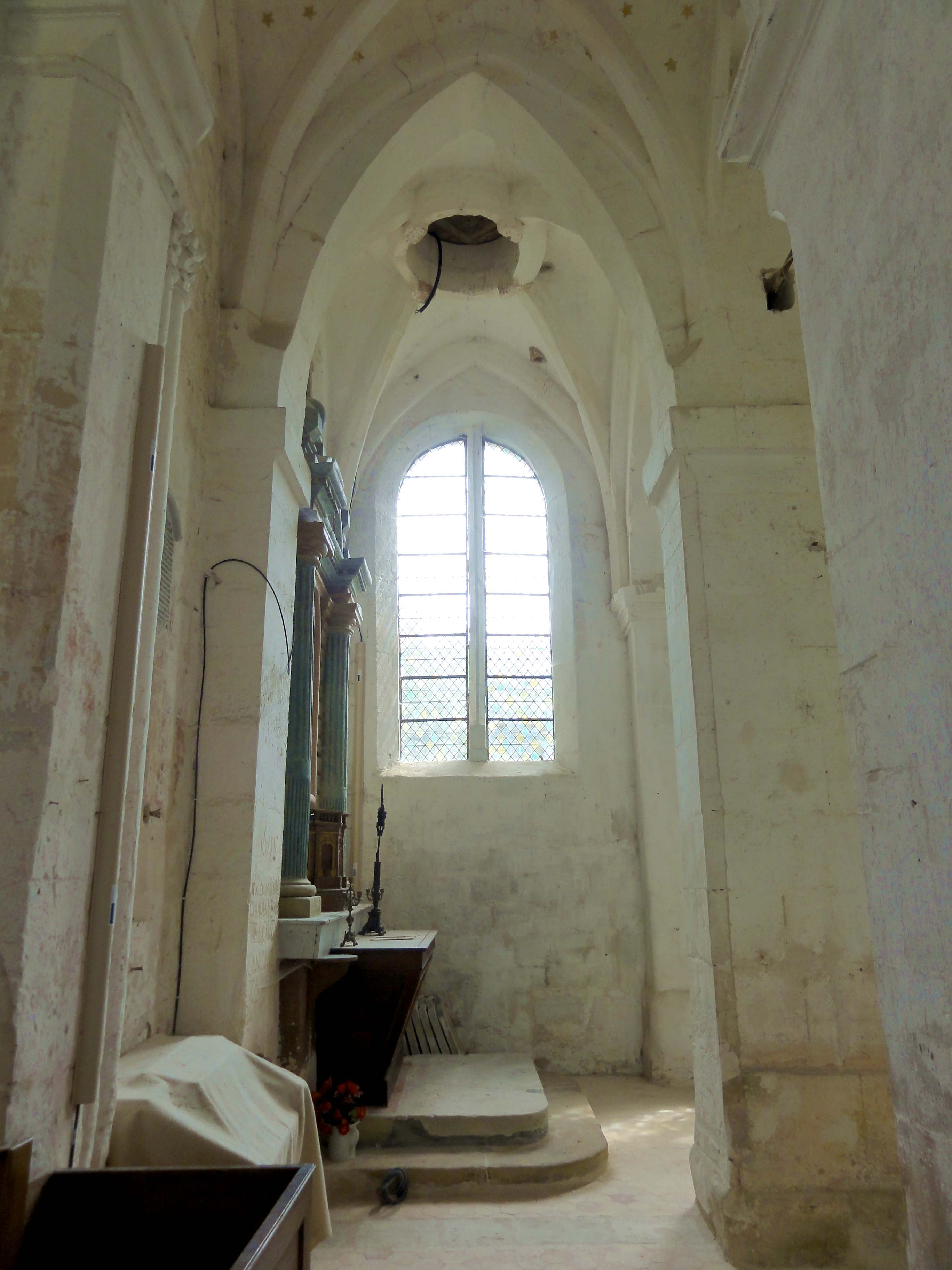
2e travée, vue vers le sud.
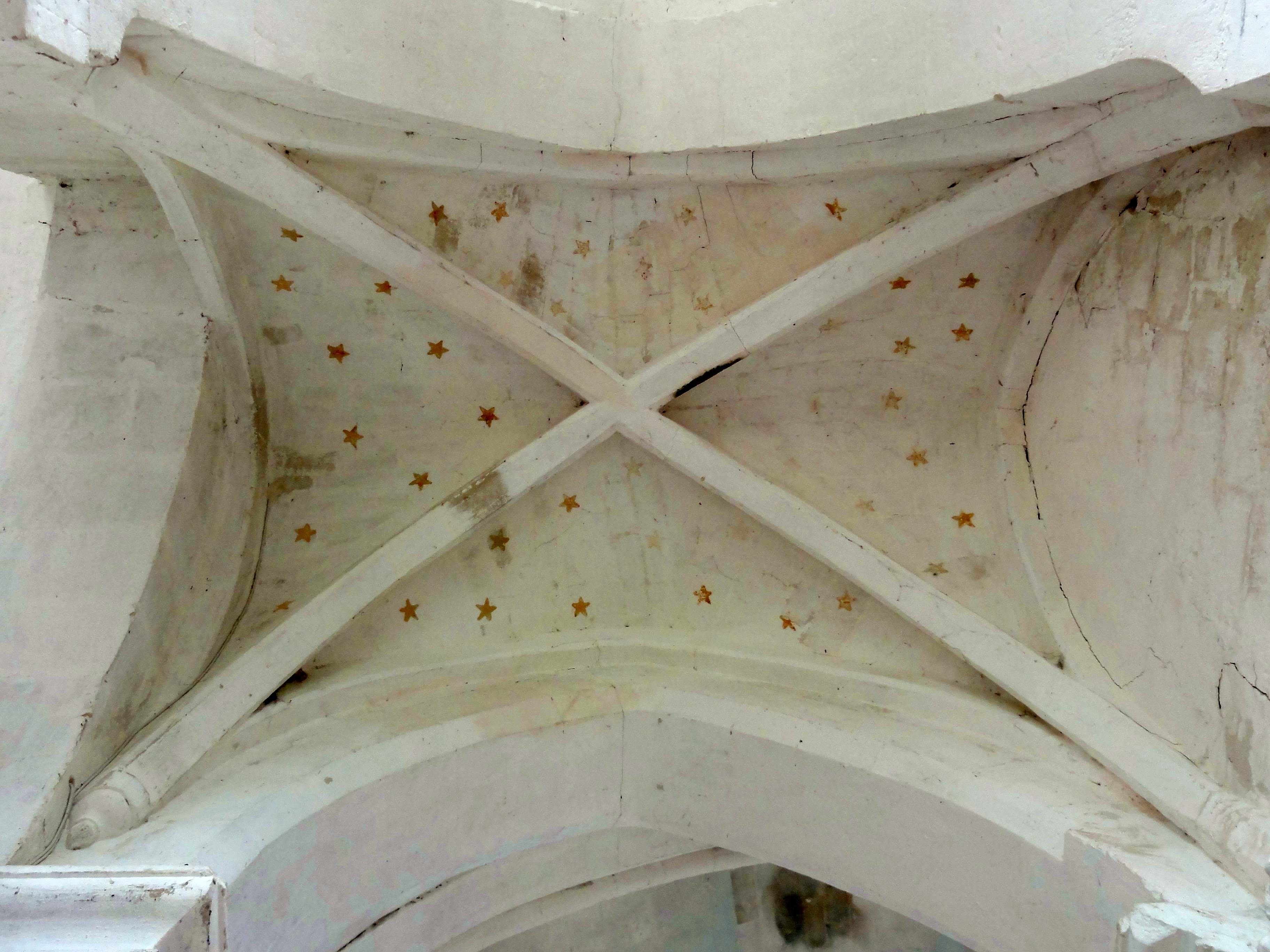
2e travée, voûte au nord.

## Mobilier
Parmi le mobilier de l'église, quatre éléments sont classés monument historique au titre objet. Deux sont des statues ; les deux autres sont des tableaux. Pour des raisons de conservations, ils ont été déplacés en mairie. Des photographies de ces œuvres sont accrochées dans la nef. Plusieurs objets non classés méritent également l'attention.

### Statues

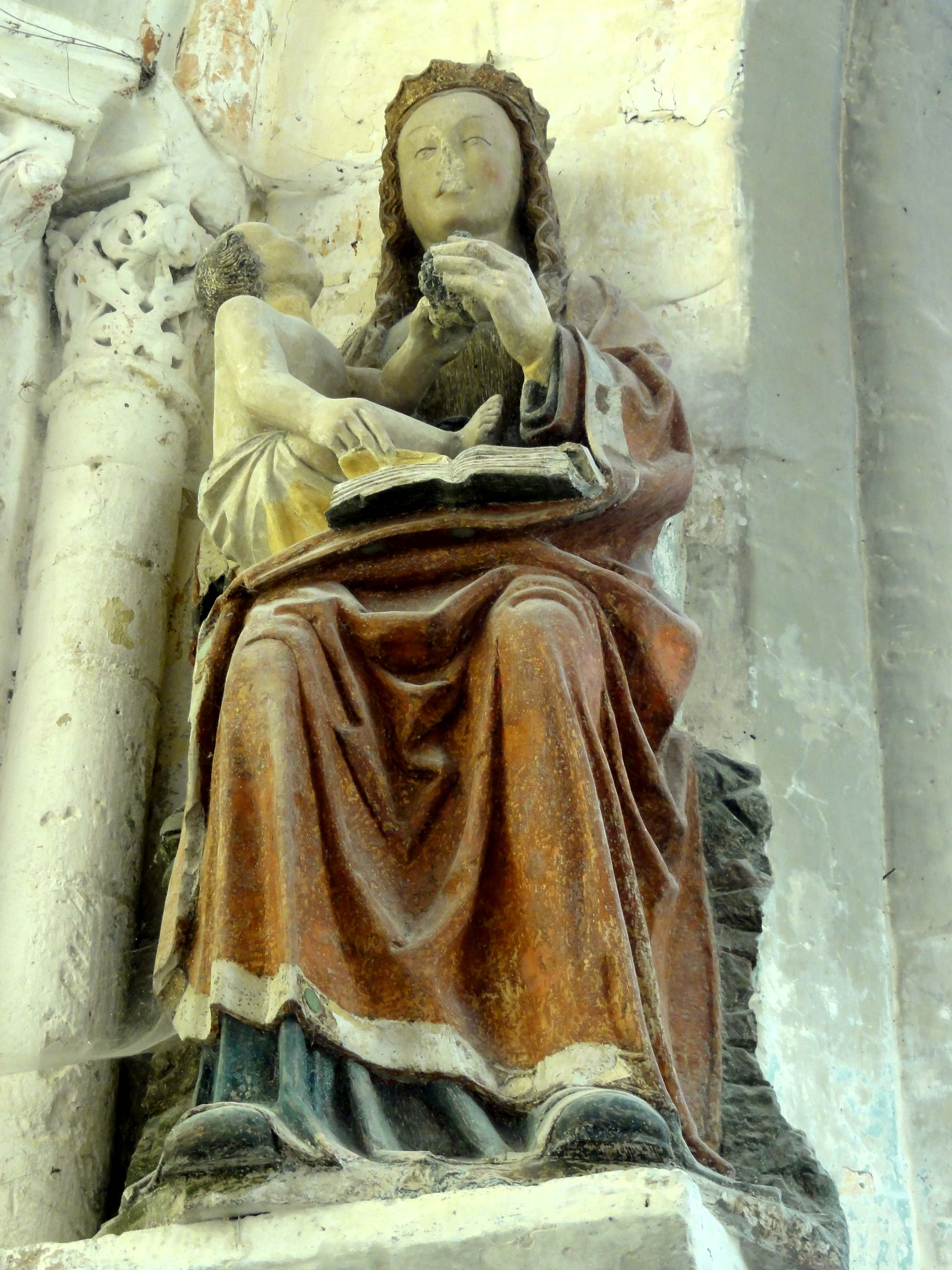
Vierge à l'Enfant.

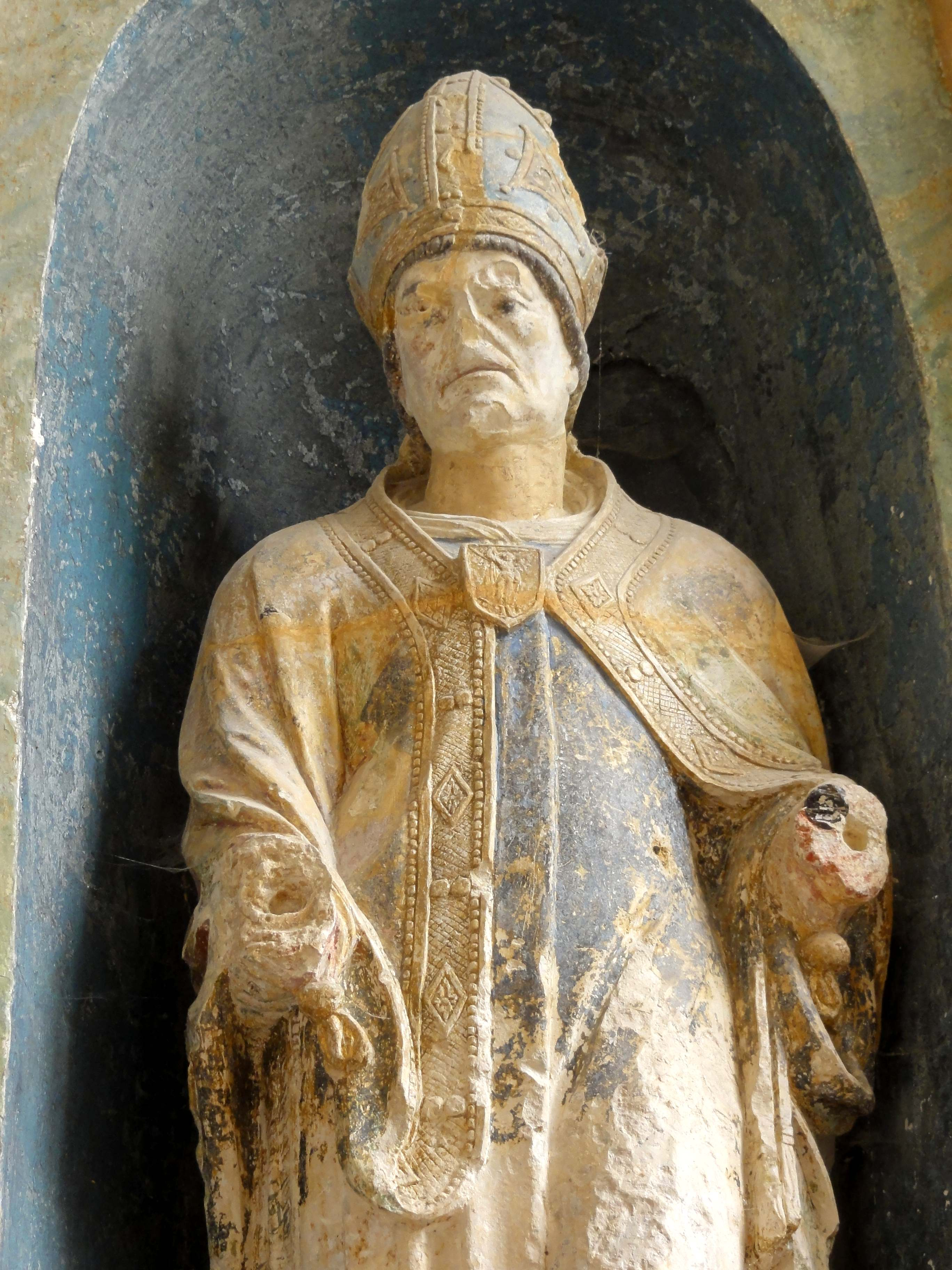
Saint Romain (XVIe siècle).

- La statue en pierre polychrome de la Vierge à l'Enfant assise, ou Vierge de majesté, mesure 143 cm de hauteur et date de la fin du XVe ou du premier quart du XVIe siècle. Elle a été considérée comme datant du XIVe siècle lors de son classement en 1905. En 1910, Victor Le Ronne en donne la description suivante lors d'une conférence à Magny-en-Vexin : « C'est une statue de pierre, recouverte de badigeon. Vierge-mère assise, tenant l'Enfant Jésus sur le genou droit. L'Enfant, nu jusqu'à la ceinture, a le reste du corps couvert d'une draperie. Sa main gauche se joint à la main droite que luit présente sa mère. La figure a été maladroitement restaurée. La Vierge est vêtue d'une tunique aux plis droits et sévères ; la tête est ceinte d'une couronne d'où s'échappent les boucles de ses cheveux ; sur ses genoux se trouve posé un livre ouvert. Les pieds sont chaussés de souliers à bouts arrondis, de forme simple et sans ornements. Ce n'est pas un chef-d'œuvre. Certaines parties sont traitées très sommairement ; la figure de l'Enfant-divin, notamment, est assez grossièrement taillée ; mais, malgré ces imperfections, elle mérite, je crois, d'attirer l'attention. D'après l'expression calme et béate des figures, la familiarité de l'attitude de l'Enfant, la draperie du bas de la robe, la forme ronde des souliers, je crois que cette statue doit dater du commencement du XVIe siècle »[20],[21].
- La statue en pierre polychrome de saint Romain dans la niche du retable de la chapelle du sud (chapelle Saint-Romain) mesure 140 cm de hauteur, et date du XVIe siècle. Elle a perdu les deux mains et porte des traces de mutilation sur le visage. Lors d'une restauration ancienne, elle avait été recouverte d'un badigeon, et les mains et la crosse épiscopale avaient été restituée. Marcel Lemaître l'a vu dans cet état, et suppose qu'il s'agit d'une œuvre d'un artiste local, qu'il juge d'une facture assez fruste, d'autant plus que le badigeon empâte les contours. Depuis, la statue a été restaurée pour une nouvelle fois. Elle a été débadigeonnée, et les mains et la crosse non authentiques ont été supprimées. Il apparaît désormais que les orfrois et la mitre sont délicatement décorés en bas-relief. La moitié supérieure de la statue conserve sa polychromie ancienne, ce qui ajoute de l'intérêt à l'œuvre, mais le débadigeonnage accentue bien évidemment l'état de dégradation du visage et de la moitié inférieure, hormis la tête de la gargouille, qui pour Lemaître ressemble davantage à un inoffensif caniche[22].
- Le groupe sculpté en pierre représentant l'Éducation de la Vierge par sainte Anne mesure environ 115 cm de hauteur, et date du XVIe siècle. Il était anciennement polychrome. « La sainte, assise, est drapée dans une ample robe à larges manches, retombant jusqu'à terre et cachant les pieds. Sa tête porte un voile maintenu par une mentonnière et dont les plis recouvrant les épaules. Dans son ensemble, ce vêtement évoque celui des religieuses du XVIe siècle de Port-Royal, pourrait-on penser. […] La Vierge-enfant se tient debout, à la droite de sa mère. Elle est vêtue d'une robe longue, sans ornements, d'une austérité toute religieuse ; une ceinture, nouée à la façon d'une cordelière, marque légèrement la taille ; une couronne est posée sur sa tête. Il semble que ce travail puisse être attribué à un statuaire local, aux possibilités limitées. Mais, le charme naïf qui se dégage du sujet n'est pas sans émouvoir » (Marcel Lemaître)[23].
- La statue en pierre polychrome représentant sainte Barbe date de la fin du XVIe siècle. Elle est de la même facture que les statues de la Vierge et de sainte Anne. Drapée à l'antique, la sainte se tient debout devant la tour où elle fut enfermée par son père, qui lui sert d'attribut. Contrairement à l'iconographie habituelle qui tend à rapetisser les attributs, la tour est plus grande que la sainte, et carrée et non pas ronde. La martyre tient un livre ouvert dans sa main gauche, qu'elle est en train de lire attentivement. Sa main droite, qui devait tenir la palme du martyr, manque. La poitrine est très marquée. La jambe droite, légèrement avancée, retient les plis du manteau[24].
- La statue en pierre représentant un saint non identifié, à droite du retable de la chapelle latérale nord, mesure environ un mètre de hauteur, et date de la fin du XVIe siècle. Elle est très mutilée, et a perdu sa polychromie. Selon l'inscription délavée sur son socle, elle représente saint Sébastien, mais ne concorde pas du tout avec l'iconographie habituelle. Par ailleurs, lors de leurs visites pastorales, les archevêques Jacques Nicolas Colbert (1691-1707) et Claude-Maur d'Aubigné (1708-1719) épinglent régulièrement les statues de saint Sébastien pour leur nudité et indécence, et elles sont donc retirées ou repeintes. Probablement, la statue actuelle a été montée sur le socle d'une statue de saint Sébastien disparue. La partie postérieure de la tête manque, et il n'est même pas certain s'il s'agit d'un homme ou d'une femme ; cependant, de courts tenons en métal sur le pourtour de la tête paraissent avoir servi de fixations à une couronne maintenant disparue. Il n'y a plus d'attribut, mais selon la position des doigts, il paraît possible que la main gauche tenait initialement une palme[25]. Selon Jacques Sirat, il pourrait s'agir de saint Louis[26] (qui n'est toutefois par un martyr).
- Une autre statue en pierre de saint Romain, exposée dans le chœur, date de la fin du XVe ou du début du XVIe siècle, et mesure 125 cm ou 140 cm de hauteur. Saint Romain est représenté debout, avec des vêtements riches en détails, mais sans crosse, ni croix pectorale. « La mitre est richement ouvragée. L'aube, en plis serrés, retombe sur les souliers qu'elle recouvre presque. Des bretelles en croix, reliées par une large boucle, barrent la poitrine, soutenant une chape. Dégageant le bras droit, celle-ci est drapée sur le bras gauche, à la manière d'une toge antique » (Marcel Lemaître). La statue reste couverte d'un badigeon, ce qui fait peser des incertitudes sur la datation. La tête a été réparée, et les bras et les mains paraissent avoir été refaits, en pierre. Lors de sa visite pastorale le 10 septembre 1782, l'archidiacre de Pontoise, Mgr Charles d'Agoult, demande que la statue soit réparée. C'est peut-être consécutivement à cette visite que les réparations ont été effectuées[22],[27].
- La poutre de gloire avec un Christ en bois taillé date du XVe siècle. La croix, aux bouts flammés, est seulement découpée, et non sculptée, ni moulurée. Le Christ est mal proportionné, sans réalisme, et sculptée avec beaucoup de maladresse. La poutre elle-même évoque une simple solive. On y lit l'inscription « Aimons toujours J.C. qui est mort sur la croix pour notre salut », et sur le triangle au pied du crucifix, « IHS Vive Jésus ». Les statues de la Vierge de douleur et de saint Jean qui accompagnent traditionnellement le Christ sur les poutres de gloire manquent. Quand Jacques Sirat écrit que l'on voit encore les arrachements des statues de saint Pierre et saint Paul, il commet une étourderie ; très rarement, Marie de Magdala prend la place de saint Jean[28].

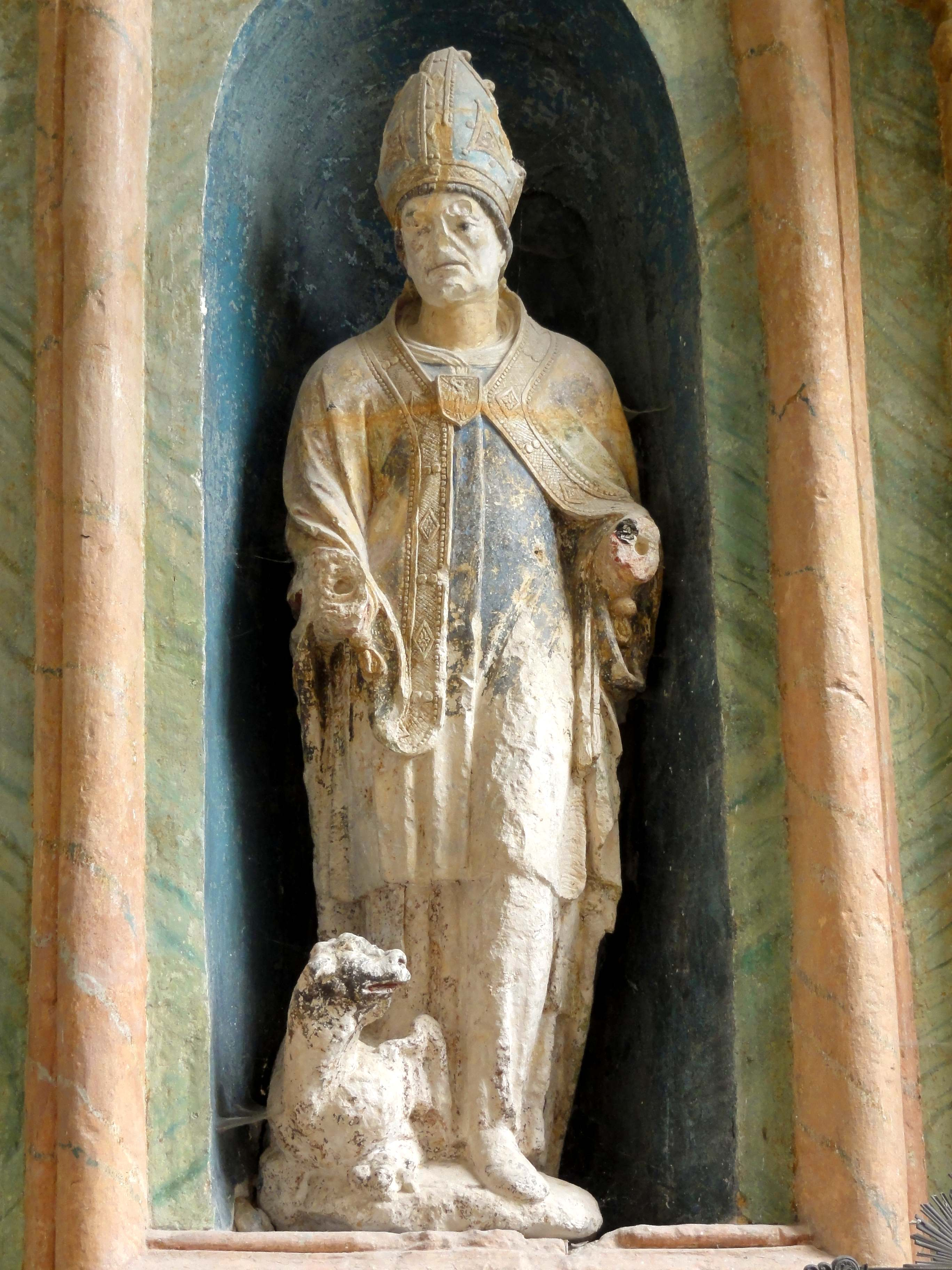
Saint Romain.
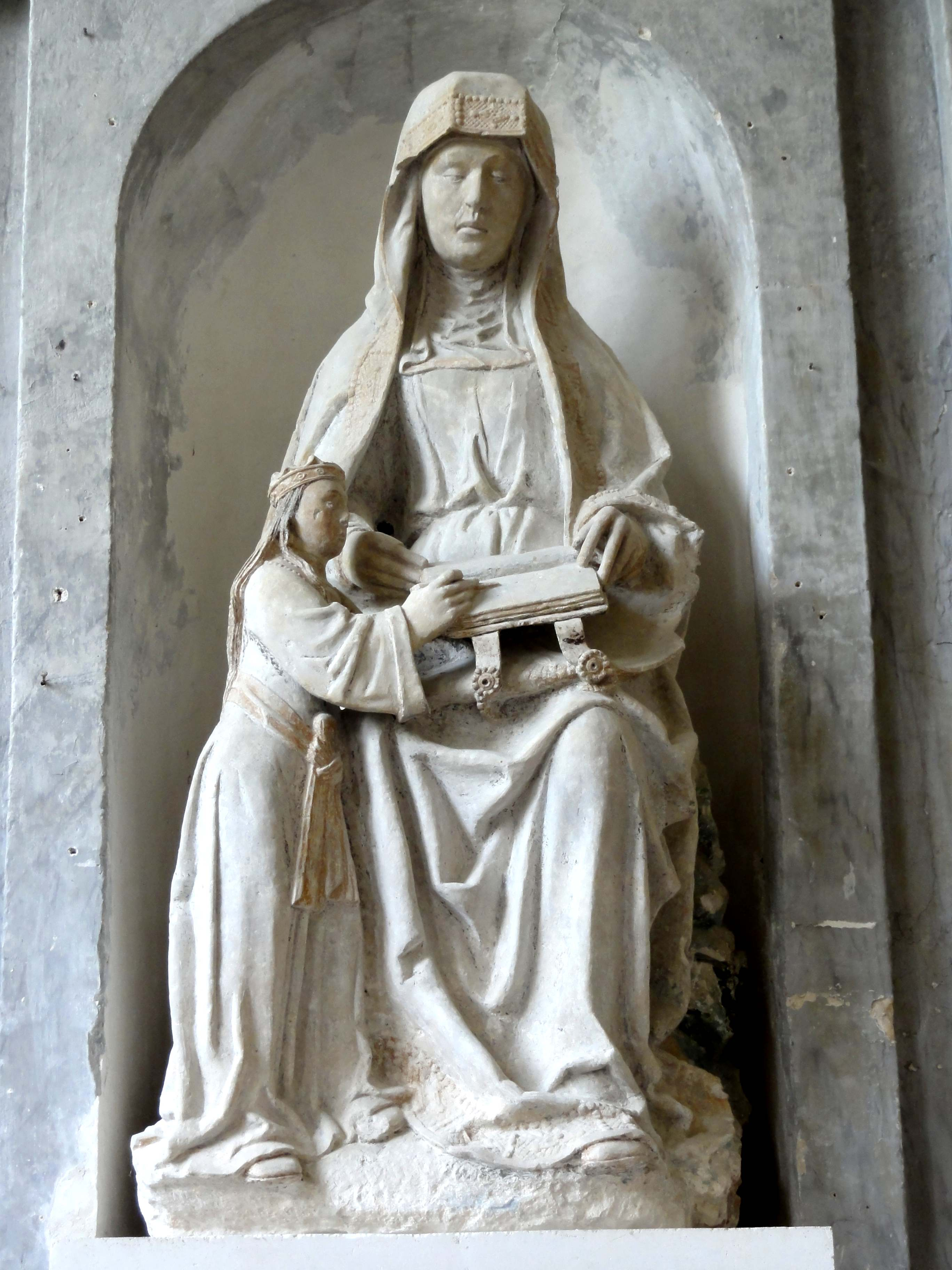
Éducation de la Vierge.
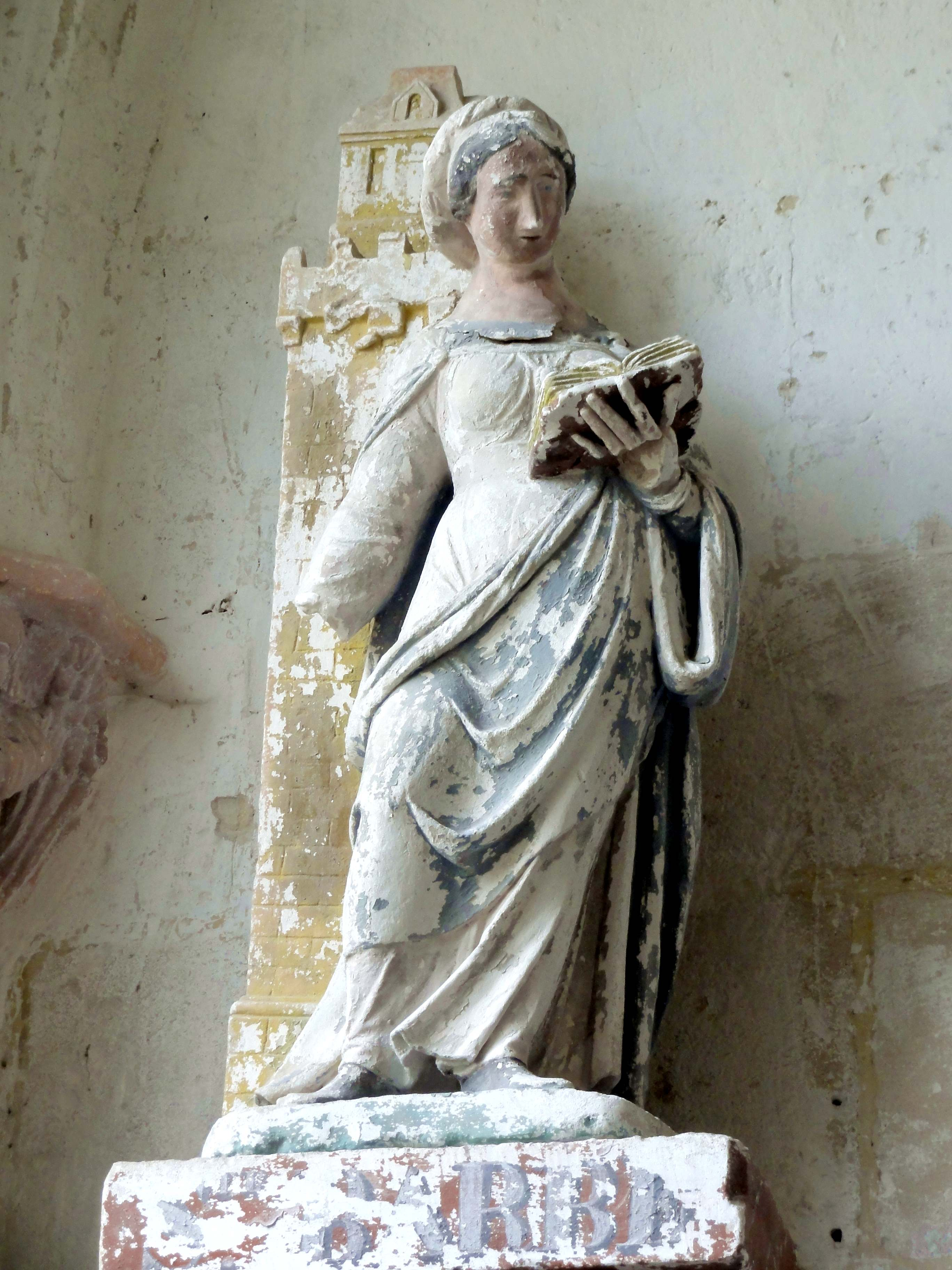
Sainte Barbe.
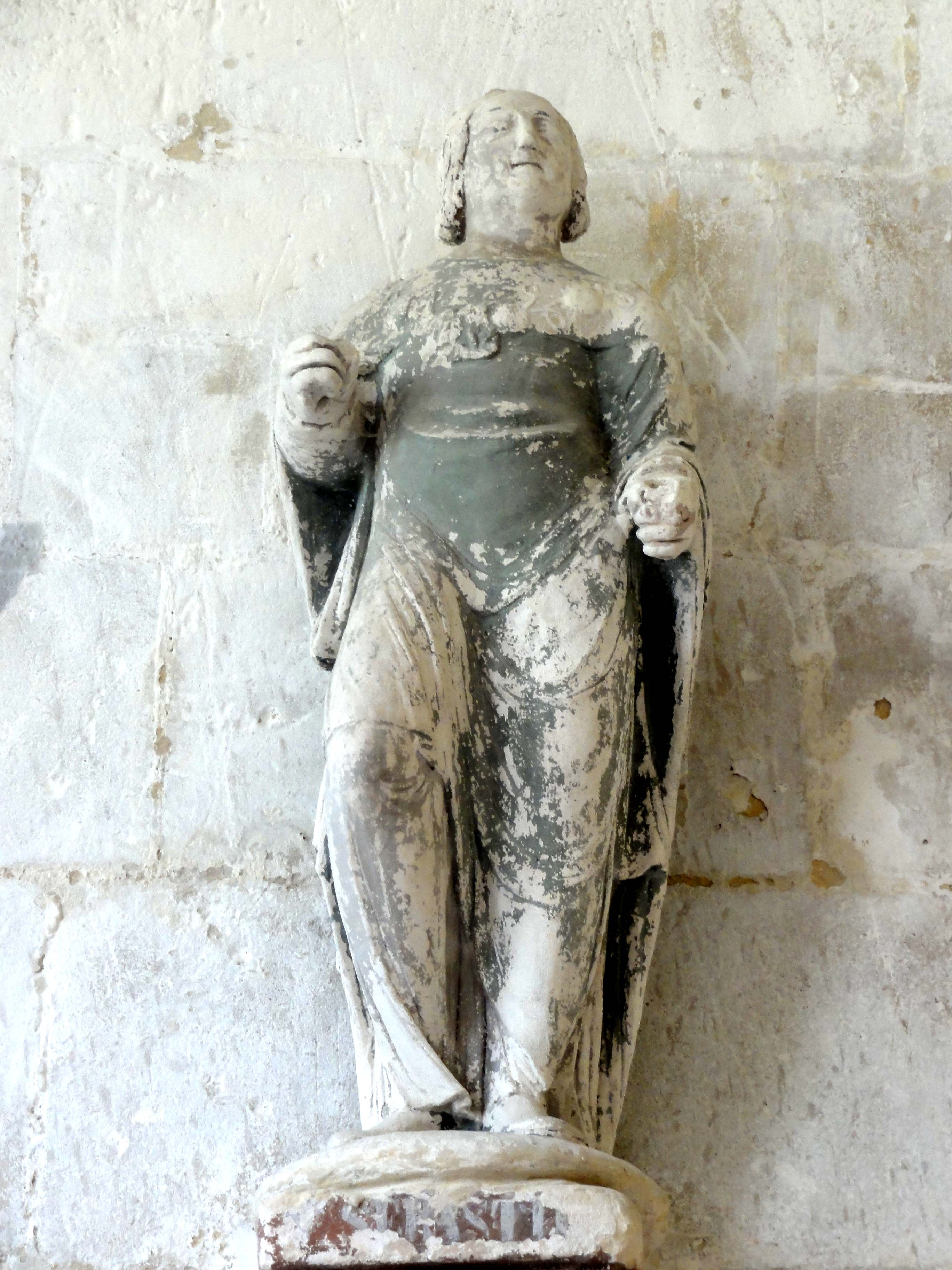
Saint Louis (?).
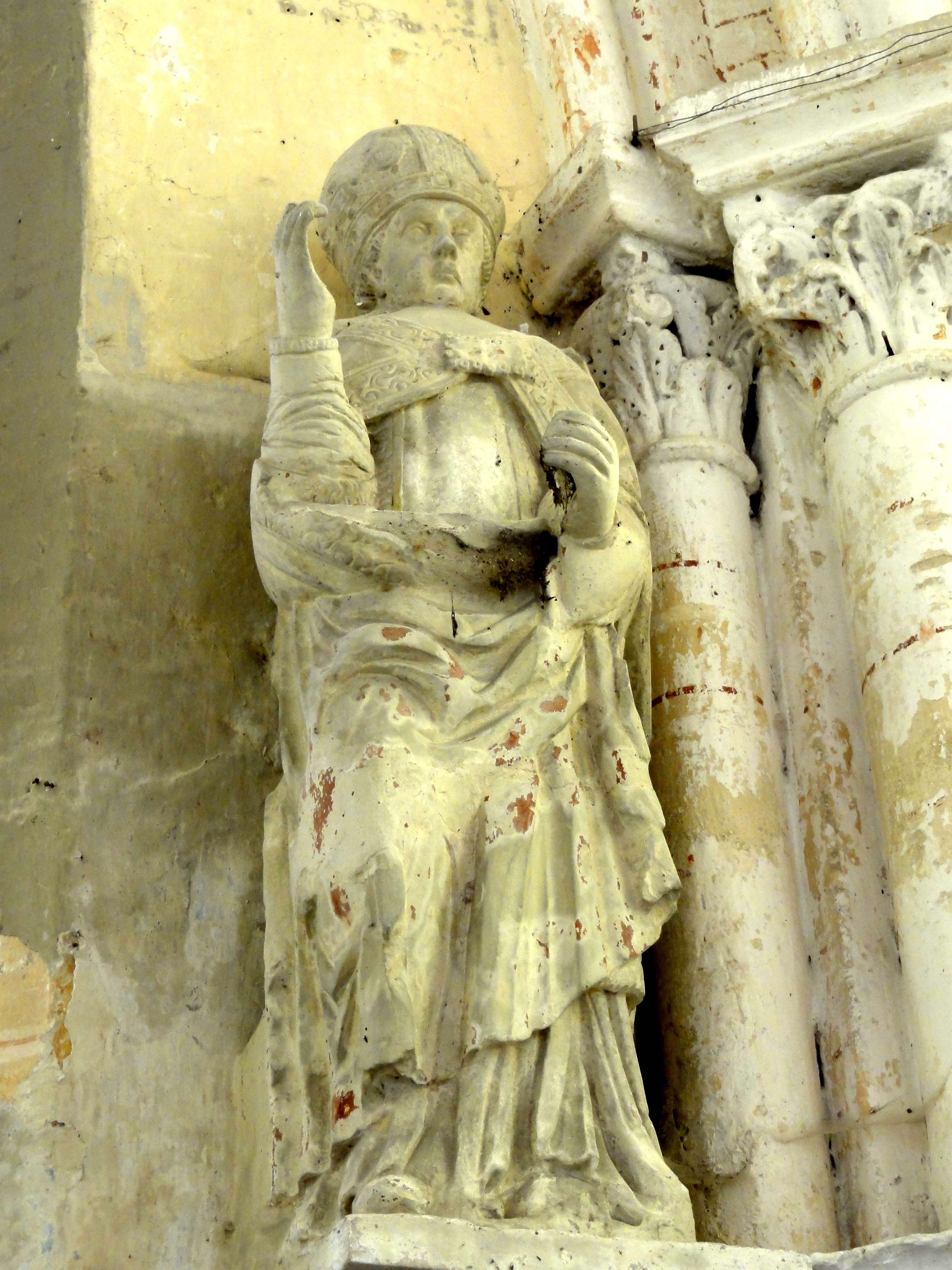
Saint Romain.
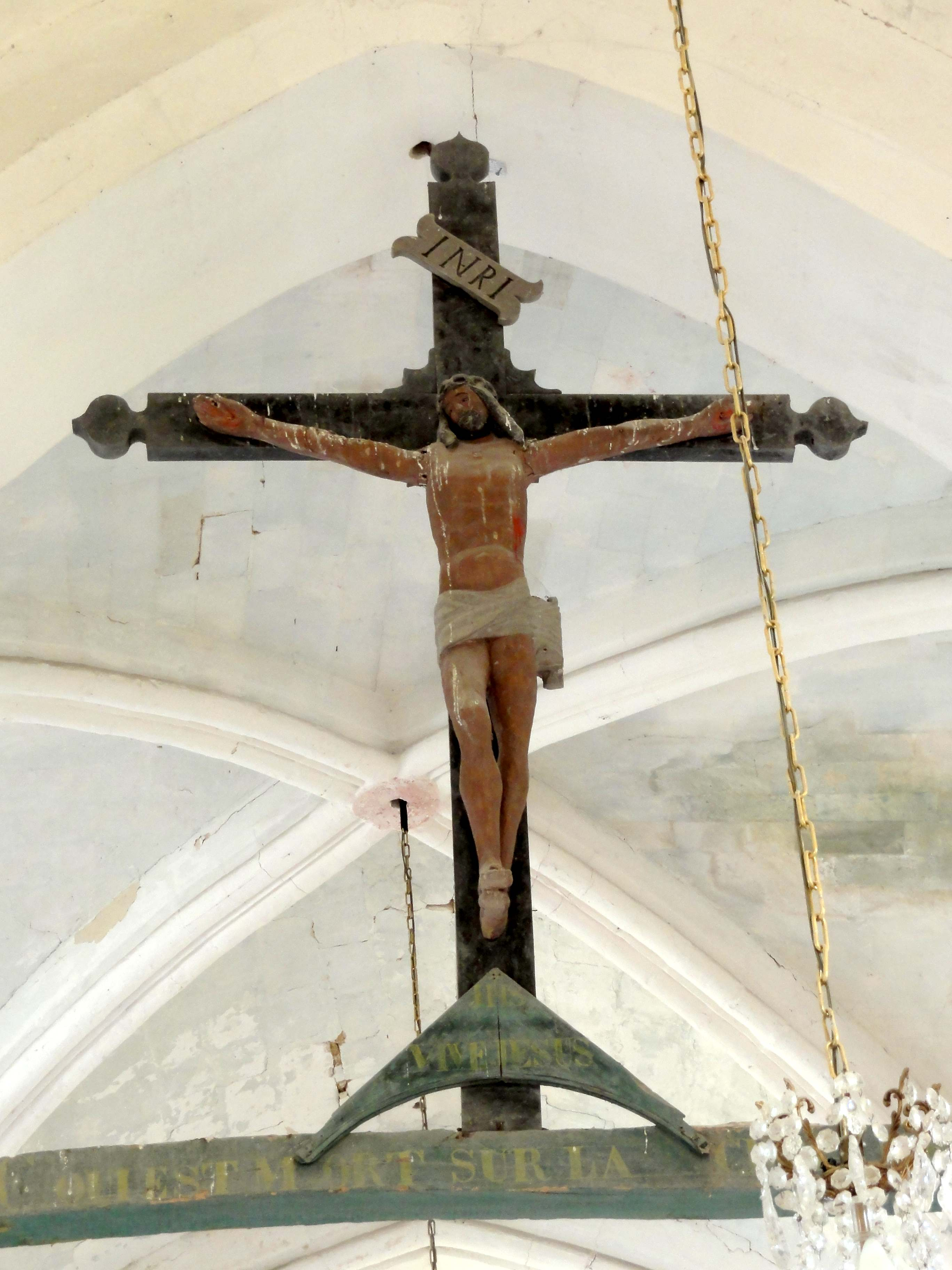
Christ en croix.

### Tableaux

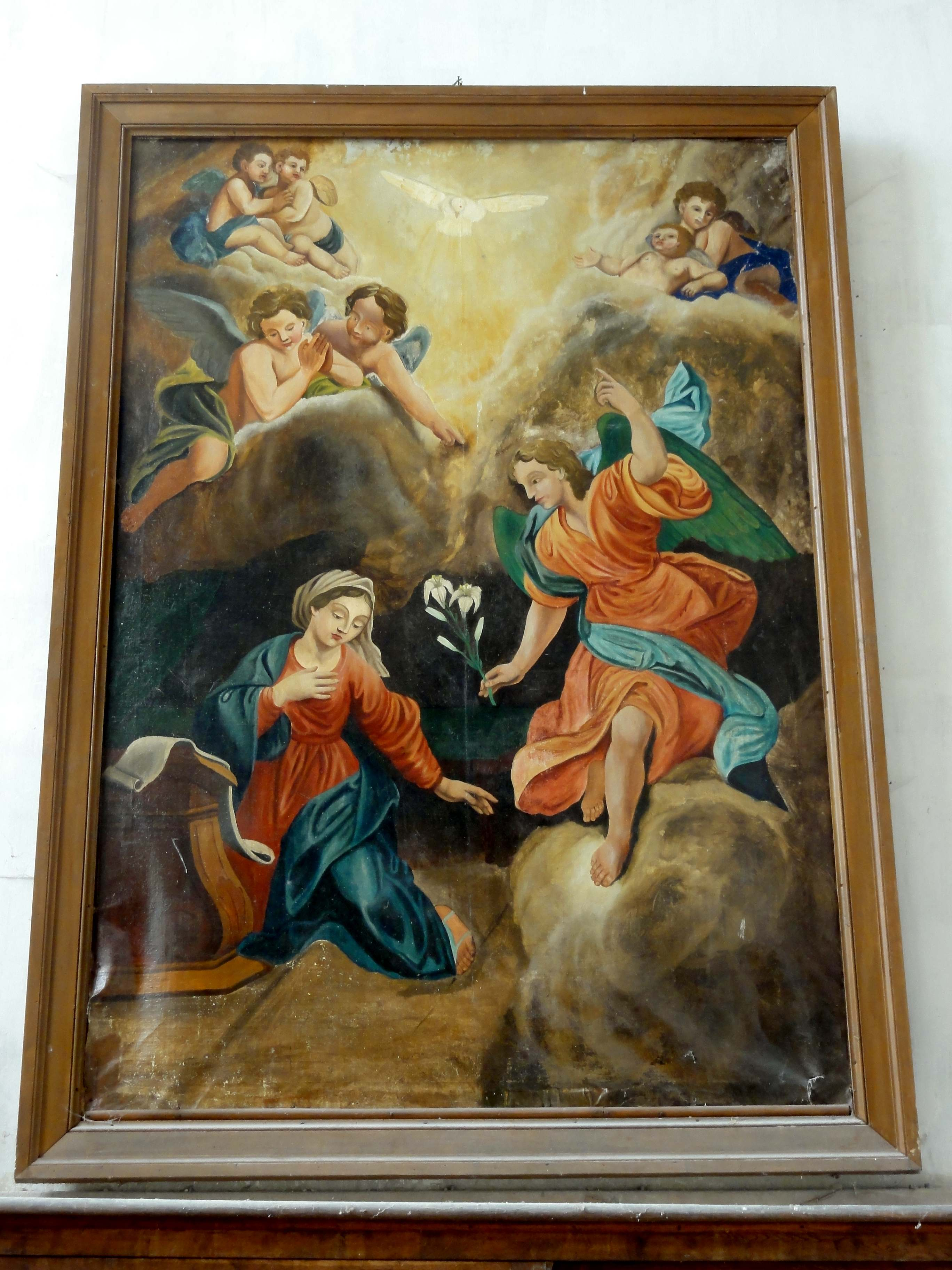
Tableau - L'Annonciation.

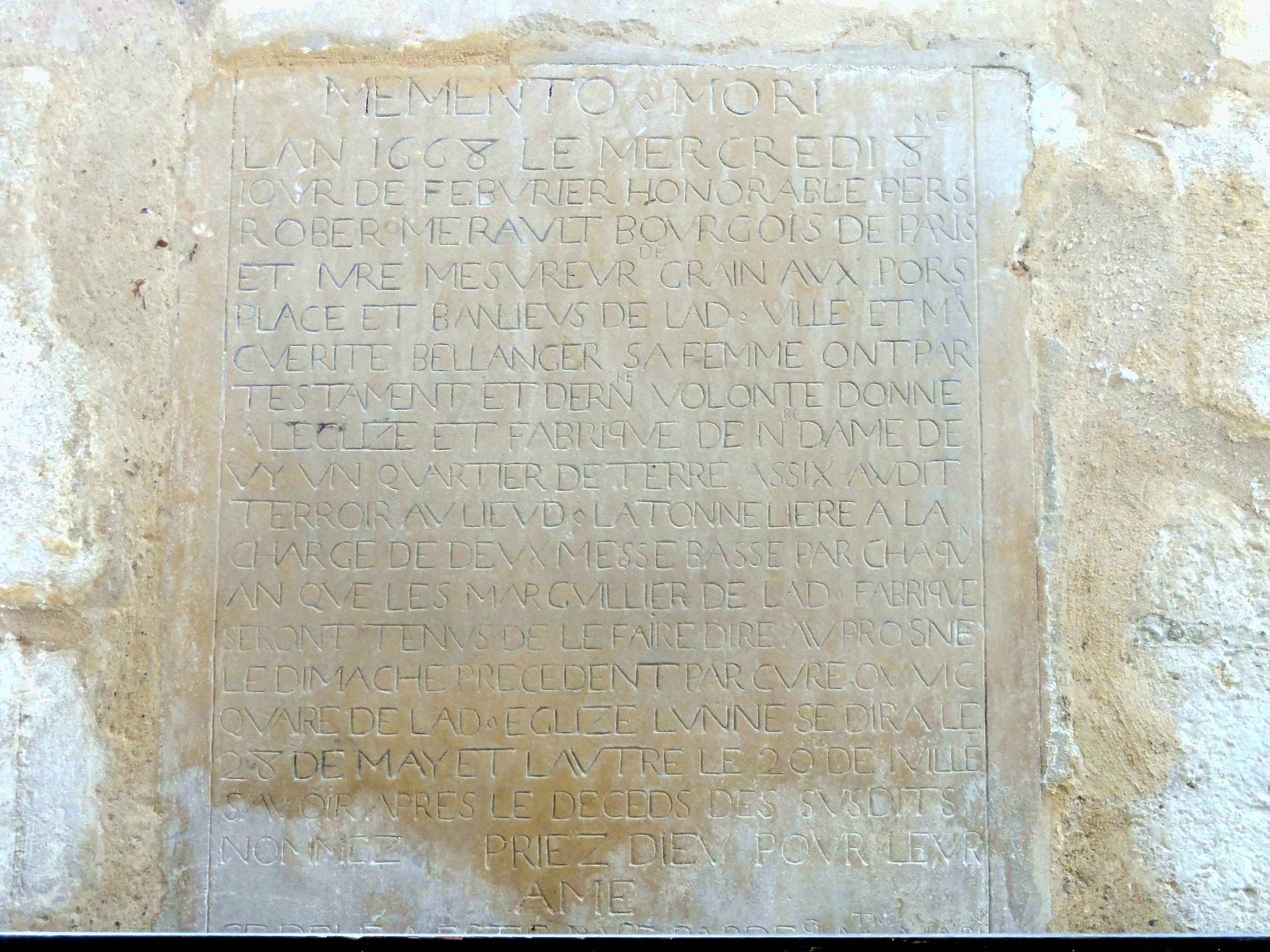
Plaque de fondation.

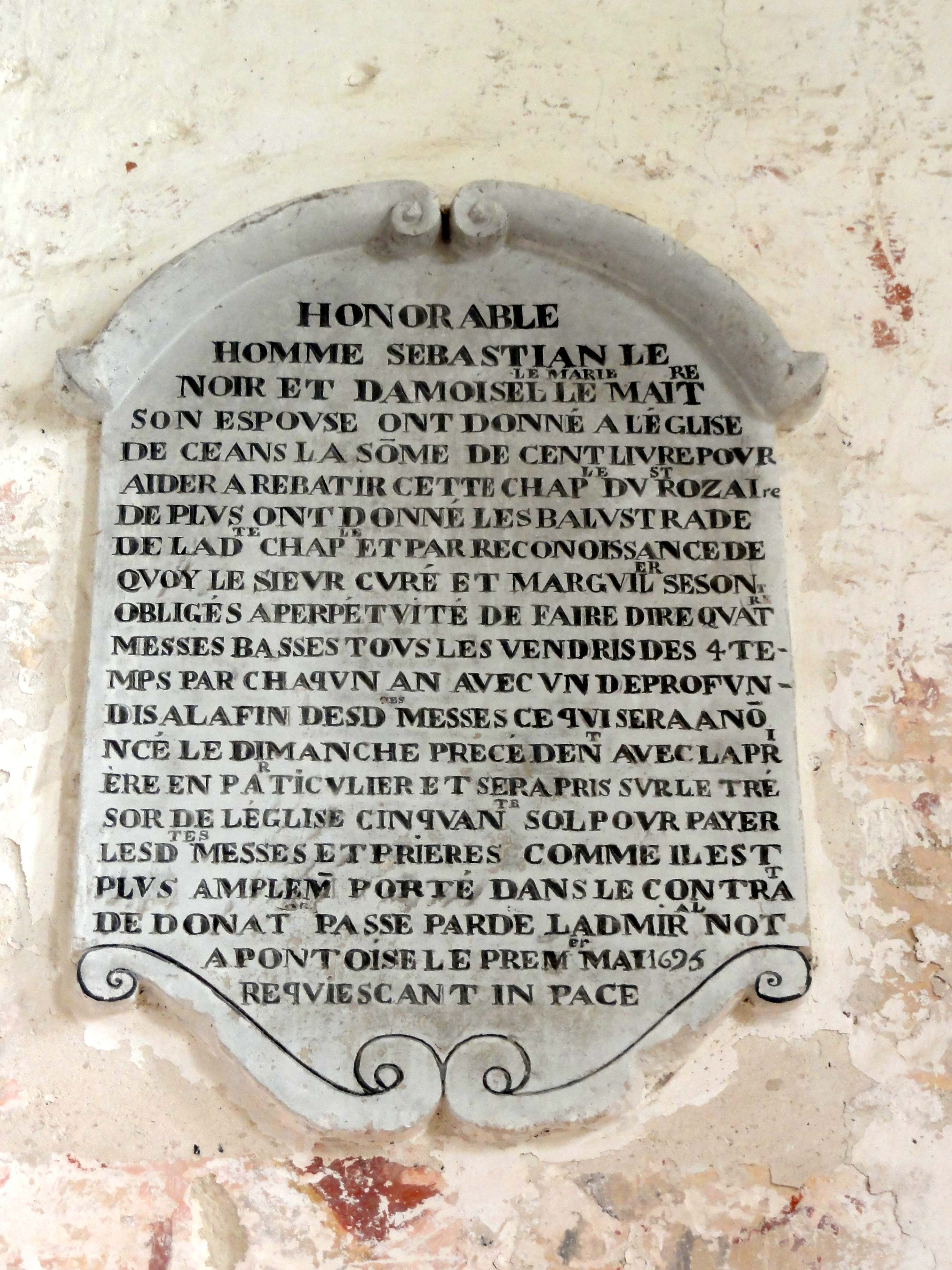
Plaque de fondation.

- Le tableau peint à l'huile sur toile et représentant Salomé apportant à Hérodiade la tête de saint Jean-Baptiste, mesure 76 cm de hauteur pour 96 cm de largeur, et date du second quart du XVIIIe siècle, de l'époque de Louis XIII. L'œuvre est placée sous l'influence de l'école vénitienne. Elle a été classée en 1980[29].
- Le tableau peint à l'huile sur toile et représentant saint Jean-Baptiste prêchant au désert, mesure 76 cm de hauteur pour 106 cm de largeur. Il est contemporain du tableau ci-dessus, et a été classé en même temps. Afin d'être exposé à la préfecture, il a bénéficié d'une restauration l'année de son classement[30],[31].
- Le tableau peint à l'huile sur toile et représentant l'Annonciation faite à la Vierge Marie par l'archange Gabriel est presque identique à un tableau accroché en l'église Saint-Pierre de Genainville, et peut être attribué à l'abbé Dheilly, dont le ministère à Genainville dure de 1854 à 1862[32]. Cette œuvre de faible valeur artistique n'est pas classé. À gauche, Marie est agenouillée devant un prie-Dieu. À droite, derrière elle, l'archange arrive sur une nuée, et ne semble que passer. Il lève la main gauche pour prévenir de son annonce, mais sa bouche demeure fermée. Sa main droite réserve à Marie une fleur de lys, symbole de la pureté. Tout en baissant son regard, Marie se retourne à moitié vers Gabriel, et est prête à l'écouter. En arrière-plan, trois paires de chérubins se tiennent sur des nuées, et tout en haut, l'Esprit Saint, représentée par une colombe et par des rayons de lumière, préside à la scène.

### Inscriptions
L'église abrite deux dalles funéraires dans le sol et deux plaques de fondation encastrées dans les murs. Une inscription est gravée sur le piédroit oriental de l'arcade nord de la base du clocher de 1695.
- La plaque scellée dans le sol devant l'autel de la Vierge n'est plus que partiellement lisible. Elle appartient à…ager, mort le 18 octobre 1626, qui par son testament, laisse à l'église la somme de cinquante sous pour donner des brioches. Un personnage en prière est gravé sur la dalle[33].
- La plaque funéraire devant l'autel de la chapelle du nord porte l'épitaphe suivante : « + CY DESSOVS REPOSE LE CORPS DE MESSRE CHARLES DEHAZEVILLE VIVANT CHEVALIER + SIEVR DE GAGNI QUI DECEDA LE NEVVIEME JOVR + D'AVRIL L'AN 1633, A L'AGE DE 18 ANS, ESTANT PAGE DU ROI. PRIEZ DIEU + POVR SON AME ». Charles de Hazeville est le deuxième fils de Gédéon de Hazeville, qui épousa en 1605 Jeanne de Baillard, dame de Gagny. Hazeville est un hameau de Wy-dit-Joli-Village, qui possède toujours un manoir, ancien siège de la seigneurie[28].
- Une plaque de fondation toute simple est encastrée dans le mur septentrional de la chapelle du nord. Elle appartient à Robert Merault, bourgeois de Paris et mesureur de grains aux portes, places et banlieues de cette ville, et Marguerite Bellanger, sa femme. Par leur testament du mercredi 8 février 1668, ils laissent à la paroisse et fabrique un quartier de terre, moyennant la célébration de deux messes basses par an, les jours anniversaires de leur mort, à savoir le 28 mai et le 20 juillet, à annoncer au prône du dimanche précédent. Les dates de décès ne sont pas gravées. Elles sont en tout cas antérieures à 1673, quand la plaque est posée avec le consentement du curé et des marguilliers[28].
- La plaque de fondation à gauche de l'autel de saint Romain appartient à honorable homme Sébastien Lenoir et damoiselle Le Maître, son épouse, qui, par contrat passé devant le notaire Ladmiral à Pontoise, donnent à l'église la somme de cinquante livres pour aider à la reconstruction de la présente chapelle du Saint-Rosaire. Ils donnent en plus la balustrade (clôture) de cette chapelle, qui a donc changé de vocable depuis. Pour témoigner de leur connaissance, le curé et le marguillier se sont obligés de faire dire quatre messes basses tous les vendredis des Quatre-Temps, avec un De profundis à la fin de chaque messe, et annonce lors du prône du dimanche précédent. Pour payer ces services, la somme de cinquante sous doit être prélevée sur le trésor de l'église à chaque fois[33].
- L'inscription relative à la reconstruction de la chapelle et du clocher, près de cette plaque, se lit « 1695 EX DONQ NDL DAVIDIS FRAS THEROUDE ET ARCHI D ROTHM. DNL DA DE WY ». Elle est gravée directement dans le mur, et si sommairement qu'elle s'apparente à un graffiti. Jacques Sirat ne livre pas la signification de tous les éléments. Il est en tout cas question d'une donation faite en 1695 par David Theroulde, chanoine de Beauvais[33].

### Divers

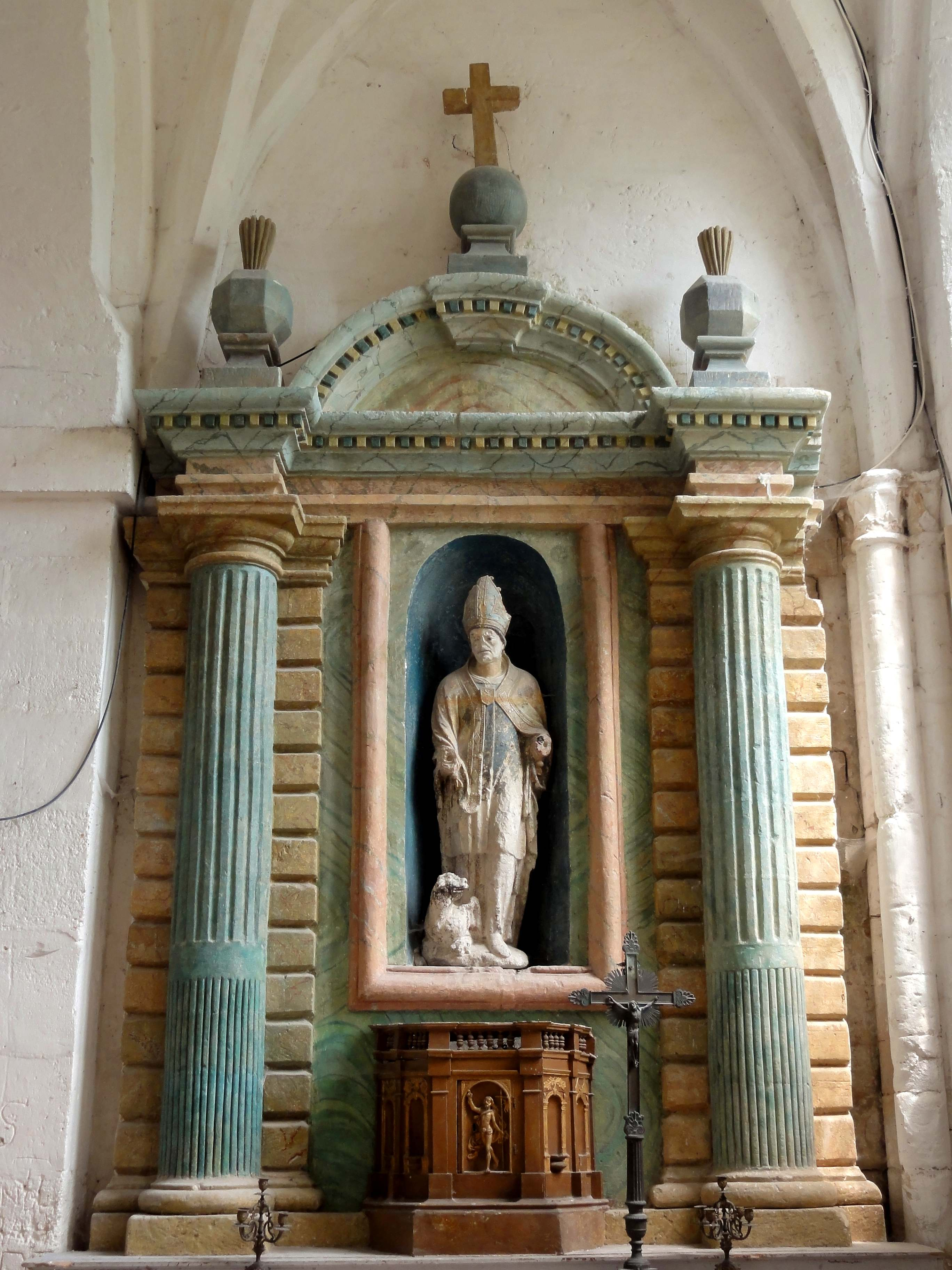
Retable de saint Romain.

- La cuve de la chaire à prêcher arbore des bas-reliefs bûchés représentant saint Pierre et saint Paul[5] (sans illustration).
- L'église possède trois retables en pierre, qui sont de style classique, et susceptibles de dater de la même époque que le clocher (fin XVIIe siècle). Dans la nef, le retable de la Vierge est adossé au mur oriental, à gauche de l'arcade ouvrant dans le chœur. Une niche en plein cintre accueille la statue, en plâtre, de la Vierge à l'Enfant. Elle est cantonnée de deux pilastres cannelés, derrière lesquels l'on aperçoit des bossages, et qui supportent un entablement aniconique. Sa corniche est ornée d'un rang de denticules, tout comme les rampants du fronton triangulaire. Deux pots à feu flanquent les rampants, et un orbe couronne le fronton. La plupart des moulures sont rehaussés par des dorures ; le reste est badigeonné de gris.
- Le retable de sainte Anne, au chevet de la chapelle du nord, paraît comme une version simplifiée de ce précédent retable. Les bossages font défaut, l'entablement est réduit à la corniche, les denticules manquent, et les pots-à-feu sont angulaires.
- Le retable de saint Romain, au chevet de la chapelle du sud, sous le clocher, est le plus abouti. Il a été restauré, et retrouvé sa polychromie, dont les tons dominants sont le rouge pâle, avec un traitement en faux-marbre sur la métope et sur le fronton, et le turquoise. Les denticules sont alternativement vertes et jaunes. En lieu et place de simples pilastres, l'on trouve des colonnes doriques rudentées et cannelées, et la niche est entourée d'un boudin, destinée à suggérer un cadre. Les pots-à-feu sont angulaires, comme sur le retable de la Vierge. Ce sont, à peu près, les mêmes pots-à-feu que l'on trouve à gauche et à droite des pignons du clocher, ce qui autorise la datation, et sans doute aussi l'attribution au même maître d'œuvre (anonyme).
- Trois bannières de procession ou de confrérie subsistent dans l'église. L'une est celle de la confrérie Saint-Romain. Une autre représente également Saint-Romain, et porte l'inscription « Saint Romain priez pour nous ». La troisième est dédiée à l'Immaculée Conception, et on y lit « Ô Marie conçue sans péché, priez pour nous ». Les bâtons de procession ou de confrérie ont également été conservés, mais ils sont souvent incomplets, et entassés dans le vieux corbillard.
- Un dernier fragment des vitraux polychromes de la Renaissance s'est conservé dans le soufflet de la baie orientale de la chapelle du nord. Il s'agit d'un petit soleil peint grisaille et jaune d'argent. L'unique verrière polychrome de l'église se trouve au chevet du sanctuaire. Il imite le style des verrières hagiographiques du XIIIe siècle, et représente trois personnages en pied, qui sont entourés d'un décor architecturé néogothique. L'identification est fournie par des inscriptions en bas des lancettes : Vierge Immaculée, Sacré-Cœur de Jésus et Saint Romain. Revêtu de l'habit épiscopal, mitré et munie d'une crosse, il tient un petit dragon enchaîné, dit aussi gargouille, son attribut.

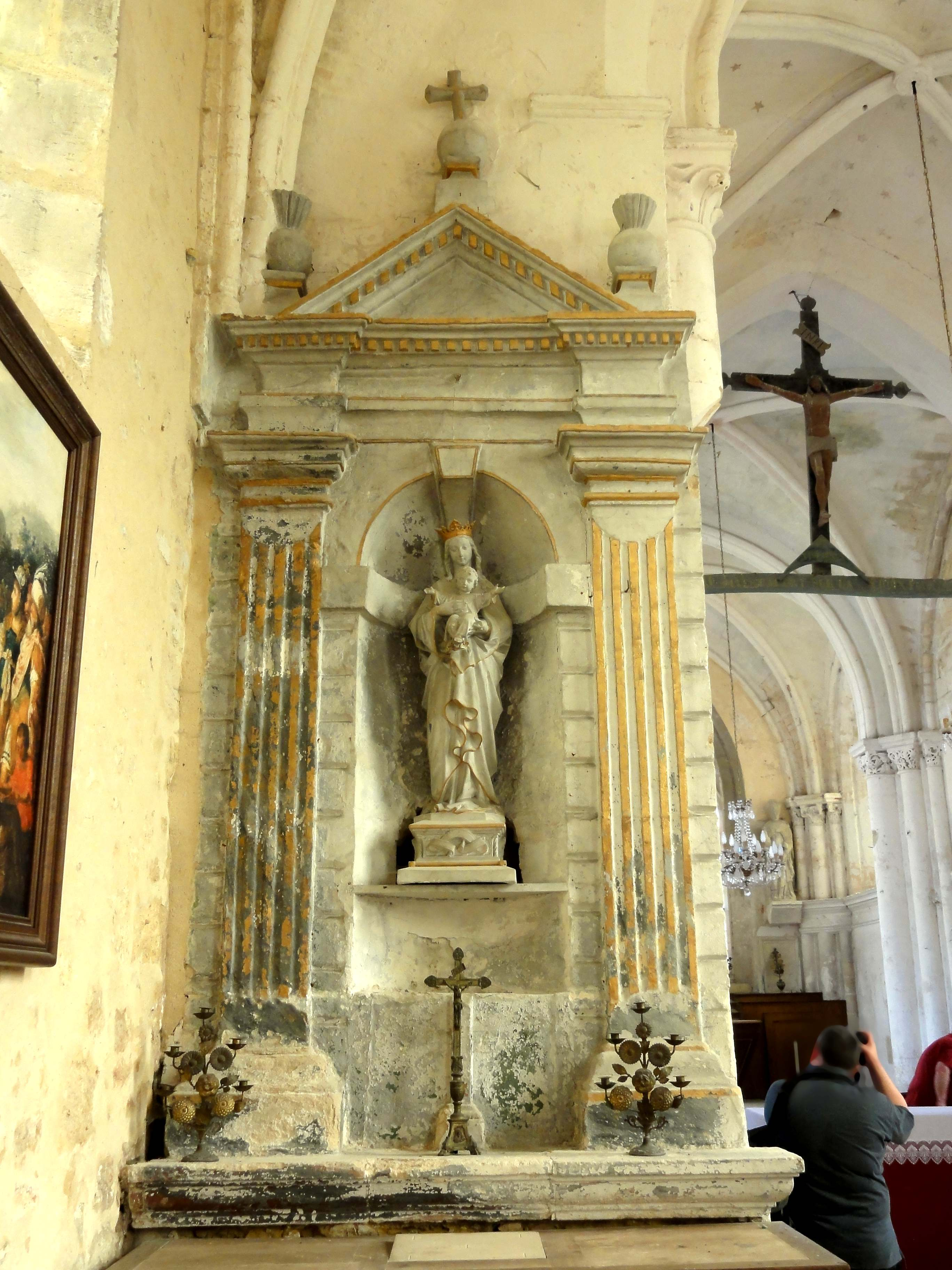
Retable de la Vierge.
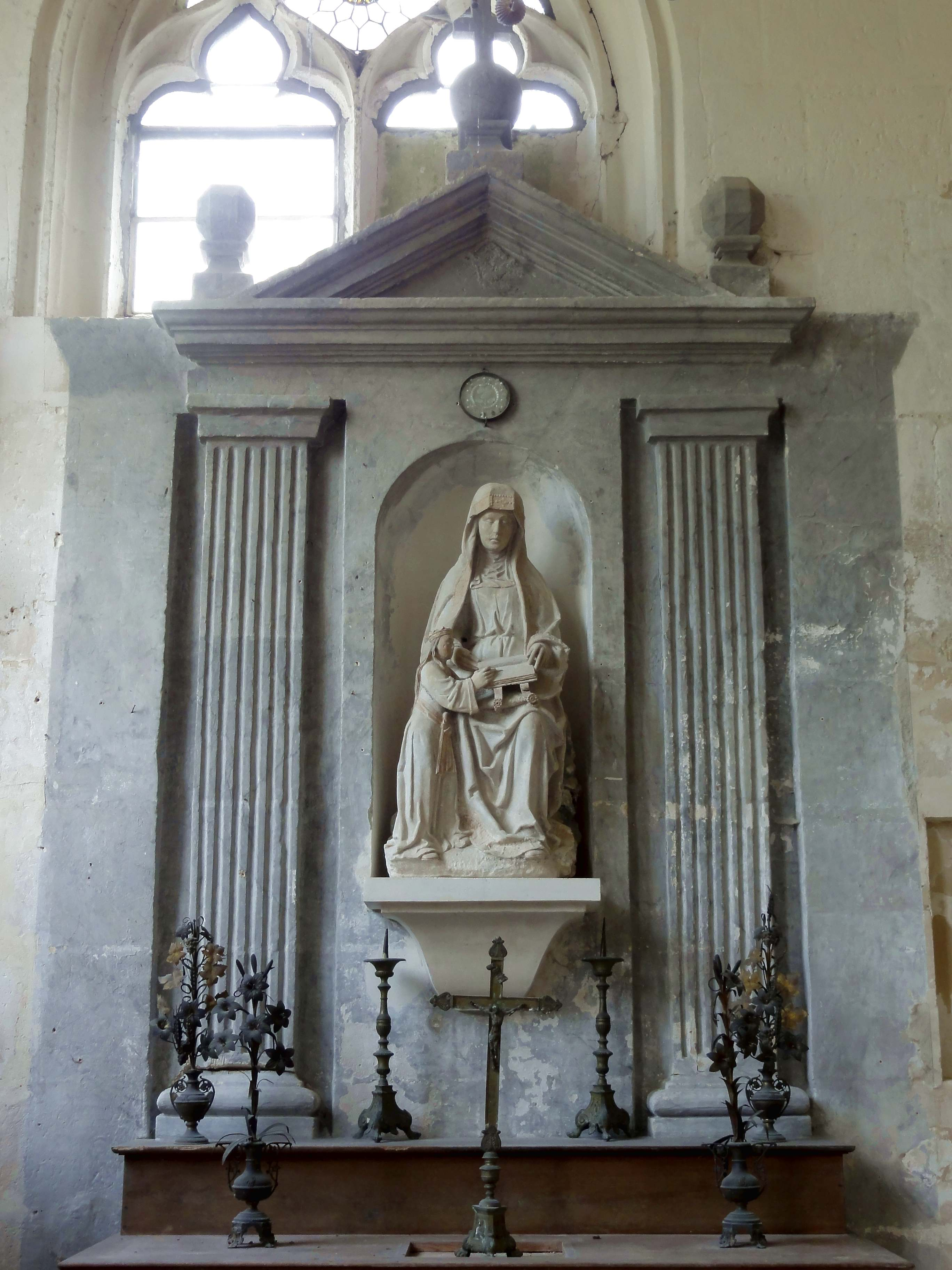
Retable de sainte Anne.
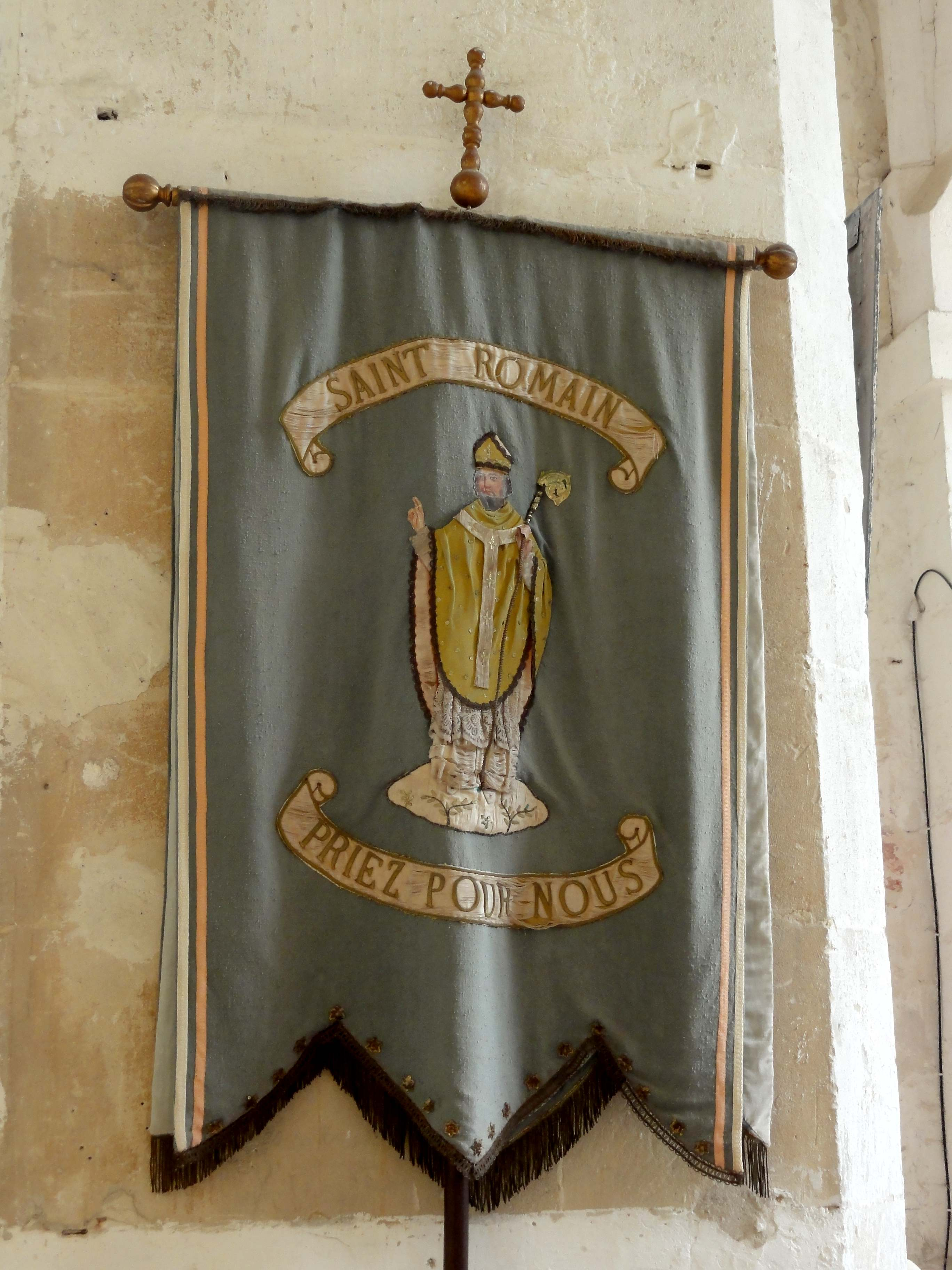
Bannière - saint Romain.
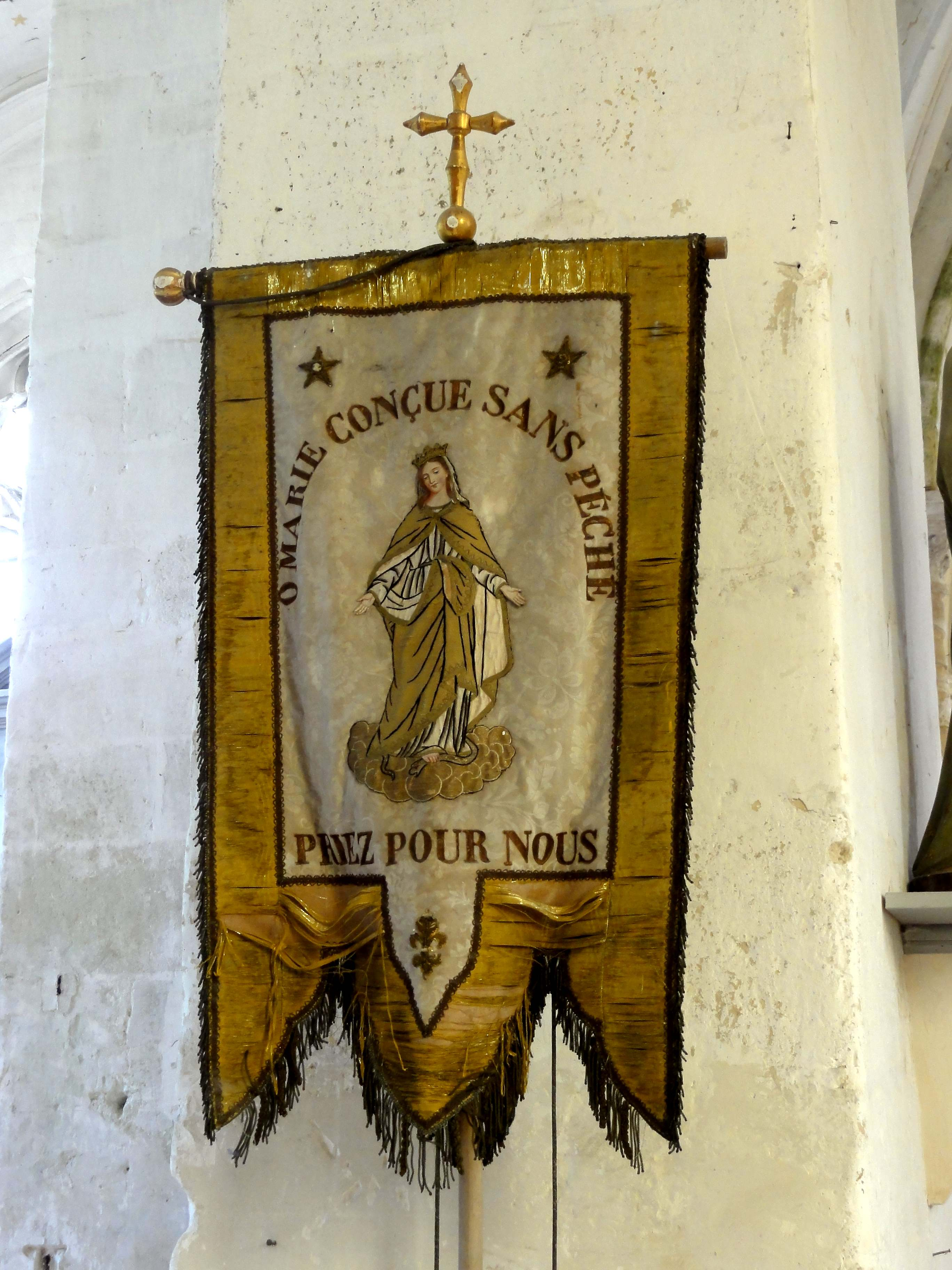
Immaculée Conception.
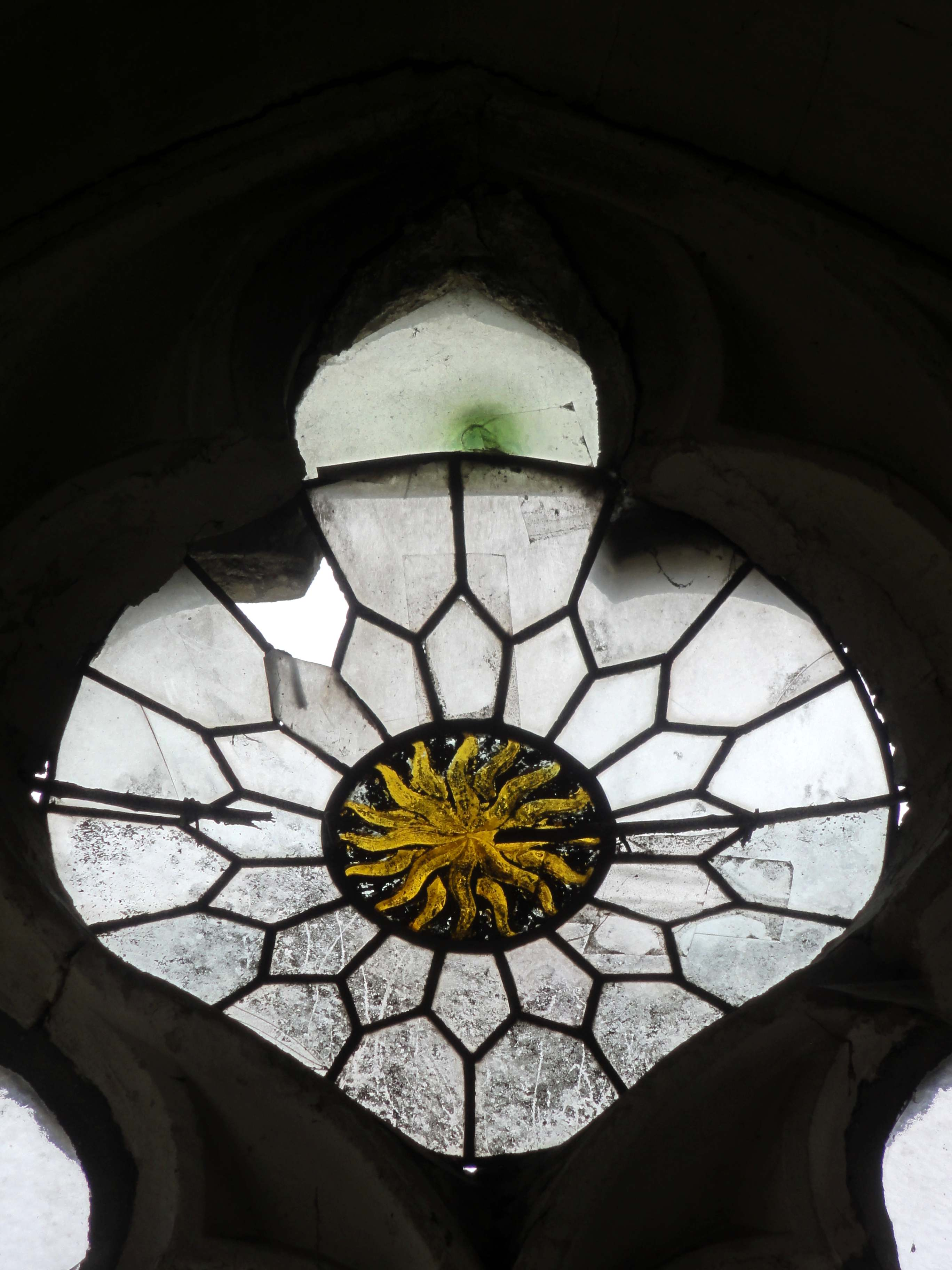
Fragment de vitrail.
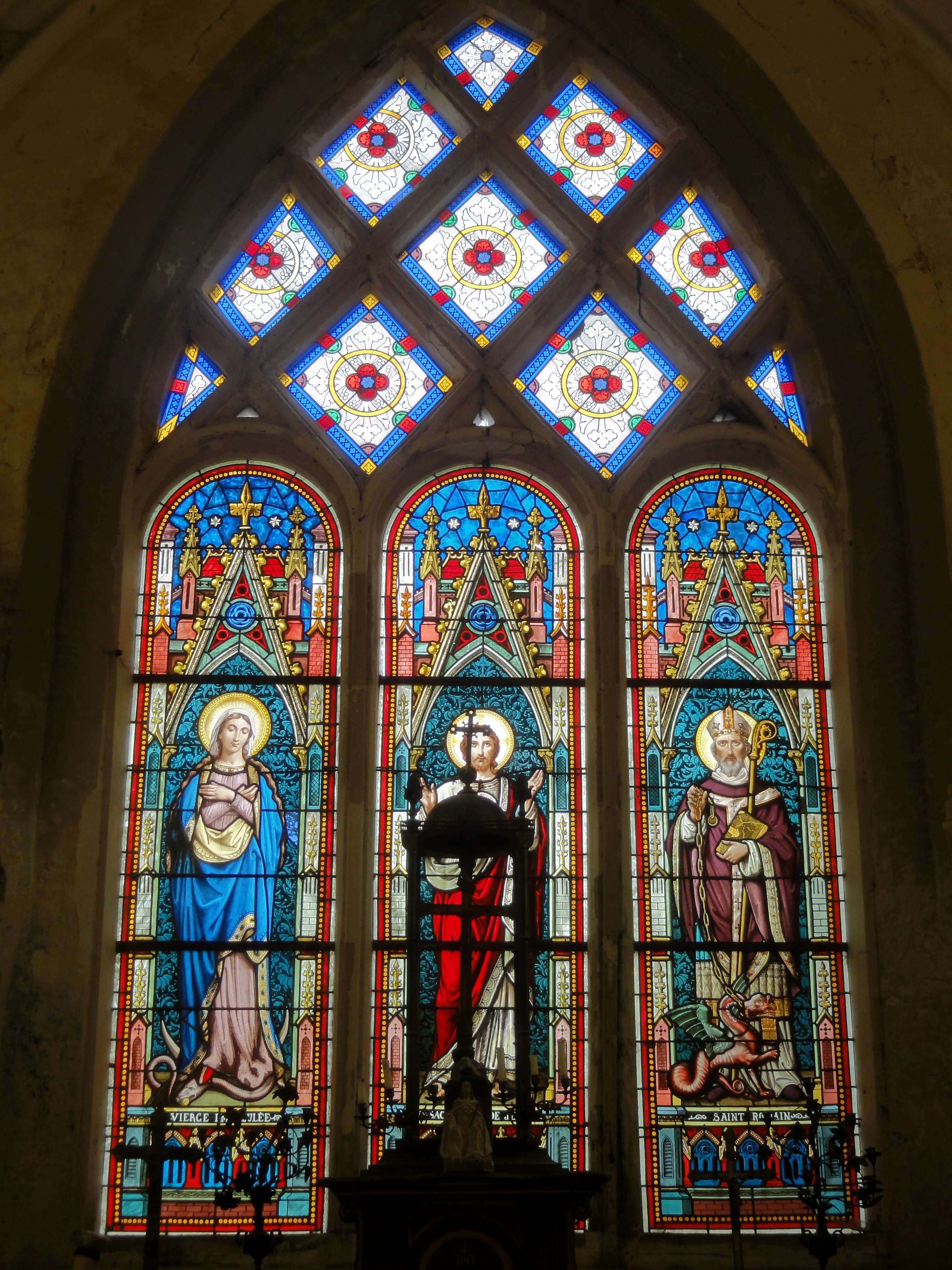
Verrière du chevet.